# Abram Ioffe
Abram Fiodorowicz Ioffe (Joffe) (pisany też jako Joffé lub Yoffe, ros. Абрам Фёдорович Иоффе; ur. 17 października?/29 października 1880 w Romnach, zm. 14 października 1960 w Leningradzie) – rosyjski i radziecki fizyk, członek rzeczywisty Rosyjskiej Akademii Nauk i Akademii Nauk ZSRR, wiceprezydent Akademii Nauk ZSRR, laureat Nagrody Stalinowskiej I stopnia i trzykrotnie Orderu Lenina, członek Międzynarodowego Kongresu Solvaya, społecznik Leningradu, członek WKP(b)/KPZR i ciał kolegialnych ZSRR, organizator nauki, znany jako ojciec półprzewodników i ojciec fizyki radzieckiej, współtwórca rosyjskiego i radzieckiego czasopiśmiennictwa naukowego, popularyzator nauki, doktorant i współpracownik Wilhelma Röntgena.
Wniósł znaczny wkład do fizyki i technologii półprzewodników i ciał krystalicznych, korpuskularnej teorii światła i jej podstaw doświadczalnych. Stworzył petersbursko-leningradzką szkołę naukową Instytutu Fizyko-Technicznego imienia A.F. Ioffego Rosyjskiej Akademii Nauk i zespół placówek naukowo-badawczych ukierunkowanych na zastosowania przemysłowe w warunkach komunizmu radzieckiego okresu stalinizmu. Podczas wielkiej wojny ojczyźnianej, ewakuacji Prezydium Akademii Nauk ZSRR i części laboratoriów Instytutu do Kazania wskutek blokady Leningradu, zapoczątkował radziecki program nuklearny.

## Życiorys

### Tło rodzinne
Urodzony jako Awrum (Awraam, Awraham) Fajwisz-Izraiłewicz, Awraam-Izraił Fajwiszewicz lub Awraam Izraiłewicz w rodzinie żydowskiej, w miejscowości Romny w guberni połtawskiej (obecnie obwód sumski) na Ukrainie, należącej do Cesarstwa Rosyjskiego. Wskutek oskarżeń o zamach bombowy, w którym zginął cesarz Aleksandr II, w 1881 roku w Romnach miał miejsce pogrom Żydów. W 1882 roku Aleksandr III zatwierdził antyżydowskie tzw. prawa majowe na kolejne 30 lat.
Ojciec, Fiodor Wasiljewicz Ioffe, urodzony Fajwisz-Izraił Wulfowicz, Izraił-Fajwisz Wulfowicz, Srol-Fajweł Wulfowicz lub Srul-Fajwisz Wulfowicz, w mieszczańskiej rodzinie rzemieślników litewskiego miasteczka Rogów powiatu wiłkomierskiego guberni kowieńskiej, przedsiębiorca], kupiec 2. gildii i księgowy prywatnego biura bankowego, agent ubezpieczeniowy miejscowego Pierwszego Towarzystwa Ubezpieczeń Przeciwpożarowych, nie miał wykształcenia wyższego, cieszył się ogólnym szacunkiem, jego praca zapewniała wystarczający byt rodzinie, zmarł w 1898 roku w wieku 46 lat. Jego rodzicami byli syn kupca Wulf Mortchelewicz Ioffe i Rochl-Genja Szaweł-Wolfowna Ioffe, rodzina mieszkała w litewskim mieście Kowno.
Stryj Émile Joffé, urodzony Efroim-Zelman Wulfowicz, fotograf Kodak w Paryżu, złoty medalista salonu fotograficznego w Nicei w 1899 roku, twórca czeskiej kinematografii, w latach 1896–1897 słynny z pokazów kinematograficznych w Pradze, uzdrowiskach Karlowe Wary i Cieplice, miastach Bílina, Trutnov i Písek. W latach 1897–1905 mieszkał w pensjonacie Vila Ludmila uzdrowiska górskiego Jańskie Łaźnie, obrazował życie mieszkańców, szlak turystyczny Karkonoskiego Parku Narodowego, ogrom szkód powodziowych z lipca 1897 roku w miejscowości Szpindlerowy Młyn, gdy po kilkudniowych obfitych ulewach w Karkonoszach i Górach Izerskich wylewy Łaby i jej lewych dopływów rozrywały skały i niszczyły domy, w Czechach zginęło 120 osób i wynikła powódź w Kotlinie Jeleniogórskiej. Od 1908 roku mieszkał w uzdrowiskach Alp Retyckich, w 1913 roku osiadł w Merano we włoskich Sarntaler Alpen, w 1938 roku faszyści wpisali go na listę Żydów, a w 1939 roku dodali „rasa żydowska”, po czym kwestura Bolzano zapewniła mu pobyt. Następnie zbiegł do Sankt Moritz w szwajcarskich Albula-Alpen.
Matka, Raszel Abramowna Weinsztejn, urodzona Rachil-Genja Awramowna w łotewskim mieście Dyneburg guberni witebskiej, miała wykształcenie wyższe, gospodyni domowa, starannie i wszechstronnie wychowywała dzieci, po śmierci męża przejęła jego działalność aż do przewrotu październikowego. Jej rodzina wyjechała do Paryża, Bostonu i Nowego Jorku, siostra Sofia Abramowna Szeftel, znana jako Sophie Cheftèle, po śmierci szwagra – dobrodziejka rodziny – uzyskała doktorat z nauk społecznych na Wolnym Uniwersytecie Brukselskim, profesor szkoły sztuk wyzwolonych Smith College w Northampton, w 1920 roku wydała w Paryżu książkę feministyczną Siły obyczajowe Stanów Zjednoczonych: kościół, szkoła, kobieta (fr. Les Forces morales aux États-Unis: l’église, l’école, la femme), z przedmową francuskiego pisarza i dziennikarza Pierre’a Mille’a, współzałożyciela Akademii Studiów Zamorskich.
Ioffe był pierworodny, miał siostry Nadieżdę, Lidię i Zinajdę, brata Piotra. Rodzina była wzorcowa dla inteligencji rosyjskiej, wolnomyślicielska i postępowa, wieczorami wspólnie słuchano muzyki, rozmawiano o wydarzeniach politycznych, czytano gazety, rodzice prowadzili dom otwarty dla przyjaciół i znajomych, dzieci były zdolne i ciekawskie. Ioffe biegle czytał w wieku 3 lat, pisał w wieku 4 lat, lubił pisać szkice, które odzwierciedlały jego dziecięce wrażenia.

### Wykształcenie
W latach 1888–1897 uczył się w szkole realnej w Romnach, gdzie nauczano bardzo formalnie, uczono zapamiętywania, rozumienie było zbędne i szkodliwe, wykształceni nauczyciele byli nastawieni wrogo do uczniów, brak kursu łaciny dawał prawo tylko do studiów technicznych. Uczniami byli późniejszy amerykański inżynier mechanik Stepan Tymoszenko, do 6. klasy kolega ze szkolnej ławy Ioffego, i jego o rok młodszy brat, inżynier architekt Sergiusz Tymoszenko, minister komunikacji Ukraińskiej Republiki Ludowej w latach 1919–1920 i uczestnik II pochodu zimowego 1921 roku przeciw Rosji Radzieckiej, w II Rzeczypospolitej wołyński poseł w latach 1935–1938 i senator w latach 1938–1939.
Pociągały go geografia, której uczył radca kolegialny kandydat nauk Fiodor Daniłowicz Nikołajczyk, laureat Orderu Świętego Stanisława 3. stopnia, i matematyka, której uczył radca stanu kandydat nauk Grigorij Walerianowicz Buljubasz, laureat Orderu Świętej Anny 2. stopnia. Obaj oraz dyrektor, radca stanu kandydat nauk Andriej Nikiticz Djaczenko, laureat Orderu Świętego Włodzimierza 4. stopnia, ukończyli studia na Cesarskim Uniwersytecie Świętego Włodzimierza w Kijowie. Wrogi nie był radca stanu kandydat nauk Wasilij Fiodorowicz Milejew, laureat Orderu Świętego Stanisława 2. stopnia, nauczyciel fizyki, który ukończył studia na Cesarskim Uniwersytecie Sankt Petersburskim, gdzie wpływ wywarł na nim chemik Dmitrij Mendelejew, który opisał eter poprzez prawo okresowości leżące u podstaw układu okresowego pierwiastków.
W 4. klasie Milejew, zgodnie z ówczesnym poglądem, uczył, że fale świetlne pędzą w drżącym bezkresnym eterze i dotarłszy do oka wywołują wrażenie światła. Ośmielony 12-latek, myśląc o świetle lampy, odgadł, że eter zajmuje też dalekie ciemne miejsca, wniósł niepokój do szkoły, a Milejew bez żadnych dowodów odparł, że eter jest wszędzie i drga tylko tam, gdzie jest światło. Ciekawość Ioffego wzrosła, pierwsze rzetelne wywody dała mu książka popularnonaukowa Ciepło uważane jako rodzaj ruchu (ang. Heat: Considered as a Mode of Motion), w której irlandzki uczony John Tyndall wyłożył fizykalną naturę ciepła. Jej II wydanie wyszło w języku rosyjskim w 1888 roku. Wskutek podejrzenia gruźlicy płuc, w 6. klasie Ioffe przerwał naukę, matka leczyła go we Francji, szkołę ukończył po rocznej przerwie. Matka chciała, aby Ioffe został inżynierem, i znacznie wpłynęła na wybór drogi życiowej syna.
W 1897 roku wstąpił na oddział mechaniczny Instytutu Technologicznego Cesarza Mikołaja I w Sankt Petersburgu. Szlakiem teorii eteru badał związki zmysłów wzroku i zapachu metodami fizyki w biologii, oparł się na obszernych podręcznikach fizyki ogólnej autorstwa Oriesta Chwolsona i fizjologii człowieka pod redakcją Ludimara Hermanna. Zwątpił w nabycie potrzebnej wiedzy w tym ośrodku, poduczał się fizjologii, której twórca teorii anatomii funkcjonalnej i paleontologii Piotr Lesgaft uczył bezpłatnie na wyższych kursach przy Sankt Petersburskim Laboratorium Biologicznym otwartym przez niego w 1893 roku. Lesgaft zauważył regularne studia techniczne Ioffego i poprosił go, by zwolnił miejsce dla młodych bez możliwości studiów. Ioffe rozpoczął doświadczenia, wzrost wiedzy i wytrwały upór skierowały go do laboratorium botaniki i mikrobiologii wydziału chemii, którym kierował odkrywca wirusów i propagator darwinizmu, profesor Cesarskiego Uniwersytetu Petersburskiego Dmitrij Iwanowski, od 1901 roku profesor Cesarskiego Uniwersytetu Warszawskiego. Wykonał szereg badań nad procesami drożdżowymi wyrobu piwa, zabijaniem bakterii duru brzusznego światłem fioletowym i ultrafioletowym, pobudzaniem bakterii drożdży niskostężoną strychniną, którymi kierował laborant Nikołaj Szirokich. Nie ukończył ich z powodu wyrzucenia ze studiów na fali ogólnorosyjskich strajków studenckich rozpoczętych w Sankt Petersburgu w lutym 1899 roku. Tylko w Instytucie Technologicznym strajkowało 1054 studentów; wskutek tego wszystkie uczelnie zamknięto na pół roku, a wielu studentów przymusowo wcielono do Cesarskiej Armii Rosyjskiej.
W 1899 roku Ioffe kierował społecznością Romny w Sankt Petersburgu, odbył pierwsze letnie praktyki studenckie w Fabryce Putiłowskiej; za nieobecnego na placu budowy inżyniera nadzorował budowę małego mostu kolejowego na linii Połtawa – Rostów, tak aby naprawialne usterki dały dodatkową zapłatę kierownikowi. W 1900 roku nadzorował budowę warsztatu odlewnictwa i obróbki broni w Fabryce Iżorskiej; poraziły go samowola i wyzysk. W 1902 roku, z rokiem opóźnienia po jeszcze dwóch przerwach przez protesty antyrządowe, został inżynierem-technologiem. Ciągłe burzliwe zamieszki lat 1899–1902 nieraz dawały kłopoty, wybrał więc naukę za granicą. Uniwersytet Monachijski, gdzie laureat Nagrody Nobla w dziedzinie fizyki z 1901 roku Wilhelm Röntgen miał grupę badawczą fizyki doświadczalnej, doradził mu kierownik katedry fizyki Nikołaj Gezechus, w latach 1887–1888 sekretarz Rosyjskiego Towarzystwa Fizyko-Chemicznego, w latach 1902–1903 i 1912–1918 redaktor naczelny części fizycznej jego organu prasowego Czasopismo Rosyjskiego Towarzystwa Fizyko-Chemicznego przy Cesarskim Uniwersytecie Petersburskim (ros. Журнал Русского физико-химического общества при Императорском Санкт-Петербургском Университете), w latach 1872–1873 stażysta Uniwersytetu Fryderyka Wilhelma w Berlinie w grupie, którą kierował członek rzeczywisty Pruskiej Akademii Nauk Hermann von Helmholtz. Referencje dał mu fizyk i geofizyk książę Borys Golicyn, który w 1890 roku uzyskał doktorat filozofii summa cum laude na Uniwersytecie w Salzburgu, gdzie jego studiami kierowali członkowie korespondenci Cesarskiej Petersburskiej Akademii Nauk August Kundt i Friedrich Kohlrausch, a kolegą był twórca pierwszej rosyjskiej szkoły naukowej fizyki Piotr Lebiediew. Od 1897 roku kierował katedrą fizyki doświadczalnej Sankt-Petersburskiego/Piotrogrodzkiego Żeńskiego Instytutu Medycznego, a od 1908 roku był członkiem rzeczywistym Cesarskiej Petersburskiej Akademii Nauk po wynalezieniu sejsmografu elektromagnetycznego w 1906 roku.

### Na Uniwersytecie w Monachium
W 1902 roku Ioffe udał się na Uniwersytet Monachijski, w 1903 roku został asystentem Röntgena. Ciotka Sofia Szeftel wspierała go finansowo, jego środki własne wyczerpały się po pierwszych 6 miesiącach pobytu, uczelnia wsparła go na większość okresu studiów dzięki Röntgenowi.
Ioffe ścierał się z wyjątkowo klasycznym światopoglądem Röntgena, który uważał elektron za pusty wymysł zmieniający istotę elektromagnetyzmu i zabraniał uczniom go używać, a naciskał na jakość i wiarygodność pomiarów. Wykonawszy w rekordowo szybkim czasie 2 miesięcy 100 różnych prac doświadczalnych wymaganych przez wydział filozofii, które nadzorowali asystenci Röntgena August Schmauß, Ernst Wagner i Peter Paul Koch, kierownik naukowy dał mu pełną samodzielność i polecił najpierw porównać dwie metody pomiaru stałej dielektrycznej i strat dielektrycznych w dielektrykach, oparte na drganiach elektrycznych o wysokiej częstotliwości, które wysunął krótko wcześniej niemiecki fizyk Paul Drude, w latach 1900–1905 profesor zwyczajny Uniwersytetu w Gießen i w latach 1900–1906 redaktor naczelny czasopisma naukowego Roczniki fizyki (niem. Annalen der Physik), zaś od 1905 roku dyrektor Instytutu Fizycznego Uniwersytetu Fryderyka Wilhelma w Berlinie, a od 1906 członek Pruskiej Akademii Nauk, oraz sprawdzić ciągłą emisję ciepła przez rad, którą odkrył w 1903 roku pionier krystalografii francuski laureat Nagrody Nobla w dziedzinie fizyki z 1903 roku i członek Francuskiej Akademii Nauk Pierre Curie.
Ioffe łatwo wykonał pierwsze zadanie. Podczas realizacji drugiego, mimo ograniczeń pomiarowych, zauważył silnie wzmocnione świecenie ekranu fluorescencyjnego pod wpływem promieni beta radu w obecności silnego elektromagnesu, co z polecenia Röntgena wyjaśnił w ciągu 2 dni przez spiralne skręcanie się promieni wokół linii sił pola magnetycznego. Kierownik pochwalił go i zlecił napisanie rozprawy o zjawisku pełzania sprężystego kryształów kwarcu. Praca dała Ioffemu szereg odkryć nowych właściwości kryształów; Röntgen początkowo w nie wątpił, gdyż burzyły one wcześniejsze wyniki uczonych, którzy wyjaśnili zjawisko niejednorodną budową ciał stałych i wskazali na jego brak w kwarcu. Ioffe powiązał to z piezoelektrycznością, wyjaśniając jako zachowanie odkształcenia wywołanego towarzyszącą mu polaryzacją elektryczną i powolne pochłanianie powstałych ładunków elektrycznych wskutek wyjątkowo niskiej przewodności elektrycznej kwarcu w warunkach normalnych.
Celem weryfikacji tej tezy Ioffe poddał kwarc działaniu promieni radu i rentgenowskich, co zwiększyło przewodność elektryczną kryształów. Według doświadczeń Röntgena promienie X nie zwiększały przewodności elektrycznej dielektryków twardych – Ioffe początkowo to potwierdził. Röntgen wstrzymał swój udział, gdy Ioffe wykazał, że kryształy kwarcu, soli potasowej i innych ciał wcześniej nieprzewodzących zwiększają przewodność elektryczną pod wpływem światła widzialnego po uprzednim naświetleniu promieniami X. Z początku Ioffe zauważył ten stan rzeczy poprzez pozornie całkiem przypadkowe drgania przewodności elektrycznej wstępnie napromieniowanych kryształów soli kamiennej zależnie od stopnia zachmurzenia nieba, tzn. zwiększanie przepływu prądu elektrycznego przy czystym słonecznym niebie i zmniejszanie w obecności obłoków. Röntgen musiał go odwiedzić w laboratorium i osobiście sprawdzić wyniki choć nie popierał sensacyjnych doświadczeń, które wskazały, że przewodność elektryczna może wzrosnąć nawet milion razy w porównaniu do wcześniej napromieniowanego kryształu nie poddanego działaniu światła dziennego, wpływ światła emitowanego ze zwykłej zapalonej zapałki może zmienić własności wcześniej napromieniowanych kryształów. ostatecznie przyznał swoją porażkę i wyraził chęć udziału w dalszych przedsięwzięciach Ioffego, lecz nie w dziedzinie pełzania sprężystego kwarcu.
W 1905 roku Ioffe uzyskał doktorat z filozofii summa cum laude na podstawie rozprawy naukowej Pełzanie sprężyste w kwarcu krystalicznym (niem. Elastische Nachwirkung im kristallinischen Quarz) pod nadzorem Röntgena. Była to pierwsza od 20 lat najwyższa możliwa ocena w II sekcji wydziału filozofii uczelni. Świadom zmian społeczno-politycznych w kraju, które wywołał Mikołaj II i które rozpoczęła Rewolucja 1905 roku, Ioffe odrzucił pisemne zaproszenie Röntgena do kontynuowania pracy w Monachium na stanowisku profesorskim i wrócił do ojczyzny. Ponieważ władze carskie nie uznawały dyplomów uczelni zagranicznych jako równoważnych z rosyjskimi stopniami naukowymi, Ioffe był zmuszony uzupełniać wykształcenie w kraju na podstawie tego, co uzyskał przed wyjazdem do Monachium.
Upór Ioffego podczas stażu u Röntgena w latach 1904–1906 dał mu dwa wyższe stopnie naukowe. Jego badania stały się podstawą rozprawy doktorskiej obronionej w Monachium, a także rozszerzonej o nowe wyniki rozprawy na stopień doktora nauk w Petersburgu. Dzięki nim Ioffe odkrył m.in. zjawisko fotoelektryczne wewnętrzne w kryształach naświetlonych promieniowaniem rentgenowskim, zjawisko zabarwienia kryształu, widmo pochłaniania światła w kryształach oraz przejście F-centrów zabarwienia w U-centra i z powrotem. Niemiecki laureat Nagrody Nobla w dziedzinie fizyki z 1989 roku Wolfgang Paul wraz ze swoją szkołą naukową Uniwersytetu w Getyndze ponownie odkrył i szczegółowo zbadał te zjawiska po 12 latach. Wyniki jego grupy po raz pierwszy udostępniono szerokiemu gronu fizyków w latach 1919–1920, zaś druk prac Ioffego rozpoczął się w 1922 roku, gdy po raz pierwszy po I wojnie światowej mógł znów wyjechać za granicę i spotkać się z Röntgenem. Do jego wyników badań z lat 1904–1906 zalicza się także te częściowo uzyskane w grupie Röntgena, dotyczące przepływu prądu elektrycznego przez kryształy jonowe, gdzie węzły sieci krystalicznej zajmują przyciągające się wzajemnie kationy i aniony tworzące wiązanie jonowe, w wysokich temperaturach, oraz powiązane badania wysokowoltażowej polaryzacji w kryształach, gdzie prąd elektryczny przenoszą jony, a nie elektrony. Przez lata 1904–1914, zakończone habilitacją, Ioffe regularnie współpracował z Röntgenem i dwa razy w roku bywał w jego laboratoriach. Dwukrotnie – w 1908 i 1911 roku – próbował z nim napisać artykuły naukowe, lecz zamkniętość i surowość mistrza odkładały wspólne publikacje w nieskończoność.
Röntgen nie dopuszczał formalnego, obiektywnego opisu wszystkich uzyskanych wyników bez wyrażenia jakichkolwiek przypuszczeń o ich rzeczywistych przyczynach ani próby ich czysto fizykalnego wyjaśnienia. Ioffe usilnie próbował go przekonać o mylności tego podejścia i przez kilka dni wspólnie sprawdzali obszerne, zebrane wcześniej wyniki Ioffego. Röntgen sam opracował 200 stron części badań kryształów soli kamiennej. W 1913 i 1921 roku Röntgen i Ioffe razem przedstawili wyniki badań przewodności elektrycznej w niektórych kryształach i wpływu promieniowania na nią – 50-stronicową pierwszą część o kwarcu i 195-stronicową drugą część o bezbarwnej soli kamiennej. Röntgen pieczołowicie przechowywał wszelkie dowody pracy Ioffego w jego laboratoriach od czasów studiów do badań z lat 1921–1922. W zapieczętowanej kopercie opatrzonej napisem „W razie mojej śmierci, spalić” zebrał ponad 300 stron materiałów w 16 zeszytach. Ich ogłoszenie opóźniły działania wojenne.
Choć wraz z nagłą śmiercią Röntgena w 1923 roku dokumentację spalono, niedługo przedtem Röntgen wysłał jej część do publikacji i na krótko przed zgonem czytał poprawki. Ioffe, goszcząc na Uniwersytecie w Lejdzie podczas podróży zagranicznej w lipcu 1922 roku, wysłał 40 stron podpisanych nazwiskami obu uczonych. Ich wspólna praca z 1908 roku o przepływie elektryczności przez kryształy ujrzała światło dzienne w 1923 roku. Długotrwałe odwlekanie druku wspólnych wyników Ioffego i Röntgena dotyczących elektrycznych i fotoelektrycznych właściwości kryształów dielektrycznych spowodowało chwilowy zastój w rozwoju fizyki radzieckiej.
W szkole naukowej Röntgena 25 uczniów z Monachium, 4 uczniów z Uniwersytetu w Gießen i 3 uczniów z Uniwersytetu w Würzburgu zostało profesorami zwyczajnymi – byli to m.in. Ioffe, Max Wien, Peter Paul Koch, Julius Wallot i Ernst Wagner. Nie był nim niemiecki laureat Nagrody Nobla w dziedzinie fizyki z 1943 roku Otto Stern. Oprócz Ioffego fizykami spoza Niemiec byli Polak Karol Stanisław Szlenkier, Szwajcarzy August Leonhard Bernoulli i Ludwig Zehnder, Amerykanin Herman William March oraz irlandzko-amerykański ksiądz John Patrick Donaghey. Oprócz Ioffego tylko niemiecki biofizyk Walter Friedrich piastował najwyższe stanowiska w swojej narodowej akademii nauk – był prezydentem Niemieckiej Akademii Nauk w Berlinie (DAW) w latach 1951–1955. Dla Röntgena to Ioffe był jedynym dziedzicem.

### W Petersburgu/Leningradzie

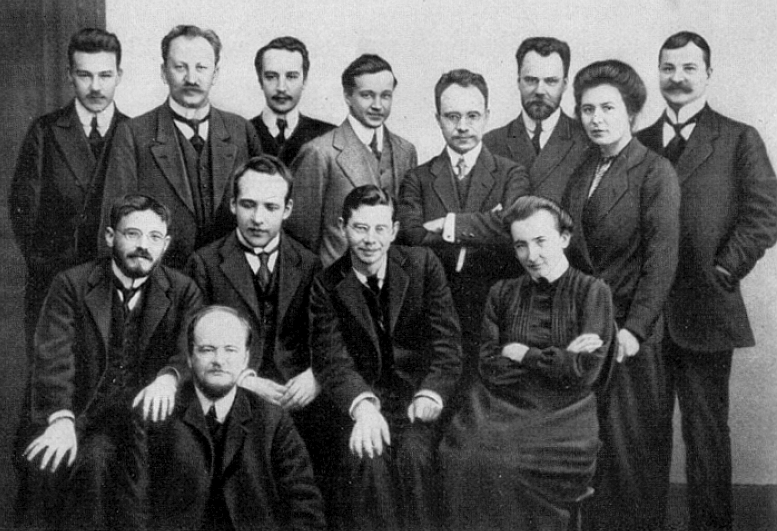
I rząd: Rożdiestwienski, II rząd: 1. od lewej Ehrenfest, 1. od prawej Afanasjewa-Ehrenfest, III rząd: 2. od lewej Ioffe, 2. od prawej Jadwiga Szmidt. Piotrogród, 1912

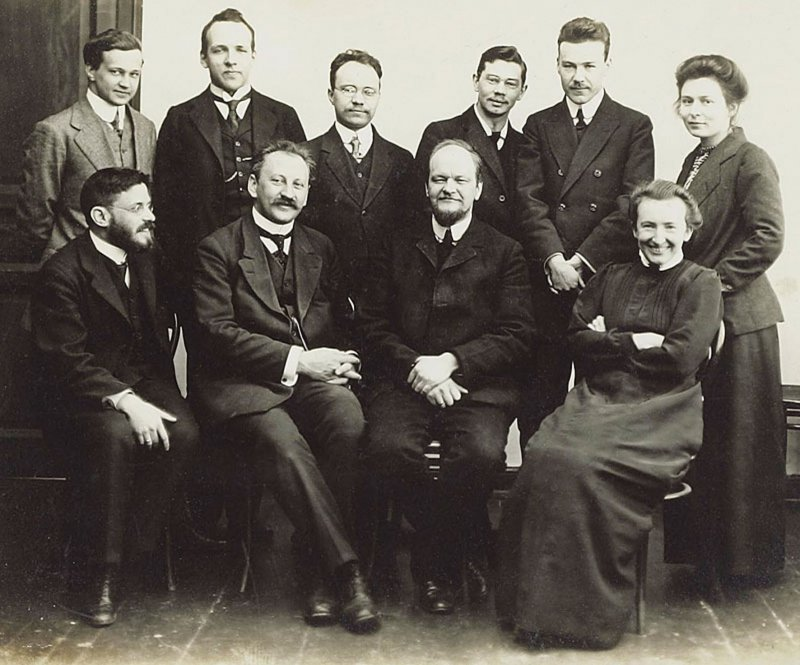
I rząd od lewej: Ehrenfest, Ioffe, Rożdiestwienski, Afanasjewa-Ehrenfest. W II rzędzie 1. od prawej Jadwiga Szmidt. Piotrogród, 1912

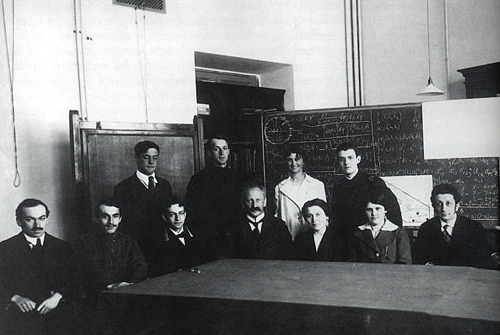
Seminarium Ioffego, 1915. I rząd od lewej Frenkel i Siemionow, w środku Ioffe, na prawo Jadwiga Szmidt. II rząd od lewej Kapica i Łukirski, 1. od prawej Dorfman.

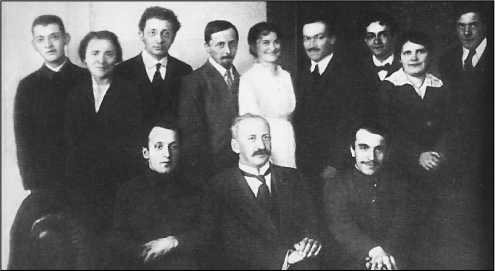
Seminarium Ioffego, 1916. I rząd od lewej Łukirski, Ioffe, Siemionow, II rząd od lewej Dorfman i Jadwiga Szmidt, od prawej 1. Kapica, 4. Frenkel

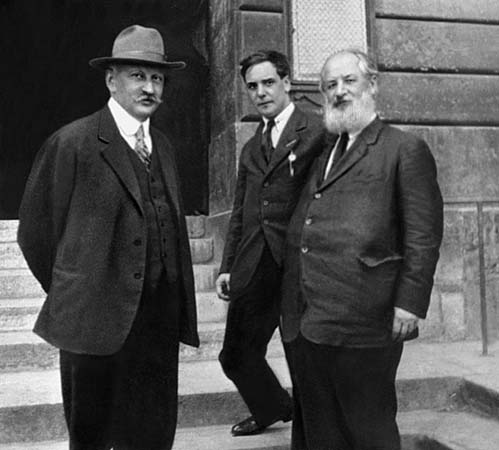
Ioffe, Kapica, Kryłow. Lejda, 1922

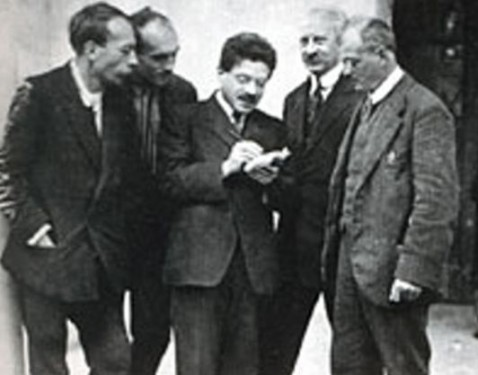
Obreimow, Siemionow, Ehrenfest, Ioffe, Czernyszew. Leningrad, 1924

#### Lata 1906–1914
W 1906 roku Ioffe objął nadetatowe stanowisko niezależnego laboranta, zbliżone do dzisiejszego asystenta, w laboratorium fizycznym katedry fizyki Sankt-Petersburskiego Instytutu Politechnicznego Cesarza Piotra Wielkiego. Do pracy zaprosił go Władimir Skobielcyn, kierownik pracowni od 1901 roku, który po poparciu marcowych strajków studenckich przeciw ograniczeniu swobód na uczelniach opuścił profesurę Instytutu Elektrotechnicznego Cesarza Aleksandra III, gdy zażądał tego Minister Spraw Wewnętrznych Cesarstwa Rosyjskiego Dmitrij Sipiagin. Po zamachu na Sipiagina został profesorem zwyczajnym katedry od maja 1902 roku, od 1907 roku dziekanem oddziału elektromechanicznego, a w latach 1911–1917 dyrektorem placówki.
Od początku kariery pedagogicznej w tej instytucji Ioffe gorliwie popierał program nauczania oparty na samodzielnych badaniach doświadczalnych studentów wykonywanych pod nadzorem nauczycieli akademickich. W 1908 roku uzyskał niepaństwowe stanowisko nadetatowego starszego laboranta, w 1914 roku Minister Handlu i Przemysłu Cesarstwa Rosyjskiego Siergiej Timaszew powołał go na profesora nadzwyczajnego, a w 1915 roku został profesorem zwyczajnym. W latach 1908–1914 jako docent Instytutu Górniczego Cesarzowej Katarzyny II prowadził kurs termodynamiki, zaś w latach 1909–1915 wykładał fizykę na Wyższych kursach Lesgafta.
W 1913 roku Cesarski Uniwersytet Sankt Petersburski przyznał mu stopień magistra fizyki za rozprawę Elementarne zjawisko fotoelektryczne. Pole magnetyczne promieni katodowych: Badanie doświadczalne (ros. Элементарный фотоэлектрический эффект. Магнитное поле катодных лучей: Опытное исследование), którą w 1915 roku Cesarska Petersburska Akademia Nauk wyróżniła Nagrodą imienia Siergieja Iwanowa. W pierwszej części zmierzył ładunek elektronu w zjawisku fotoelektrycznym zewnętrznym, m.in. udowodnił statystyczną naturę zjawiska i w doświadczeniu Ioffego wykazał nieciągły charakter ładunku elektrycznego. Druga część była poświęcona odchylaniu promieni katodowych w polach magnetycznych, gdzie wykazał, że promienie katodowe są strumieniem elektronów.
W 1914 roku Ioffe został docentem i profesorem Instytutu Fizycznego Cesarskiego Uniwersytetu Piotrogrodzkiego, wykładowcą teorii promieniowania katedry fizyki ogólnej. Zaproszenie wystosowali członek komitetu naukowego Ministerstwa Oświecenia Narodowego Oriest Chwolson oraz były rektor i twórca uczelni Iwan Borgman, w latach 1911–1919 znany z pierwszych przekładów na rosyjski prac autorów takich jak Röntgen i niemieccy laureaci Nagrody Nobla w dziedzinie fizyki z 1905 roku, Philipp Lenard, Max Planck i Albert Einstein. W 1915 roku uzyskał stopień doktora nauk za rozprawę Sprężyste i elektryczne właściwości kwarcu (ros. Упругие и электрические свойства кварца), będącą podsumowaniem ponad 10-letnich badań. Następnie był jedynym kandydatem na stanowisko profesora katedry fizyki uczelni, jednak nie uzyskał większości głosów rady wydziału.
W 1906 roku, w tajnym głosowaniu, Ioffe został członkiem Rosyjskiego Towarzystwa Fizyko-Chemicznego w Petersburgu, założonego w 1868 roku przez Mendelejewa. W 1913 roku został asystentem przewodniczącego oddziału fizycznego, którym był akademik Aleksiej Kryłow, w 1914 roku członkiem miejskiej rady oddziału fizycznego oraz członkiem komitetu redakcyjnego periodyku naukowego Czasopismo Rosyjskiego Towarzystwa Fizyko-Chemicznego przy Cesarskim Uniwersytecie Petersburskim (ros. Журнал Русского физико-химического общества при Императорском Санкт-Петербургском Университете). W 1915 roku został wiceprezydentem zrzeszenia i przewodniczącym jego oddziału fizycznego, a w latach 1924–1930 redaktorem naczelnym czasopisma towarzystwa.
W 1916 roku Ioffe stworzył cykliczne seminarium naukowe przy laboratorium fizycznym Piotrogrodzkiego Instytutu Politechnicznego Cesarza Piotra Wielkiego, które szybko stało się krajowym ośrodkiem z fizyki ciał krystalicznych i jądrem szkoły naukowej Ioffego. Tam wprawiali się młodzi uczeni rosyjscy i radzieccy uczeni tacy jak laureat Nagrody Nobla w dziedzinie chemii z 1956 roku Nikołaj Siemionow i laureat Nagrody Nobla w dziedzinie fizyki z 1978 roku Piotr Kapica, zaś najbardziej doświadczoną zawodowo osobą uczestniczącą w tych ćwiczeniach przygotowawczych była polsko-rosyjska fizyczka Jadwiga Szmidt, absolwentka oddziału fizyki i chemii Żeńskiego Instytutu Pedagogicznego w Sankt Petersburgu której pracą naukowo-badawczą kierowali polsko-francuska laureatka Nagrody Nobla w dziedzinie fizyki z 1903 roku i Nagrody Nobla w dziedzinie chemii z 1911 roku członek korespondent Cesarskiej Petersburskiej Akademii Nauk Maria Skłodowska-Curie na Uniwersytecie Paryskim oraz laureat Nagrody Nobla w dziedzinie chemii z 1908 roku Ernest Rutherford na Uniwersytecie Machesterskim i której mężem w 1923 roku został Aleksandr Czernyszew, słuchacz który wniósł znaczny wkład w późniejsze wysiłki organizacyjne Ioffego.
Wpływy Ioffego w rosyjskim środowisku akademickim wzrosły po upadku samodzierżawia wskutek rewolucji lutowej 1917 roku i bolszewickiej dyktatury proletariatu, którą spowodowała rewolucja październikowa 1917 roku, gdy Włodzimierz Lenin stworzywszy Rosję Radziecką rozpoczął rosyjską wojnę domową lat 1917–1922 zaś stopień zaangażowania w poparcie państwowej ideologii politycznej zaczął bezpośrednio kształtować rozwój osobisty w zawodach państwowych. Rosyjska Akademia Nauk, pierwowzór struktur naukowo-badawczych dzisiejszej Rosji stworzony w 1917 roku z przekształcenia Cesarskiej Petersburskiej Akademii Nauk, wybrała Ioffego w 1918 roku członkiem korespondentem, a w 1920 roku członkiem rzeczywistym, zaś po tym jak w 1922 roku Józef Stalin stworzył Związek Socjalistycznych Republik Radzieckich (ZSRR) aby rządzić państwem do swojej śmierci w 1953 roku i zakończyć wojnę domową w 1924 roku, i po tym jak w 1925 roku przez kolejną przebudowę nauki państwowej powstała Akademia Nauk ZSRR, Ioffe został automatycznie jej członkiem rzeczywistym.
Oprócz doświadczeń nad wykazaniem ziarnistej natury ładunku elektrycznego i określeniem pola magnetycznego promieni katodowych oraz właściwościami sprężystymi i elektrycznymi ciał krystalicznych, Ioffego w latach 1906–1915 wciągały zjawisko fotoelektryczne wewnętrzne i natura światła z punktu widzenia podstaw doświadczalnych teorii kwantowych tych zagadnień fizycznych, dla których postęp wstępny określili upolitycznieni fizycy niemieccy, obok Lenarda, Plancka i Einsteina byli to laureaci Nagrody Nobla w dziedzinie fizyki z 1911 roku Wilhelm Wien i z 1919 roku Johannes Stark. W latach 1893–1900 Wien na drodze praw termodynamiki, a w latach 1900–1901 Planck za pomocą praw termodynamiki wzbogaconych o pojęcie kwantu energii wnieśli podstawowy wkład do zagadnienia promieniowania ciała doskonale czarnego, zjawisko fotoelektryczne najpierw w latach 1899–1902 badał Lenard i zauważył zależność zjawiska od rodzaju padającego światła które jest wyzwalaczem, zależność maksymalnej prędkości wyzwalanych elektronów od częstotliwości światła, proporcjonalność ich liczby w jednostce czasu i natężenia światła, brak zależności energii wyzwalanych elektronów od natężenia światła i przedstawił teorię rezonansu jawnie przeciwną pojęciu kwantu energii, po czym w 1905 roku Einstein wyjaśnił za pomocą kwantu energii użytego wobec światła, co czynnie rozwijał Stark i jego współpracownicy w badaniach światła lat 1907–1911.
W 1907 roku członek Niemieckiego Towarzystwa Fizycznego od 1903 roku i asystent Instytutu Fizycznego Uniwersytetu Fryderyka Wilhelma w Berlinie Erich Robert Ladenburg, upatrzywszy wyjaśnienia wyników swoich doświadczeń w teorii Lenarda, odkrył niezależność zjawiska fotoelektrycznego od temperatury metalu, lecz teoria wyzwalania przewidywała wzmocnienie zjawiska w wysokiej temperaturze z powodu wyższych prędkości elektronów w metalu. Choć wynik wyjaśniła odpowiednia zmiana w teorii Lenarda, uczony sprawdzał teorię wyzwalania i zmierzył maksymalną energię elektronów uwalnianych przez światło monochromatyczne o różnych długościach fal dwoma różnymi sposobami, określił dodatni potencjał potrzebny do zatrzymania elektronów i bezpośrednio energię elektronów, czym potwierdził zgodną z teorią zależność liniową częstotliwości światła i prędkości elektronów. Zbyt wąska część widma energetycznego, gdzie prosta Einsteina, parabola Lenarda i inne krzywe potęgowe są równie dobre, powodowała niejednoznaczność wyników. W jednym z pierwszych w Rosji artykułów o teorii kwantów, do ich wykładni teoretycznej Ioffe użył kwantu energii nie budzącego wówczas sprzeciwu wśród fizyków, zauważył zgodność z zależnością liniową teorii Einsteina częstotliwości światła i kwadratu prędkości, tzn. energii kinetycznej, elektronów i potwierdził jej kilka głównych przewidywań wskazywszy na jednoznaczne rozwiązanie zagadnienia przez zjawisko fotoelektryczne w metalach alkalicznych sodzie, potasie i ich stopów. W latach 1910–1912 inne hipotezy o zjawisku fotoelektrycznym podali laureaci Nagrody Nobla w dziedzinie fizyki z 1906 roku Joseph John Thomson i z 1928 roku Owen Willans Richardson, dyrektor Instytutu Fizyki Teoretycznej Uniwersytetu Ludwika i Maksymiliana w Monachium w latach 1906–1938 Arnold Sommerfeld, którego uczniami byli m.in. laureaci Nagrody Nobla w dziedzinie fizyki z 1914 roku Max von Laue, z 1932 roku Werner Heisenberg, z 1944 roku Isidor Isaac Rabi, z 1945 roku Wolfgang Pauli, z 1967 roku Hans Bethe, laureaci Nagrody Nobla w dziedzinie chemii z 1936 roku Peter Debye i z 1954 roku Linus Pauling, niemiecki fizyk Rudolf Peierls i polski fizyk Wojciech Rubinowicz.
Młodszy z braci Rudolf Walter Ladenburg w 1906 roku pod okiem Ioffego uzyskał doktorat w grupie Röntgena za rozprawę O tarciu wewnętrznym cieczy lepkich i jego zależności od ciśnienia (niem. Über die innere Reibung zäher Flüssigkeiten und ihre Abhängigkeit vom Druck), w latach 1906–1945 był członkiem Niemieckiego Towarzystwa Fizycznego zaś w latach 1924–1932 kierował fizyką atomową w Instytucie Chemii Fizycznej i Elektrochemii im. Cesarza Wilhelma w Berlinie-Dahlem po tym jak laureat Nagrody Nobla w dziedzinie fizyki z 1925 roku James Franck ustąpił i przeniósł się do Getyngi w 1920 roku, wspierał podstawy doświadczalne teorii Einsteina zjawiska fotoelektrycznego i teorii kwantów Plancka-Einsteina we wczesnym jej rozwoju. W 1909 roku zjednoczył wyniki brata, Einsteina i Ioffego na łamach czasopisma naukowego Rocznik radioaktywności i elektroniki (niem. Jahrbuch der Radioaktivität und Elektronik) redagowanego przez Starka, gdzie w latach 1907–1908 publikował Einstein, napisał monografie o podstawach doświadczalnych teorii kwantów: Elementarny kwant działania Plancka i sposoby jego pomiaru (niem. Plancks elementares Wirkungsquantum und die Methoden zu seiner Messung) w 1921 roku i Podstawy teorii kwantowej i jej sprawdzania doświadczalnego: zgodnie z wykładem wygłoszonym 16 marca 1923 roku w Towarzystwie Fizyki Technicznej w Berlinie (niem. Die Grundlagen der Quantentheorie und ihre experimentelle Prüfung: nach einem am 16. Marz 1923 in der Gesellschaft für technische Physik in Berlin gehaltenen Vortrag) w 1923 roku, która bezpośrednio odnosiła się do wyników Ioffego. W 1908 roku na Królewskim Uniwersytecie we Wrocławiu, gdzie ojciec uczonych Albert Ladenburg był profesorem chemii w latach 1886–1911, Rudolf i polski fizyk Stanisław Loria na łamach periodyku Rozprawy Niemieckiego Towarzystwa Fizyczego (niem. Verhandlungen der Deutschen Physikalischen Gesellschaft) i amerykańskiego czasopisma Nature, ogłosili nowy rodzaj elektronów o częstotliwościach linii pierwszej serii widmowej wodoru powodem dyspersji anomalnej świecącego wodoru. Erich utonął w 1908 roku, Rudolf w 1930 roku porzucił Republikę Weimarską na korzyść Stanów Zjednoczonych, gdzie był głównym zwierzchnikiem zatrudnienia fizyków wyrzuconych z III Rzeszy.
Późniejszych wyników swych badań uzyskanych w przeciągu kolejnych 4. lat również potwierdzających kwantową teorią światła Ioffe nie ujawnił wskutek pojawienia się w druku w 1912 roku znacznie dokładniejszych pomiarów, których autor amerykański laureat Nagrody Nobla w dziedzinie fizyki z 1923 roku Robert Millikan interesował się sposobem określania ładunku elektronu w przeciwieństwie do Ioffego skupionego na nieciągłości zjawiska. Ioffe, podczas sprawdzania teorii fotonów za pomocą swoich doświadczeń nad zjawiskiem fotoelektrycznym, w sposób bezpośredni potwierdził pomysł Einsteina że kwant działania Plancka można obliczyć z pomiarów zjawiska fotoelektrycznego zewnętrznego i wrócił do badania teorii Einsteina z punktu widzenia wiedzy doświadczalnej uzyskanej od czasu gdy Einstein w 1905 roku zaproponował hipotezę pojedynczych fotonów celem wyjaśnienia wielu praw empirycznych dla szeregu zjawisk promienistych, której wdrażanie ilościowe wówczas nie było jeszcze dostępne. Na posiedzeniu Rosyjskiego Towarzystwa Fizycznego w 1910 roku Ioffe przedstawił wykład, wydany w 1911 roku na łamach czasopisma Annalen der Physik, gdzie uzupełnił teorię promieniowania ciała doskonale czarnego dla przypadku rzeczywistych skutków działania światła takich jak zjawisko fotoelektryczne, reakcje fotochemiczne, fluorescencja, i promieniowanie jonizujące wobec których teoria Wiena-Plancka była niewystarczająca ze względu na stosowalność do wybranej części zjawisk promienistych zaś teoria Einsteina była niepełna. Porównawszy z teorią gazu doskonałego i porzuciwszy główną rolę szeregu Fouriera charakterystyczną dla falowej teorii światła, po raz pierwszy w historii Ioffe na podstawie atomistycznych i molekularnych pojęć mechaniki statystycznej wykazał możliwość wykładni promieniowania cieplnego jako gazu fotonowego, uzyskał prawo Stefana-Boltzmanna i prawo przesunięć Wiena oraz przedstawił prawo Plancka jako wynik przyjęcia hipotezy współistnienia pojedynczych fotonów wraz z fotonami powiązanymi wzajemnie oddziaływaniami międzycząsteczkowymi.
Wyniki te nie zdobyły najmniejszej uwagi Lenarda, który zaprzestał rozwoju badań zjawiska fotoelektrycznego po przedstawieniu wyników sprzecznych z własną teorią, w ostatniej części monografii O wpływie bardzo krótkofalowego światła ultrafioletowego na gazy i o bardzo bogatym źródle tego światła, Część V. Wpływ silnie pochłanianego ultrafioletu i podsumowanie (niem. Über die Wirkungen sehr kurzwelligen ultravioletten Lichtes auf Gase und über eine sehr reiche Quelle dieses Lichtes, V. Teil Wirkung des stark absorbierbaren Ultraviolett und Zusammenfassung), której współautorem był przewodniczący Niemieckiego Towarzystwa Fizycznego w latach 1940–1945 Carl Ramsauer, pochwaliwszy Einsteina dodał wykładnię hipotezy kwantów światła, w której przekaz energii z fali świetlnej do atomu pochłaniającego jest procesem rezonansowym, rzekomo niezbędną do jej niesprzeczności. W latach 1913–1917 rozwinął teorię Plancka-Einsteina używszy kwantów światła do doświadczeń nad wydzielaniem i pochłanianiem światła, w monografii Absorpcja światła i współczynniki energii w fosforescencji (niem. Lichtabsorption und Energieverhältnisse bei der Phosphoreszenz) z 1914 roku przyznał słuszność teorii Einsteina w stosunku do zjawiska fosforescencji. Stark w latach 1910–1915 opierał się na teoriach Plancka i Einsteina, w szczególności w 1911 roku w 2. z 3. części książki Zasady dynamiki atomu (niem. Prinzipien der Atomdynamik) rozważał m.in. wyniki Ioffego i pogłębił badania kwantu energii i fotonu w 1914 roku w książce Elektryczna analiza widmowa atomów chemicznych (niem. Elektrische Spektralanalyse chemischer Atome). Ostatecznie uznany dowód kwantowej natury światła przyniosło określenie wartości kwantu działania Plancka i nadanie jej na trwałego znaczenia fundamentalnej stałej fizycznej wskutek doświadczeń Millikana i jego współpracowników z lat 1914–1916.
Pracę Ioffego z lat 1910–1911 rozwinął polski fizyk Władysław Natanson w latach 1912–1913, a polski fizyk Mieczysław Wolfke w latach 1913–1921 uczynił z niej podstawę dla pojęć atomu światła i cząsteczki świetlnej, co w latach 1913–1914 krytykował Jurij Krutkow, po czym uczeń Plancka niemiecki laureat Nagrody Nobla w dziedzinie fizyki w 1954 roku Walther Bothe w latach 1923–1927 użył wyników Wolfkego w swoich podstawowych badaniach promieniowania ciała doskonale czarnego. Pomysły Ioffego udoskonalał austriacki fizyk Paul Ehrenfest, rówieśnik poznany w Monachium w 1905 roku, który w latach 1907–1912 przebywał wraz z żoną Tatianą Afanasjewą-Ehrenfest w Petersburgu jako członek oddziału fizycznego Rosyjskiego Towarzystwa Fizyko-Chemicznego oraz docent i wykładowca teorii równań różniczkowych na wydziale fizyko-matematycznym Sankt-Petersburskiego Instytutu Politechnicznego Cesarza Piotra Wielkiego, gdzie rozwinął teorię niezmienników adiabatycznych ważną w historii mechaniki kwantowej. Ehrenfest niejednokrotnie motywował badania Ioffego swymi rozmowami, w listach do Einsteina chwalił jego zdolności zaś Einstein w 1911 roku w odpowiedzi stwierdził, że nie ma wątpliwości co do tych zdolności.

#### Lata 1914–1925
I wojna światowa przyniosła nowe okoliczności, Cesarstwo Rosyjskie upadło wskutek rewolucji październikowej 1917 roku zaś Rosja Radziecka złamała sojusz wojenny zwycięskiego Trójporozumienia i straciła przez traktat brzeski z marca 1918 roku, Cesarstwo Niemieckie upadło wskutek przegranej Trójprzymierza zaś Republika Weimarska straciła przez traktat wersalski 1919 roku. Straty dobitnie odbiły się na środowisku akademickim, niedowartościowana wczesna nauka radziecka zjednoczyła się w drodze ku Nagrodzie Nobla zaś względy obficie nagrodzonej i silnie rozróżnionej nauki niemieckiej zdobywał rasizm naukowy odwróciwszy uwagę od przyczyn rzeczywistych upadku państwa. Rozpocząwszy urzędowanie na stanowisku rektora Uniwersytetu Monachijskiego w 1925 roku Wilhelm Wien, dla którego wzorem do naśladowania był twórca zjednoczenia Niemiec Otto von Bismarck, w swym wykładzie Powszechność i badania własne: rektorska przemowa rozpoczynająca wygłoszona 28 listopada 1925 roku (niem. Universalität und Einzelforschung: Rektorats-Antrittsrede gehalten am 28. November 1925) ze względu na niemożność określenia rasy postaci historycznych wystawił miażdżącą recenzję próbie określenia wpływu rasy na kulturę, którą niemiecko-brytyjski filozof Houston Stewart Chamberlain przedstawił w książce Zasady XIX wieku (niem. Die Grundlagen des neunzehnten Jahrhunderts), wydanej w 1899 roku w Monachium i osławionej, gdy kanclerz III Rzeszy w latach 1933–1945 Adolf Hitler uczynił z niej przyczynek do swej książki Moja Walka (niem. Mein Kampf), leżącej u podstaw ideologicznych Narodowosocjalistycznej Niemieckiej Partii Robotników (NSDAP) i wydanej w Monachium przez wydawnictwo Franz Eher Nachfolger, którym od 1922 roku kierował nazista Max Amman.
Prawicowy imperialista Planck, prezydent Pruskiej Akademii Nauk w latach 1912–1938 i rektor Uniwersytetu Fryderyka Wilhelma w Berlinie w latach 1913–1914, w 1914 roku poparł wojnę propagandową odezwą 93. niemieckich myślicieli Do świata kultury! (niem. An die Kulturwelt!) wraz z postaciami takimi jak Röntgen, Lenard, Wien, laureaci Nagrody Nobla w dziedzinie chemii z 1902 roku Emil Fischer, z 1905 roku Adolf von Baeyer, z 1909 roku Wilhelm Ostwald, z 1915 roku Richard Willstätter, z 1918 roku Fritz Haber i z 1920 roku Walther Nernst, laureaci Nagrody Nobla w dziedzinie fizjologii lub medycyny z 1901 roku Emil von Behring i z 1908 roku Paul Ehrlich, laureaci Nagrody Nobla w dziedzinie literatury z 1908 roku Rudolf Eucken i z 1912 roku Gerhart Hauptmann. Einstein, którego Planck sprowadził na profesurę w 1913 roku, nie podpisał odezwy i potępił działania wojenne Odezwą do Europejczyków którą wraz z nim podpisali fizjolog i członek ligi Georg Nicolai, sygnatariusz odezwy Plancka astronom Wilhelm Förster i filozof Otto Buek, towarzyszył Planckowi w rozmowach dyplomatycznych z politykami zagranicznymi o międzynarodowej współpracy naukowej, w latach 1914–1922 był współzałożycielem i członkiem pacyfistycznej Federacji Nowej Ojczyzny od 1923 roku znanej jako Niemiecka Liga Praw Człowieka zaś w 1918 roku współzałożycielem lewicowo-liberalnej Niemieckiej Partii Demokratycznej, którą początkowo do swej nagłej śmierci kierował sygnatariusz odezwy Plancka Friedrich Naumann. Po tym jak młodszy syn Erwin w latach 1914–1917 roku był w niewoli francuskiej jako oficer Armii Cesarstwa Niemieckiego i starszy syn Karl poległ w 1916 roku w bitwie pod Verdun zaś córki bliźniaczki Greta i Emma umarły przy porodach w latach 1917 i 1919, Planck w 1918 roku wstąpił do popularnej wśród uczonych i przemysłowców prawicowo-liberalnej antyhitlerowskiej Niemieckiej Partii Ludowej, której przywódcą był kanclerz Republiki Weimarskiej w 1923 roku i minister spraw zagranicznych w latach 1923–1929 laureat Pokojowej Nagrody Nobla z 1926 roku Gustav Stresemann. Gdy uczeni żydowscy, dyrektor Instytutu Fizyki im. Cesarza Wilhelma w Berlinie od 1917 roku Einstein i dyrektor Instytutu Chemii Fizycznej i Elektrochemii im. Cesarza Wilhelma w Berlinie-Dahlem od 1911 roku Haber, nie mogli pracować wskutek ustaw norymberskich, które w 1933 roku skodyfikowały zakaz wykonywania zawodów państwowych, m.in. nauczyciela akademickiego i pracownika naukowo-badawczego przez Żydów, w 1933 roku Planck jako prezydent Towarzystwa Cesarza Wilhelma w Berlin-Dahlem w latach 1930–1937 odwiedził Hitlera celem ich obrony. Młodszy syn, który w latach 1920–1926 rozwijał karierę wojskową aby w latach 1932–1933 zostać wiceministrem w rządach Franza von Papena i swego przełożonego wojskowego Kurta von Schleichera zamordowanego podczas nocy długich noży 1934 roku, wyrokiem Trybunału Ludowego w procesie pokazowym o udział w zamachu 20 lipca na Hitlera był powieszony w więzieniu Plötzensee w styczniu 1945 roku.
Skrajnie prawicowy Philipp Lenard, od 1924 roku doradca Hitlera, a w latach 1937–1945 członek NSDAP, monografią O zasadzie względności, eterze, grawitacji (niem. Über Relativitätsprinzip, Äther, Gravitation) z 1918 roku i artykułem O eterze i eterze pierwotnym (niem. Über Äther und Uräther) wydanym na łamach czasopisma Starka w 1920 roku rozpoczął szeroko zakrojoną nagonkę przeciw uczonym żydowskim i pro-żydowskim, takim jak Einstein, Planck, Nernst, Laue, Haber, Heisenberg, laureaci Nagrody Nobla w dziedzinie fizyki z 1933 roku Erwin Schrödinger, który na zaproszenie Plancka w 1927 roku przejął po nim profesurę, i z 1954 roku Max Born, który w 1933 roku musiał opuścić ojczyznę. W dobie międzywojnia Lenard osiągał szczyty sławy zarówno w kraju, jak i za granicą, kierował nagonką „fizyka aryjska” ukoronowaną gdy w latach 1936–1944 jego 4-tomowy podręcznik akademicki Fizyka niemiecka (niem. Deutsche Physik) zgodny z wymaganiami ideologicznymi władz III Rzeszy wydawał w Monachium nazista Julius Friedrich Lehmann, zaś jeszcze w 1922 roku Wydawnictwo Państwowe drukowało w Moskwie przekład rosyjski III. wydania jego oszczerczej wobec Einsteina monografii, której redakcją zajął się zagorzały radziecki przeciwnik teorii kwantów i teorii względności Arkadij Timiriaziew, którego ojciec członek korespondent Cesarskiej Petersburskiej Akademii Nauk i członek zagraniczny Towarzystwa Królewskiego w Londynie botanik Klimient Timiriaziew był wczesnym propagatorem darwinizmu w Rosji, osobiście popierany przez Stalina filozof marksistowski słynny z ideologicznych utarczek przeciwko Ioffe.
W 1925 roku na łamach czasopisma naukowego Postępy nauk fizycznych (ros. Успехи физических наук), którego twórcą i redaktorem naczelnym w latach 1918–1930 był Piotr Łazariew który stopień doktora nauk otrzymał w 1912 roku na Cesarskim Uniwersytecie Warszawskim zaś w 1916 roku nie przyjął profesury po Chwolsonie na katedrze fizyki Cesarskiego Uniwersytetu Piotrogrodzkiego, ukazał się przekład rosyjski artykułu amerykańskiego fizyka Daytona Millera o wietrze eteru który przeczył szczególnej teorii względności Einsteina. Wówczas Timiriaziew odpowiedział popierającym Millera artykułem w czasopiśmie politycznym Pod sztandarem marksizmu (ros. Под знаменем марксизма) i podobnym sprawozdaniem na V Zjeździe Fizyków w Moskwie wobec którego komitet organizacyjny w osobach Ioffego i Frenkela wyraził sprzeciw, następnie, po tym jak w 1926 roku Timiriaziew na łamach czasopisma politycznego Nowiny Wszechrosyjskiego Centralnego Komitetu Wykonawczego (ros. Известия ВЦИК) opublikował artykuł o obaleniu teorii Einsteina przez doświadczenia Millera, w 1927 roku Ioffe odpowiedział wyraźnym sprzeciwem na łamach gazety codziennej „Prawda” zaś w 1928 roku Siergiej Wawiłow, młodszy brat genetyka Nikołaja Wawiłowa i w latach 1918–1932 kierownik oddziału fizyki Instytutu Fizyki Biologicznej przy Ludowym Komisariacie Ochrony Zdrowia ZSRR przemianowanego w 1929 roku na Instytut Fizyki i Biofizyki którego twórcą i dyrektorem w latach 1919–1931 był Łazariew, dołączył do Ioffego książką o doświadczalnych podstawach szczególnej teorii względności z podkreśleniem znaczenia doświadczenia Michelsona-Morleya, za pomocą którego w 1887 roku amerykańsko-polski laureat Nagrody Nobla w dziedzinie fizyki z 1907 roku Albert Abraham Michelson i amerykański fizyk Edward Morley zaprzeczyli istnieniu wiatru eteru.
Do Lenarda szybko dołączył Stark, już w 1924 roku napisali wspólnie artykuł Duch Hitlera a nauka (niem. Hitlergeist und Wissenschaft) wydany przez Wielkoniemiecką Wspólnotę Narodową na łamach gazety Dziennik wielkoniemiecki (niem. Großdeutsche Zeitung) która przez nieudany pucz monachijski z 1923 roku zastąpiła czasopismo Obserwator ludowy (niem. Völkischer Beobachter). Stark, który nigdy nie był członkiem NSDAP, wychwalał Hitlera w książce Cele i osobowość Adolfa Hitlera (niem. Adolf Hitlers Ziele und Persönlichkeit) którą w 1930 roku wydał w Monachium nazista Ernst Boepple. Stark, jako prezydent Fizyko-Technicznego Instytutu Rzeszy w Berlinie-Charlottenburgu w latach 1933–1939, zamknął badania które określał żydowskimi i uczynił się jednoosobowym zarządem wskutek czego m.in. Laue stracił pracę, w 1934 roku przedstawił swoje poglądy rasistowskie w książce Narodowy socjalizm a nauka (niem. Nationalsozialismus und Wissenschaft) wydanej przez Franz Eher Nachfolger, w 1937 roku swym anonimowym artykule Biali Żydzi w nauce (niem. Weiße Juden in der Wissenschaft) na łamach organu prasowego SS Czarny Korpus (niem. Das Schwarze Korps) nacierał na Einsteina i Heisenberga, otwierawszy kolokwium fizyki teoretycznej na Uniwersytecie Monachijskim w przemowie Żydowska i niemiecka fizyka (niem. Jüdische und deutsche Physik) wydanej w Lipsku w 1941 roku uczynił siebie, Lenarda i Wiena aryjczykami popieranymi przez Einsteina zaś Planck, Born, Heisenberg i ich współautor członek NSDAP w latach 1933–1945 Pascual Jordan, Schrödinger, Sommerfeld, i duński laureat Nagrody Nobla w dziedzinie fizyki z 1922 roku Niels Bohr zyskali miano przedstawicieli ducha żydowskiego. Poparcie Starka dla działalności nazistów wyrosło z wyników naukowych Lenarda i jest widoczne w jego wczesnych monografiach Elektryczność w gazach (niem. Die Elektrizität in Gasen) z 1902 roku oraz Rozkład i zmienność atomów chemicznych (niem. Die Dissoziierung und Umwandlung chemischer Atome) z 1903 roku, w 1904 roku w Cesarstwie Rosyjskim ukazał się drukiem jej przekład rosyjski w Petersburgu nakładem Wydawnictwa Karla Leopolda Rickera i polski w Warszawie nakładem księgarni Edwarda Wende.
Podczas gwałtownych zawirowań społecznopolitycznych u podstaw tworzenia Rosji Radzieckiej wskutek rozpadu Cesarstwa Rosyjskiego, latem 1918 roku Ioffe trafił na Półwysep Krymski aby tworzyć akademickie podstawy kadrowe i organizacyjne pierwszej placówki krymskiego szkolnictwa wyższego znanego jako Uniwersytet Tawrijski w Symferopolu. Towarzyszyli mu rektor uczelni w latach 1920–1921, członek rzeczywisty Rosyjskiej Akademii Nauk/Akademii Nauk ZSRR i założyciel Akademii Nauk Ukrainy, mineralog Władimir Wiernadski oraz rektor uczelni w latach 1921–1923 i wiceprezydent Akademii Nauk ZSRR w latach 1942–1945 metalurg Aleksandr Bajkow, którego powołanie w 1916 roku zaproponowali Wiernadski, członek Dumy Państwowej Cesarstwa Rosyjskiego od guberni taurydziej w latach 1912–1917 i przewodniczący Krymskiego Rządu Krajowego w latach 1918–1919 Solomon Krym, rosyjski i radziecki pisarz Aleksiej Tołstoj słynny z określania Stalina mianem następcy pierwszego Cesarza Wszechrusi Piotra I Wielkiego, sekretarz Cesarskiej Petersburskiej Akademii Nauk/Rosyjskiej Akademii Nauk/Akademii Nauk ZSRR w latach 1904–1929 oraz członek Rady Państwa Cesarstwa Rosyjskiego w latach 1912–1917 i Minister Oświecenia Narodowego Rządu Tymczasowego Rosji w 1917 roku Siergiej Oldenburg. Pierwsze jednostki administracyjne uczelni otworzyły się w maju 1918 roku w jałtańskim Pałacu w Liwadii jako Filia Tawrijska Kijowskiego Uniwersytetu Świętego Włodzimierza, wcielono I. rok oddziału matematyczno-przyrodniczego wydziału fizyko-matematycznego, a następnie wydziały historyko-filologiczny, prawny, medyczny i agronomiczny uczelni. Wskutek zagrożenia okupacją Krymu i napięć w marcu 1918 roku spowodowanych traktatem brzeskim i utworzeniem Radzieckiej Socjalistycznej Republiki Taurydy, jesienią 1918 roku wydziały przeniesiono do Symferopola, Ioffe współtworzył wydział fizyko-matematyczny uczelni, kierował katedrą fizyki od chwili utworzenia w Jałcie do 1921 roku, gdy powstał Uniwersytet Krymski imienia Michaiła Frunze i pierwotny wydział przestał istnieć.
W 1924 roku katedra Ioffego była podstawą utworzenia Instytutu Fizycznego uczelni którym do 1930 roku kierował optyk i geofizyk Iwan Tichanowski, wskutek przebudowy w 1925 roku uczelnię nazwano Krymski Państwowy Instytut Pedagogiczny imienia Michaiła Frunze. Z symferopolskim wydziałem fizyko-matematycznym swoje kariery akademickie powiązali m.in. laureaci Nagrody Nobla w dziedzinie fizyki z 1958 roku Igor Tamm i Ilja Frank, członkowie szkoły naukowej Ioffego tacy jak Jakow Frenkel, Kiriłł Sinielnikow, Kiriłł Szczołkin, Igor Kurczatow, uczestniczka seminarium Ioffego holendersko-rosyjska fizyczka Tatiana Afanasjewa-Ehrenfest, która w latach 1927–1929 była profesorem Instytutu Fizycznego. W 1919 roku Ioffe przewodniczył grupie profesorów wnioskujących o stworzenie wydziału fizyko-mechanicznego Pierwszego Instytutu Politechnicznego w Piotrogrodzie, pierwszego tego rodzaju w historii szkolnictwa wyższego, tam odpowiadał za oddział fizyczny i był dziekanem w latach 1919–1928 i 1945–1948. Razem z nim jego romnieński rówieśnik Stepan Tymoszenko odpowiadał za oddział mechaniczny do 1922 roku, gdy wyjechał do Stanów Zjednoczonych, od 1927 roku profesor mechaniki stosowanej i twórca pierwszych programów studiów licencjackich i doktorskich z inżynierii mechanicznej na Uniwersytecie Michigan w Ann Arbor zaś od 1928 roku członek korespondent Akademii Nauk ZSRR, od 1936 roku profesor inżynierii mechanicznej Uniwersytetu Stanforda zaś od 1958 roku członek zagraniczny Akademii Nauk ZSRR.
Gdy w 1926 roku umarł wiceprezydent Rosyjskiej Akademii Nauk/Akademii Nauk ZSRR Władimir Stiekłow, Ioffe kierował jego Instytutem Fizyko-Matematycznym Akademii Nauk ZSRR w Leningradzie stworzonym dla ratowania Akademii Nauk ZSRR przed jej zniesieniem przez Ludowy Komisariat Oświaty RFSRR do 1928 roku, gdy ośrodek przejął Kryłow po tym jak ustawa z 1927 roku uczyniła Akademię Nauk ZSRR naczelnym organem nauki radzieckiej o podstawowym zadaniu budownictwa socjalistycznego i składzie uzupełnionym o wielu członków Wszechzwiązkowej Komunistycznej Partii (bolszewików) na czele których stał polsko-radziecki wiceprezydent Akademii Nauk ZSRR w latach 1929–1939 Gleb Krżyżanowski, który mając bezpośredni dostęp do twórcy i przywódcy ZSRR w latach 1922–1953 i sekretarza generalnego Komitetu Centralnego WKP(b) Józefa Stalina poprzez jednoczesne sprawowanie stanowisk politycznych członka Centralnego Komitetu Wykonawczego ZSRR w latach 1922–1936 i członka KC WKP(b) w latach 1924–1939, jak również stanowisk przewodniczącego Państwowej Komisji Planowania przy Radzie Komisarzy Ludowych ZSRR w latach 1925–1930, Głównego Zarządu Gospodarki Energetycznej Ludowego Komisariatu Przemysłu Ciężkiego ZSRR w latach 1930–1932, Komisji Wyższej Edukacji Technicznej przy CKW ZSRR i zastępcy Ludowego Komisarza Oświaty RFSRR w latach 1932–1936 sprawował rzeczywisty nadzór polityczny nad Akademią Nauk ZSRR. W latach 1932–1960 Ioffe był dyrektorem Instytutu Fizyko-Agronomicznego w Leningradzie, od 1934 roku, gdy Akademię Nauk ZSRR przeniesiono z Leningradu do Moskwy, był dyrektorem Naukowo-Badawczego Instytutu Agrofizycznego Wszechzwiązkowej Akademii Nauk Rolniczych imienia Włodzimierza Lenina w Leningradzie, który wspólnie z nim stworzyli Wiernadski, genetyk Nikołaj Wawiłow i botanik Nikołaj Maksimow.

#### Lata 1925–1934
W 1925 roku Ehrenfest rozwinął zarówno pomysł Ioffego, jak i jego postęp dokonany przez Wolfkego w kontekście fluktuacji energii w falach elektromagnetycznych i budowie kryształu. W ramach pracy naukowo-badawczej proponował podejścia teoretyczne, w tym teorię przepięcia elektrycznego w dielektrykach twardych opartą na polaryzacji zarówno jonowej, jak i ładunków objętościowych. W 1916 roku Ioffe doświadczalnie wykazał istnienie przewodnictwa jonowego w kryształach. Jego badania odkształcenia plastycznego metodą rentgenowską zyskały status wyników klasycznych, w szczególności odkrył, że stosunek granicy plastyczności i wytrzymałości na rozciąganie określa rodzaj zniszczenia kryształów w danej temperaturze. W 1922 roku wyjaśnił wytrzymałość na rozciąganie kryształów rzeczywistych. Jako pierwszy wyjaśnił anomalie elektryczne kwarcu poprzez powstawanie ładunków objętościowych wewnątrz kryształu. Ustalił, że przewodnictwo dielektryków zależy od drobnych zanieczyszczeń i opracował metody oczyszczania kryształów. W 1924 roku odkrył tzw. zjawisko Ioffego, czyli wzrost plastyczności i wytrzymałości kryształów jonowych pod działaniem rozpuszczalnika, obserwowane jako twardnienie materiału wskutek zrastania się pęknięć powierzchniowych.
Po tym jak w 1912 roku holenderski laureat Nagrody Nobla w dziedzinie fizyki Hendrik Lorentz zaproponował Ehrenfestowi stanowisko profesora i kierownika katedry fizyki teoretycznej Uniwersytetu w Lejdzie, od 1921 roku pomagał on piotrogrodzkim fizykom odzyskać utracone w wyniku I wojny światowej więzi naukowo-badawcze z uczonymi europejskimi, wskutek czego Ioffe często podróżował do Lejdy, zaś w 1924 roku został wybrany na zagranicznego członka korespondenta Rosyjskiej Akademii Nauk, podczas gdy w tym czasie współautorami jego podstawowych prac o statystycznym podejściu do kwantowych praw promieniowania byli zarówno Einstein, jak również holenderski laureat Nagrody Nobla w dziedzinie fizyki w 1913 roku Heike Kammerlingh-Onnes. Podczas krótkiego pobytu Ehrenfesta w Leningradzie w 1924 roku, wspólnie z Ioffe wykonywał on doświadczenia na monokryształach cynku i odkrył tzw. zjawisko Ioffego-Ehrenfesta, czyli skokowe odkształcenie kryształów bezpośrednio świadczące o nieciągłości zjawiska odkształcenia pojawiającej się przy przekroczeniu określonej wartości krytycznej temperatury wraz ze współtowarzyszącą emisją akustyczną w postaci dźwięku przypominającego tykanie zegara, bez względu na wartość obciążenia i powolność odkształcenia to zjawisko występuje w skokach mikronowych o stałej częstotliwości na dłuższym odcinku czasu.
W 1925 roku, podczas uroczystości pięćdziesięciolecia doktoratu Lorentza na Uniwersytecie w Lejdzie, Kammerlingh-Onnes w swej przemowie ogłosił powstanie Funduszu Lorentza celem wsparcia młodych uczonych w dziedzinie fizyki teoretycznej, powiernikami funduszu zostali m.in. Ehrenfest i Ioffe zaś w zbiórkę pieniędzy zaangażowani byli m.in. Einstein i Maria Skłodowska-Curie, natomiast już w 1926 roku z osobistej rekomendacji Ehrenfesta jednym z pierwszych stypendystów funduszu został Tamm. Ioffe i jego współpracownik Nikołaj Dobronrawow, który w 1913 roku był asystentem Ioffego w doświadczeniach wyznaczających ładunek elementarny elektronu, wykonali doświadczalne potwierdzenia korpuskularnej teorii światła, najpierw w 1922 roku badali zjawisko fotoelektryczne i potwierdzili rozchodzenie się promieniowania elektromagnetycznego w postaci pojedynczych fotonów oraz kwantową naturę oddziaływania fotonów i elektronów, co znacznie dogłębniej zbadał w 1923 roku amerykański laureat Nagrody Nobla w dziedzinie fizyki w 1927 roku Arthur Compton odkrywając przy tym zjawisko Comptona, natomiast w 1925 roku używszy promieniowania rentgenowskiego zamiast światła widzialnego i promieniowania ultrafioletowego uczeni wspólnie doświadczalnie potwierdzili kwantową przyrodę zjawiska fotoelektrycznego za pomocą kondensatora analogicznego do tego użytego przez Millikana, podczas gdy w porównaniu do tych doświadczeń Bothe w 1924 roku wykazał to samo przy użyciu liczników Geigera-Müllera.
W 1932 roku Ioffe i Frenkel podali teorię złącza prostującego metal-półprzewodnik, zgodnie z którą pod wpływem pola elektrycznego o określonym kierunku prąd elektryczny pojawia się w wyniku zjawiska tunelowego elektronów przez szczelinę rzędu 1 nanometra na styku metalu z półprzewodnikiem. Chociaż szybko stało się jasne, że teoria prostowania tunelowego nie jest skuteczna dla zaworów z tlenku miedzi, to w latach 1957–1958 japoński fizyk Leo Esaki wynalazł i zbadał diodę tunelową obecnie szeroko stosowaną w technice, której działanie wyjaśnia teoria Ioffego-Frenkela cytowana przez Esakiego w jego pierwszym artykule naukowym i za którą Esaki w 1973 roku otrzymał Nagrodę Nobla w dziedzinie fizyki. W 1937 roku Ioffe podał interpretację zjawiska prostowania prądu elektrycznego na złączu p-n.
W ZSRR Ioffe był wpływowym krajowym działaczem społecznopolitycznym, jego działalność powiązana z nauką i techniką była głęboko oparta na strukturach władz państwowych. Pełnił funkcję przewodniczącego Komitetu Naukowo-Technicznego Przemysłu Piotrogrodzkiego w latach 1919–1923. W 1919 roku wraz z Chwolsonem i Kryłowem zwołał Zjazd Fizyków Rosyjskich w Piotrogrodzie, gdzie ogłosił powstawanie nowych instytutów fizycznych celem szybkiego wyeliminowania istniejącej wówczas luki między nauką radziecką a światową. Na zjeździe powołano komisję, której zadaniem było wypracowanie rozporządzenia w sprawie nowego Rosyjskiego Stowarzyszenia Fizyków, które powstało jeszcze w 1919 roku i wkrótce zaczęło organizować zjazdy fizyków rosyjskich – I. zjazd w Moskwie w 1920 roku, II. zjazd w Kijowie w 1921 roku, III. zjazd w Niżnym Nowogrodzie w 1922 roku, IV. zjazd w Leningradzie w 1924 roku na którym gościł Ehrenfest, V. zjazd w Moskwie w 1926 roku. VI. zjazd w Moskwie, Niżnym Nowogrodzie, Stalingradzie, Kazaniu, Samarze i Saratowie w 1928 roku był ostatni pod auspicjami Rosyjskiego Stowarzyszenia Fizyków i gościł uczonych zagranicznych takich jak Richardson, Born, Debye, laureat Nagrody Nobla w dziedzinie fizyki w 1933 roku brytyjski fizyk Paul Dirac i polski fizyk doświadczalny Stefan Pieńkowski, który w latach 1911–1912 pracował w grupie Lenarda na Uniwersytecie Ruprechta i Karola w Heidelbergu. Jego pomysłodawcą był Ioffe zaś sekretarzem komitetu organizacyjnego był Wawiłow, prezydent Akademii Nauk ZSRR w latach 1945–1951 pod kierunkiem naukowym którego laureaci Nagrody Nobla w dziedzinie fizyki z 1958 roku Pawieł Czerenkow, aspirant Wawiłowa na kierowanym przez niego oddziale fizycznym Instytutu Fizyko-Matematycznym imienia Władimira Stiekłowa Akademii Nauk ZSRR w Leningradzie, oraz Ilja Frank, pracownik Wawiłowa w Państwowym Instytucie Optycznym w Leningradzie gdzie Wawiłow był kierownikiem naukowym w latach 1932–1945, pracowali w czasie dokonywania nagrodzonych odkryć.
Radzieccy uczestnicy VI. zjazdu, w tym Siemionow i laureat Nagrody Nobla w dziedzinie fizyki w 1962 roku Lew Landau, przyjęli zaproponowaną przez Ioffego „decentralizację badań fizycznych”, która w jego zamyśle była jednoosobowym tworzeniem i wspieraniem placówek naukowo-badawczych na podstawie jednej placówki-matki i jej kadry naukowo-badawczej w geograficznie prowincjonalnych dużych uprzemysłowionych miastach ZSRR celem naukowego wyjaśniania szczegółowych zagadnień technicznych o znaczeniu użytkowym dla kraju oraz świadczenie państwowej pomocy pieniężnej laboratoriom uczelnianym, co miało jednoczyć badania naukowe, kształcenie i produkcję wynalazków. W 1930 roku utworzono Wszechzwiązkowe Stowarzyszenie Fizyków, pod auspicjami którego odbył się ostatni VII. zjazd w Odessie, po czym zjazdy ogólne wstrzymano, a stowarzyszenie zamknięto. Ioffe został wybrany przewodniczącym Rosyjskiego Stowarzyszenia Fizyków podczas III. zjazdu, przewodniczącym Wszechzwiązkowego Stowarzyszenia Fizyków podczas IV. zjazdu, natomiast w latach 1926–1929 był członkiem i wiceprzewodniczącym Prezydium Akademii Nauk ZSRR. Uczestniczył w pracach Międzynarodowego Kongresu Fizyki Solvaya IV. zjazdu w 1924 roku i VII. zjazdu w 1933 roku, był deputowanym do Rady Miejskiej Leningradu XIII zwołania w 1932 roku i XIV zwołania w 1940 roku.

#### Lata 1934–1953
W 1934 roku Ioffe oraz Siemionow i Bajkow na terenie parku ówczesnego Leningradziego Instytutu Przemysłowego powołali do życia Klub Uczonych w Lesnoj, od 1946 roku znany jak Leningradzki Dom Uczonych w Lesnoj, a od 1991 roku Dom Uczonych w Lesnoj, gdzie działały koła zainteresowań i odbywały się wykłady popularnonaukowe oraz spotkania z uczonymi i artystami, a także szpital w okresie blokady Leningradu, nie powiązany bezpośrednio z Domem Uczonych imienia Maksima Gorkiego Rosyjskiej Akademii Nauk utworzonym w Piotrogrodzie w 1920 roku.
W dobie wielkiej wojny ojczyźnianej 1941–1945, gdy Stalin jako sekretarz generalny KC WKP(b) i przewodniczący RKL ZSRR, Ludowego Komisariatu Obrony ZSRR, Państwowego Komitetu Obrony ZSRR i Kwatery Głównej Najwyższego Naczelnego Dowództwa ZSRR miał pełnię władzy absolutnej, w 1941 roku pierwszy sekretarz Leningradzkiego Komitetu Obwodowego i Miejskiego WKP(b) w latach 1934–1945 Andriej Żdanow, jednocześnie sekretarz KC WKP(b) w latach 1934–1948 i członek Biura Politycznego KC WKP(b) w latach 1939–1948, jak również przewodniczący Rady Najwyższej RFSRR w latach 1938–1947, mianował Ioffego przewodniczącym Komisji ds. Wyposażenia Wojskowego przy Leningradzkim Komitecie Miejskim WKP(b) z poleceniem wdrożenia wytwarzania sprzętu radarowego opracowanego przez pracowników naukowych i technicznych Instytutu Ioffego, zaś w 1942 roku Ioffe został członkiem WKP(b) oraz przewodniczącym Komisji Marynarki Wojennej i Komisji Inżynierii Wojennej przy Leningradzkim Komitecie Miejskim WKP(b). Dzięki swej szerokiej aktywności społecznopolitycznej bezpośrednio wspierającej ideologię państwową ZSRR, jak również bezpośrednio wspieranej przez radzieckie władze państwowe, Ioffe już u zarania stalinizmu w ZSRR w kuluarach akademickich nosił przydomek „czerwony profesor”, mimo że nigdy oficjalnie nie należał do szkół partyjnych wspieranych przez KC WKP(b)/KPZR, takich jak Akademia Komunistyczna, Instytut Czerwonej Profesury i Wyższa Szkoła Partyjna KPZR, stowarzyszonych z tą nazwą na poziomie statusu państwowego celem przygotowywania przyszłych kadr naukowych w zgodzie z zasadami komunizmu radzieckiego.
W latach 1942–1949, Ioffe był wybrany dwukrotnie akademikiem-sekretarzem oddziału nauk fizyko-matematycznego Akademii Nauk ZSRR, w 1942 roku i 1946 roku, oraz ponownie członkiem, w 1942 roku i 1949 roku, i wiceprzewodniczącym Prezydium Akademii Nauk ZSRR w 1942 roku. W 1943 roku Stalin podpisał rozporządzenie Państwowego Komitetu Obrony ZSRR o programie prac nad stworzeniem bomby atomowej, którym miał kierować członek Biura Politycznego KC WKP(b) w latach 1926–1957 i Ludowy Komisarz Spraw Zagranicznych ZSRR w latach 1939–1946, a także zastępca przewodniczącego Państwowego Komitetu Obrony ZSRR w latach 1941–1944 i honorowy członek rzeczywisty Akademii Nauk ZSRR od 1946 roku Wiaczesław Mołotow, jednakże już w 1944 roku rozporządzeniem o utworzeniu, w ramach Instytutu Ioffego, Laboratorium nr 2 pod kierownictwem Kurczatowa nadzór nad rozwojem prac nad uranem otrzymał zastępca przewodniczącego Państwowego Komitetu Obrony ZSRR w latach 1944–1945 i Ludowy Komisarz Spraw Wewnętrznych ZSRR w latach 1938–1945 Ławrientij Beria.
W 1945, po tym jak Stany Zjednoczone w ramach projektu Manhattan przeprowadziły w Alamogodro pierwszy w historii próbny wybuch bomby atomowej, a następnie przeprowadziły atak atomowy na Hiroszimę i Nagasaki, w dniu drugiego ataku Beria został mianowany marszałkiem Związku Radzieckiego zaś następnie Stalin w ramach radzieckiego programu nuklearnego powołał Komitet Specjalny ds. naukowego i przemysłowego wykorzystania energii jądrowej i produkcji bomb atomowych pod nadzorem Berii w skład którego weszli sekretarz KC WKP(b) Gieorgij Malenkow, przewodniczący Państwowego Komitetu Planowego Rady Ministrów ZSRR Nikołaj Wozniesienski, zastępca Ludowego Komisarza Spraw Wewnętrznych ZSRR Awraamij Zawieniagin, kierownik Laboratorium nr 2 Akademii Nauk ZSRR Kurczatow, dyrektor Instytutu Problemów Fizycznych Akademii Nauk ZSRR Kapica, sprawdzony współpracownik Berii generał służby inżyniersko-technicznej Wasilij Machniow, zastępcą przewodniczącego został Ludowy Komisarz Przemysłu Chemicznego ZSRR Michaił Pierwuchin, zaś Ludowy Komisarz Amunicji ZSRR Boris Wannikow został przewodniczącym dziesięcioosobowej Rady Technicznej w której znaleźli się Machniow, Zawieniagin, Kapica, Kurczatow, Julij Chariton, dyrektor Laboratorium nr 3 (Laboratorium Fizyki Cieplnej) Akademii Nauk ZSRR Abram Alichanow jako sekretarz naukowy, członek korespondent Akademii Nauk ZSRR Iwan Wozniesienski, pracownik laboratorium Kurczatowa członek korespondent Akademii Nauk ZSRR Isaak Kikoin, kierownik Instytutu Radowego i przewodniczący Komitetu problemu uranu przy Prezydium Akademii Nauk ZSRR Witalij Chłopin, oraz Ioffe jako kierownik komisji ds. rozpadu elektromagnetycznego izotopu promieniotwórczego uranu 235U, przy czym Kapica jeszcze w 1945 roku opuścił to grono z powodu nieporozumień z Berią który organizował i nadzorował odbiór wszystkich niezbędnych informacji wywiadowczych i sprawował ogólne zarządzanie.
W 1947 roku uprawnienia Stalina w zakresie radzieckiego programu nuklearnego otrzymał Mołotow, na posiedzeniu Biura Politycznego KC WKP(b) postanowiono aby zagadnienia prac Komitetu Specjalnego były zgłaszane bezpośrednio do Stalina lub Mołotowa, zaś w latach 1947–1949 Mołotow stał na czele radzieckiego wywiadu zagranicznego jako przewodniczący Komitetu Informacyjnego Rady Ministrów ZSRR. W 1949 roku radziecka bomba atomowa została pomyślnie przetestowana na poligonie w ówczesnym Semipałatyńsku, po czym Beria otrzymał Nagrodę Stalinowską I. stopnia za zorganizowanie produkcji energii atomowej i pomyślne zakończenie testów broni atomowej. W 1953 roku Komitet Specjalny przejął również kierowanie innymi pracami obronnymi, po śmierci Stalina w dniu aresztowania Berii postanowieniem Prezydium KC KPZR został rozwiązany, a jego rolę przejęło nowo powstałe Ministerstwo Budowy Maszyn Średnich ZSRR, wkrótce potem odbył się próbny wybuch pierwszej radzieckiej bomby wodorowej.

## Działalność, spory, kontrowersje
Ioffe był redaktorem naczelnym szeregu znaczących rosyjskojęzycznych periodyków naukowych, już w latach 1924–1930 wspólnie z Łazariewem stworzył i prowadził Czasopismo fizyki stosowanej (ros. Журнал прикладной физики). Co więcej, Leonid Mandelstam, nauczyciel Tamma, a w 1925 roku konsultant w Instytucie Ioffego, w latach 1931–1939 współredagował z Ioffe Czasopismo fizyki doświadczalnej i teoretycznej (ros. Журнал экспериментальной и теоретической физики). Poza tym, Ioffe redagował Prace Leningradzkiego Laboratorium Fizyko-Technicznego (ros. Труды Ленинградской физико-технической лаборатории) w latach 1925–1926, które wydawał Oddział Naukowo-Techniczny Najwyższej Rady Gospodarki Narodowej ZSRR, i Czasopismo fizyki technicznej (ros. Журнал технической физики) w latach 1931–1959 które w latach 1934–1938 pod nazwą Fizyka techniczna ZSRR (ang. Technical Physics of the USSR) publikowało artykuły w językach angielskim, niemieckim i francuskim.
Ponadto, w latach 1935–1938, Ioffe jako członek redakcji wspierał powstanie i działalność pierwszego radzieckiego nierosyjskojęzycznego periodyku w dziedzinie fizyki Czasopismo fizyczne Związku Radzieckiego (niem. Physikalische Zeitschrift der Sowjetunion) wydawanego przez Ludowy Komisariat Przemysłu Ciężkiego ZSRR pod redakcją jego uczniów i współpracowników z Ukraińskiego Instytutu Fizyko-Technicznego w Charkowie, w latach 1936–1939 był członkiem rady redakcyjnej czasopisma Prace Leningradzkiego Instytutu Przemysłowego (ros. Труды Ленинградского индустриального института), od 1955 roku współtworzył i był członkiem rady redakcyjnej czasopisma naukowego Fizyka metali i metaloznawstwo (ros. Физика металлов и металловедение) wydawanego przez Uralski Instytut Fizyko-Techniczny w ówczesnym Swierdłowsku, w 1958 roku był twórcą i redaktorem naczelnym czasopisma naukowego Fizyka ciała stałego (ros. Физика твердого тела).
Ioffe był jednym z ojców założycieli radzieckiego i współczesnego rosyjskiego czasopiśmiennictwa naukowego w dziedzinie nauk fizycznych, periodyki w których rozwoju miał czynny udział niejednokrotnie wniosły poważny wkład w rozwój fizyki współczesnej, publikowały prace naukowe uczonych zarówno radzieckich, jak i zagranicznych, w tym późniejszych laureatów Nagrody Nobla. W czasopismach Ioffego swoje pierwsze wyniki badań z Leningradu publikowali Kapica i Siemionow, zaś Landau drukował artykuły naukowe z okresu pracy w Charkowie, natomiast Dirac na łamach czasopisma grupy charkowskiej w 1933 roku opublikował artykuł, na podstawie którego amerykański laureat Nagrody Nobla w dziedzinie fizyki w 1965 roku Richard Feynman zapoczątkował rozwój mechaniki kwantowej i teorii oddziaływania elektromagnetycznego ukoronowanego teorią nieabelowych pól cechowania leżącą u podstaw dzisiejszej teorii cząstek elementarnych.
Ioffe był autorem ponad 200. artykułów naukowych i monografii tłumaczonych na kilka języków, autorem i redaktorem wielu podręczników akademickich. Poza granicami ZSRR uzyskał ponad 45 patentów dla swych odkryć naukowych i wynalazków inżynierskich, najdonioślejsze 6 patentów ogłosił w latach 1926–1927 podczas pobytu w Stanach Zjednoczonych przy okazji wygłaszania wykładów i otrzymywania szeregu wyróżnień amerykańskiego środowiska akademickiego, przy czym najważniejszy z nich dotyczył zjawiska piezoelektrycznego. W pracy ze studentami i młodymi współpracownikami, Ioffe nie tylko nie wtrącał się w ich przedsięwzięcia, lecz w każdy możliwy sposób je wspierał i rozwijał, powielając podejście Röntgena ograniczał swoje mentorowanie jedynie do niezwykle surowego i zjadliwego orzekania o ich metodach i wynikach doświadczalnych, co spowodowało przyciągnięcie do pracy naukowo-badawczej licznej utalentowanej młodzieży, która później stworzyła jądro petersbursko-leningradzkiej szkoły naukowej Ioffego.
Ioffe miał szeroki udział w redakcjach czasopism, które doktrynalnie rozwijały marksizm-leninizm. W latach 1928–1931 wraz z czołowymi bolszewikami takimi jak Nikołaj Bucharin, Władimir Miliutin i Gleb Krżyżanowski redagował czasopismo Słowo naukowe: miesięcznik poświęcony bieżącym zagadnieniom nauki współczesnej (ros. Научное слово: ежемесячный журнал, посвященный актуальным вопросам современной науки), którym wtedy zarządzał członek WKP(b) Otto Szmidt, wówczas członek Komitetu naukowego Rady Komisarzy Ludowych ZSRR, Akademii Komunistycznej Centralnego Komitetu Wykonawczego ZSRR i Państwowej Rady Naukowej przy Ludowym Komisariacie Oświaty RFSRR, autor broszur propagandy marksizmu-leninizmu w nauce i kierownik ekspedycji arktycznych zaś członek rzeczywisty Akademii Nauk ZSRR od 1935 roku i jej wiceprezydent w latach 1939–1942. W latach 1938–1941 Szmidt oraz wnioskodawca uczynienia Stalina członkiem honorowym Akademii Nauk ZSRR w 1939 roku i przewodniczący Komitetu ds. Nagrody Stalinowskiej w nauce w latach 1940–1946 akademik Aleksiej Bach, wiceprezydent Akademii Nauk ZSRR w latach 1926–1929 akademik Aleksandr Fersman i przewodniczący Wszechzwiązkowego Komitetu ds. Szkół Wyższych RKL ZSRR w latach 1937–1946 Siergiej Kaftanow wspólnie redagowali periodyk propagandowy Nauka radziecka: miesięcznik Akademii Nauk ZSRR i Wszechzwiązkowego Komitetu ds. Szkół Wyższych Rady Komisarzy Ludowych ZSRR (ros. Советская наука: ежемесячный журнал Академии наук СССР и Всесоюзного Комитета по делам высшей школы при СНК СССР). W latach 1944–1948 w oddziale nauk fizyko-matematycznych Akademii Nauk ZSRR powołano Komisję ds. fizycznych sposobów badań zasobów mineralnych pod kierownictwem Szmidta, zarówno jej utworzenie, jak i osobę przewodniczącego wysunęli Ioffe i Kapica. W latach 1930., szczególnie po zjednoczeniu Akademii Nauk ZSRR z Akademią Komunistyczną w 1936 roku i przeniesieniu jej struktur z Leningradu do Moskwy, aby podporządkować środowisko akademickie władzy państwowej, rozpoczęły się natarcia na Ioffego zaś wdrażanie upolitycznienia powierzono twardogłowym myślicielom, których działalność bezpośrednio wspierała marksizm-leninizm i nie miała żadnej wartości dla akademii zachodnich.
Filozofami dowodził Aleksandr Maksimow, w latach 1911–1916 student chemii fizycznej na katedrze chemii oddziału przyrodniczego wydziału fizyko-matematycznego Cesarskiego Uniwersytetu Kazańskiego, w 1917 roku w wyborach kazańskich poparł bolszewików i opuścił uczelnię, od 1918 roku Komisarz Edukacji Rady Komisarzy Ludowych Kazańskiej Radzieckiej Republiki Robotniczo-Chłopskiej której przewodniczył Jakow Szejnkman i członek SDPRR(b), do 1919 roku wdrażał ustawy rządu ZSRR o rozdziale szkolnictwa i państwa od kościoła oraz kształcie oświaty publicznej, w latach 1919–1920 wojny domowej w Rosji dobrowolnie służył w Armii Czerwonej nad Donem i Kubaniem jako komisarz pułku i kierownik oddziału politycznego 1. Kaukaskiej dywizji kawaleryjskiej „Dzika” Frontu Południowego, którą dowodzili komkor kawalerii w wojnie polsko-bolszewickiej Gaja Gaj oraz Ludowy Komisarz Spraw Morskich RFSRR i przewodniczący Komitetu Centralnego Floty Bałtyckiej w latach 1917–1918 Pawieł Dybienko. W 1920 roku w Ludowym Komisariacie Oświaty RFSRR wicekomisarz członek SDPRR(b) od 1905 roku i wódz materializmu historycznego w latach 1918–1932 Michaił Pokrowski, kierownik prezydium Akademii Komunistycznej i Państwowej Rady Naukowej od 1918 roku oraz Instytutu Czerwonej Profesury od 1921 roku zaś członek rzeczywisty Akademii Nauk ZSRR był od 1929 roku, uczynił go zastępcą kierownika oddziału ds. wydziałów robotniczych otwartych w 1919 roku dla uczelnianej zaprawy robotników i chłopów. W 1921 roku skierowany do pracy na wydział fizyko-matematyczny 1-szego Uniwersytetu Moskiewskiego, w latach 1922–1929 wykładał filozofię i historię przyrodoznawstwa na katedrze Timiriaziewa, w latach 1926–1930 jako docent i kierownik katedry historii i filozofii przyrodoznawstwa wdrażał propagandę komunistyczną wśród kadry dydaktycznej i studentów, od 1929 roku profesor i krótko p.o. dyrektora Instytutu Fizycznego uczelni, a następnie członek jej zarządu. W latach 1924–1931 kierownik oddziału przyrodniczego Instytutu Czerwonej Profesury, tam do 1928 roku studiował historię i filozofię przyrodoznawstwa, od 1929 roku profesor tamże i Akademii Komunistycznej, w latach 1931–1932 wicedyrektor ds. naukowo-badawczych jej Towarzystwa Przyrodoznawstwa zaś od 1930 roku członek jej sekcji dialektyki przyrodoznawstwa, a od 1933 roku kierownik sekcji dialektyki przyrody jej Instytutu Filozofii. Od 1936 roku kierownik sektora filozofii i przyrodoznawstwa Instytutu Filozofii Akademii Nauk ZSRR, w latach 1935–1937 dyrektor Instytutu Historii Nauki i Techniki Akademii Nauk ZSRR, od 1943 roku członek korespondent Akademii Nauk ZSRR. W latach 1944–1949 profesor i wykładowca historii i filozofii przyrodoznawstwa katedry materializmu dialektycznego i historycznego wydziału filozoficznego Moskiewskiego Uniwersytetu Państwowego, po śmierci Stalina od 1954 roku na emeryturze.
Maksimow w latach 1926–1942 był członkiem redakcji gazety Pod sztandarem marksizmu (ros. Под знаменем марксизма), gdy, wbrew początkowemu zamysłowi Lenina rozwoju wojującego materializmu, decyzją KC WKP(b) z 1931 roku czasopismo miało srogo rugać naukowych wrogów marksizmu-leninizmu. Wspólnie wyrosły fronty walki filozoficznej przeciw mechanistom i idealistom, bolszewiccy mechaniści wzywali do marksizmu-leninizmu, opierając się na naukach przyrodniczych zgodnie z XIX-wiecznymi pojęciami mechanicznymi fizyki, byli otwarcie wrodzy wobec fizyki najnowszej. Ich czołowy orędownik Timiriaziew uważał teorię względności za niesprawdzalną doświadczalnie, jego podwładny Maksimow uważał zasadę względności za tubę zależności ruchu w poparciu idealizmu pojęć przestrzeni, czasu i materii. W latach 1937–1940, u szczytu wielkiego terroru i u progu wielkiej wojny ojczyźnianej, gazeta jawnie zwalczała teorię względności za pomocą ideologii politycznej, np. objawem faszystowskiego zacofania w nauce nazwała rozszerzanie się wszechświata w teorii Einsteina zgodne z wnioskami, które we wczesnych latach 1920. przedstawił leningradzki fizyk Aleksandr Friedman. W latach 1930–1940 na łamach gazet Pod sztandarem marksizmu, Słowo naukowe i Nauka radziecka o teorii względności i fizyce wypowiadał się w szczególności kierownik działu nauki Komitetu Miejskiego WKP(b) filozof marksistowski pochodzenia czeskiego Arnošt Kolman znany jako Ernst Kolman, który sprowadzał prześladowania radzieckich służb bezpieczeństwa na uczonych przez oskarżenia o reakcjonizm i wrogość wobec materializmu dialektycznego. Bez ogródek nacierał na uczonych najbardziej znanych i szanowanych w kraju i zagranicą, jego oszczerstwa polityczne, w tym określenia takie jak reakcjoności i wrogowie materializmu dialektycznego, dotknęły takie postacie nauki radzieckiej jak Wiernadski, Wawiłow, Landau, Tamm, Frenkel, Dmitrij Jegorow i twórca moskiewskiej matematycznej szkoły naukowej Nikołaj Łuzin. W 1931 roku Kolman przejął czasopismo Akademii Komunistycznej Przyrodoznawstwo i marksizm (ros. Естествознание и марксизм) stworzone i redagowane przez Szmidta w latach 1929–1930, które pod nazwą Za przyrodoznawstwo marksistowsko-leninowskie (ros. За марксистско-ленинское естествознание) zostało zamknięte w 1933 roku. W 1936 roku Kolman rozpoczął działania wskutek których akademik Łuzin był prześladowany przez komisję przy Prezydium Akademii Nauk ZSRR której decyzjami kierowali Krżyżanowski, Fersman i sekretarz Akademii Nauk ZSRR w latach 1935–1938 akademik Nikołaj Gorbunow. Ioffe przyjął mianowanie na przewodniczącego specjalnej podkomisji ds. łuzinizmu w fizyce przy Komisji Pomocy Uczonym przy RKL ZSRR, która oficjalnie zajmowała się zakupem literatury zagranicznej i opłacaniem składek członkowskich dla uczonych radzieckich w zagranicznych towarzystwach naukowych, działał opieszale i prywatnie krytykował tzw. sprawę akademika Łuzina, lecz jego upolitycznione uczestnictwo i wyraźny brak publicznego sprzeciwu legitymizowały kolejne nasilone masowe prześladowania uczonych radzieckich.
Fizykami-materialistami dowodził członek rzeczywisty Akademii Nauk ZSRR od 1929 roku Władimir Mitkiewicz, który w 1895 roku ukończył wydział fizyko-matematyczny Cesarskiego Uniwersytetu Petersburskiego, gdzie w latach 1901–1902 był laborantem z fizyki zaś w latach 1895–1901 był laborantem z elektrotechniki Petersburskiego Instytutu Elektrotechnicznego, a w latach 1896–1905 asystentem katedry fizyki i elektrotechniki Instytutu Górniczego Cesarzowej Katarzyny II oraz pracował dla oddziału elektromechanicznego Petersburskiego/Leningradzkiego Instytutu Politechnicznego w latach 1902–1938, w tym w latach 1902–1904 był laborantem, od 1904 roku wykładowcą, w latach 1906–1938 profesorem i kierownikiem katedry teoretycznych podstaw elektrotechniki, w latach 1912–1916 dziekanem. Pomimo słabo rozpowszechnionych wyników, przez pochodzenie z rodziny białoruskiego protojereja Cerkwi prawosławnej w Mińsku i pisarza książek religijnych, Mitkiewicz był umocowany polityczne, jeszcze u kresu samodzierżawia w 1917 roku był członkiem zebrania ds. elektrotechnicznych przy Ministerstwie Handlu i Przemysłu Cesarstwa Rosyjskiego, zaś od początków bolszewizmu w 1918 roku czynnie pracował dla Rady Najwyższej Gospodarki Narodowej RFSRR/ZSRR. Do 1923 roku był kierownikiem oddziału prądów słabych Państwowego Instytutu Naukowo-Badawczego przy Oddziale Naukowo-Technicznym, do 1930 roku był członkiem Centralnej Rady Elektrotechnicznej, w latach 1921–1937 był współtwórcą i kierownikiem badawczym Specjalnego Biura Technicznego ds. Wynalazków Wojskowych Szczególnego Przeznaczenia znanego jako Ostechbiuro, w tym od 1932 roku przewodniczącym jego Rady Naukowo-Technicznej. W 1927 roku został członkiem korespondentem Akademii Nauk ZSRR, w latach 1935–1939 był przewodniczącym Grupy fizyki technicznej Oddziału nauk technicznych Akademii Nauk ZSRR, w latach 1939–1942 był dyrektorem Instytutu Doskonalenia przy Wszechzwiązkowym Naukowym Towarzystwie Inżyniersko-Technicznym Energetyków, w latach 1939–1944 był kierownikiem oddziału elektrotechniki teoretycznej Instytutu Energetycznego Akademii Nauk ZSRR, którego dyrektorem-założycielem w latach 1930–1959 był Krżyżanowski.
Idealizm fizyczny, pseudo-naukowy wymysł marksistów-leninistów stworzony dla ideologicznego wsparcia stalinizmu, rzekomo przedstawiał wyniki fizyki w duchu idealizmu przeciwnym materializmowi, lecz naprawdę pseudo-uczeni odrzucali epistemologiczne wnioski teorii kwantów i teorii względności których marksizm-leninizm nie był w stanie umieścić w swym rozumieniu rzeczywistości przez ograniczenia ideologiczne stalinizmu. Prawie wszystkich czołowych fizyków radzieckich uznali za fizycznych idealistów, pierwsza zapoczątkowana w 1936 roku dyskusja broniła rzekomej „postawy Faradaya-Maxwella”, wymyślonej przez Mitkiewicza nazwy powrotu do pojęcia eteru, czemu sprzeciwiali się teoretycy tacy jak Tamm, Frenkel i Fock przy wsparciu Wawiłowa i Ioffego. Maksimow zarówno potępiał Mitkiewicza, jak i gorliwie wspierał go w walce z fizycznymi idealistami. Ioffe odpowiedział, że grupa Mitkiewicza-Maksimowa, nie uznawszy nowej fizyki, jednoczy się z najgorliwszymi tradycjonalistami zachodnimi, takimi jak Lenard, Stark, Thomson i argumentował, że przekreślenie fizyki teoretycznej Focka, Frenkla, Tamma, Mandelstama, Landaua i ich uczniów usunie bez śladu cały radziecki wkład do tej dziedziny wiedzy. Ioffego niepokoiły próby marksistów-leninistów stworzenia centrum fizyki reakcyjnej, tzn. zacofanej i nie postępowej ukierunkowanej na tradycjonalizm, na Moskiewskim Uniwersytecie Państwowym gdzie główną rolę grał Timiriaziew oraz podporządkowanie czasopisma Postępy nauk fizycznych (ros. Успехи физических наук). Odpowiedź Maksimowa zniesławiła Ioffego, twierdziła, że jego dziwactwa są niezrozumiałe dla czytelnika i mają głębokie korzenie w jego przechwalczym przypisywaniu sobie zasług wszystkich fizyków radzieckich osiągniętych pod kierownictwem partii Stalina i rządu radzieckiego.
W swoim przemówieniu w 1934 roku w Akademii Komunistycznej Ioffe wyraził pogląd, że machizm, filozofia nauki którą zapoczątkował austriacki fizyk i filozof Ernst Mach znany z wpływu filozoficznego na twórczość Einsteina oraz swego chrześniaka Pauliego, był filozoficznym odbiciem fenomenologii, która zdominowała fizykę XIX wieku, zaś w latach 1920 i 1930 ponownie zajął główne miejsce w fizyce wskutek braku modeli mikroskopowych. Maksimow otwarcie zniekształcił tę wypowiedź, twierdząc, że fenomenologia jest machizmem i idealizmem oraz filozofią opisu, a zatem Ioffe jest przeciwnikiem leninizmu, co według Maksimowa miało przyczyny czysto polityczne, zaś Ioffe nie rozumiał i nie przyswajał instrukcji Stalina o jedności teorii i praktyki oraz nie chciał wiedzieć i nie rozumiał, że Stalin jest następcą Lenina w dziedzinie filozofii i każdej dziedzinie nauki. Timiriaziew też zaatakował Ioffego, oskarżył go o oczernianie wydziału fizyki Moskiewskiego Uniwersytetu Państwowego i wydał swoisty donos aby pokazać komu patronował Ioffe, stwierdził, że zastępca redaktora naczelnego Postępów nauk fizycznych Boris Gessen, pierwszy dziekan wydziału fizyki w latach 1931–1934 oraz członek WKP(b) i członek korespondent Akademii Nauk ZSRR rozstrzelany w ramach wielkiego terroru w ZSRR, był aresztowany jako wróg ludu i wyraził nadzieję, że radziecka opinia publiczna w pełni ujawni wrogów i przyjaciół fizyki radzieckiej oraz odpowiednio doceni oszczerstwa Ioffego. Pomimo tak otwartego wezwania do odwetu, Ioffe nigdy nie został aresztowany, bronili go otwarcie jego uczniowie, zbyt wysoka pozycja w krajowej i międzynarodowej społeczności fizyków oraz wieloletnie oddanie wobec władzy radzieckiej.
Ioffe znany był z oryginalnych pomysłów oraz opiniotwórczych stwierdzeń, w 1921 roku podczas pobytu naukowego w Berlinie zasłynął z oryginalnego wkładu do tzw. kwestii żydowskiej, dyskusji o statusie Żydów jako mniejszości narodowej w społeczeństwie europejskim XIX i XX wieku i wynikających z tego różnorodnych ograniczeń, kiedy próbował przekonać Einsteina w tym, że to zagadnienie zniknie wyłącznie wskutek emancypacji Żydów. W 1955 roku Ioffe w nekrologu zatytułowanym Pamięci Alberta Einsteina (ros. Памяти Альберта Эйнштейна) napisał, że podczas swego stażu w grupie Röntgena, który był członkiem redakcji czasopisma Annalen der Physik, widział rękopis epokowej pracy o szczególnej teorii względności obdarzony nazwiskiem „Einstein-Mariti”. Według niego była to szwajcarska wersja nazwiska Einsteina z drugą częścią będącą szwajcarską wersją nazwiska jego pierwszej żony Milevy Marić, co stało się podstawowym przyczynkiem do twierdzeń o rzekomym i jak dotychczas nieudowodnionym współautorstwie Marić i Einsteina. Ioffe dobrze znał Einsteina, według wspomnień Ioffego ich pierwsze spotkanie miało miejsce w 1906 lub 1907 roku w Bernie, często ich osiągnięcia naukowe są stawiane w jednym rzędzie.

## Szkoła naukowa Ioffego
W okresie marzec-wrzesień 1918 roku, Ioffe i Michaił Niemionow, chirurg i radiolog, który studia medyczne i specjalizację ukończył na Uniwersytecie Fryderyka Wilhelma w Berlinie, stworzyli pierwszy w historii Państwowy Instytut Rentgenologii i Radiologii w Piotrogrodzie. Przedsięwzięcie zyskało wsparcie władz Rosyjskiej Republiki Radzieckiej, postanowienie o utworzeniu ośrodka z przydziałem 50000 rubli w złocie podpisał Przewodniczący Rady Komisarzy Ludowych RFSRR Włodzimierz Lenin, poparli kierownik Ludowego Komisariatu Oświaty RFSRR w latach 1917–1929 Anatolij Łunaczarski, który wykształcenie marksistowskie zdobył na Uniwersytecie Zuryskim, oraz twórca radzieckiej publicznej opieki zdrowotnej i kierownik Ludowego Komisariatu Ochrony Zdrowia RFSRR w latach 1918–1930 Nikołaj Siemaszko.
Niemionow od 1913 roku bezskutecznie samodzielnie zwracał się do rady medycznej Ministerstwa Spraw Wewnętrznych Cesarstwa Rosyjskiego o powołanie do życia placówki na podstawie kierowanej przez niego katedry rentgenologii w Sankt-Petersburskim/Piotrogrodzkim Żeńskim Instytucie Medycznym, w 1914 roku powołana komisja państwowa przerwała prace z powodu wybuchu I wojny światowej zaś grupa zainteresowanych uczonych i działaczy społecznych w skład której weszli m.in. bratanica Alfreda Nobla i wspomożycielka nauki petersburskiej Marta Helena Nobel-Olejnikowa, pełniący obowiązki dyrektora i zastępca dyrektora Instytutu Ortopedycznego w Sankt Petersburgu w latach 1914–1917 rosyjsko-grecki lekarz Wiktor Durante, a także profesor Cesarskiej Wojskowej Akademii Medycznej w Sankt Petersburgu Polien Mieziernicki który był absolwentem oddziału przyrodniczego wydziału fizyko-matematycznego Cesarskiego Uniwersytetu Petersburskiego i w 1909 roku odbywał staż badawczy na Uniwersytecie Paryskim, gdzie Pierre Curie i Maria Skłodowska-Curie kierowali jego pracą badawczą, oraz w Collège de France, gdzie gościł go członek Francuskiej Akademii Nauk fizyk medyczny Jacques-Arsène d’Arsonval, spotkała się celem omówienia reguł i wyłonienia członków biura założycielskiego którymi zostali Niemionow, Durante i Mieziernicki.
W 1916 roku Niemionow i Miziernicki podpisali końcowy akt założycielski zaś wraz z nimi Chwolson został członkiem zarządu, a następnie jego przewodniczącym, po czym Niemionow wraz z Durante i Miziernickim założyli Rosyjskie Towarzystwo Rentgenologów i Radiologów wskutek zatwierdzenia pomysłu przez Ministerstwo Spraw Wewnętrznych Cesarstwa Rosyjskiego, po tym jak 4. miesiące po wydarzeniach przewrotu październikowego 1917 roku pomysł utworzenia placówki Niemionowa spotkał się z zatwierdzeniem przez Łunaczarskiego, Niemionow pod wpływem Chwolsona zwrócił się z prośbą do Ioffego o poparcie pomysłu. Ioffe wsparł przedsięwzięcie Niemionowa i wzmożonym działaniem czynnie nadał właściwy postęp jego dotychczasowym staraniom, bowiem rozumiał jako zadanie najwyższej wagi odpowiednią organizację badań naukowych celem przekształcenia fizyki w podstawę naukową przyszłej techniki i uczynienia fizyki powszechnie użyteczną społecznie, zaś zjednoczenie fizyki z medycyną nieobce dla Ioffego od czasów studiów doskonale wpisywało się w ten porządek myślenia zgodny z ideologią marksizmu-leninizmu.
Placówka składała się z 4. części, Ioffe został jej prezydentem i kierownikiem oddziału fizyko-technicznego umieszczonego gościnnie w jednym z pomieszczeń laboratorium fizycznego katedry fizyki Władimira Skobielcyna na Piotrogrodzkim Instytucie Politechnicznym, wiceprezydentem i kierownikiem oddziału medyczno-biologicznego został Niemionow, kierownikiem oddziału optycznego został Dmitrij Rożdiestwienski, wówczas dyrektor Instytutu Fizycznego Uniwersytetu Piotrogrodzkiego oraz prezydent Rosyjskiego Towarzystwa Fizyko-Chemicznego i przewodniczący jego oddziału fizycznego, zaś kierownikiem oddziału radiologicznego został rosyjski badacz radioaktywności o korzeniach rodzinnych z Mohylewa Lew Kolowrat-Czerwinski znany jako Léon Kolowrat, w latach 1906–1911 pracownik w paryskim laboratorium fizyko-chemicznym Marii Skłodowskiej-Curie, która osobiście podpisała certyfikaty preparatów radu wysłane do Instytutu na użytek medyczny i naukowo-badawczy, jednocześnie zatrudniony w specjalizującym się w materiałach rzadkich i radioaktywnych I. oddziale Komisji ds. Badania Naturalnych Sił Wytwórczych Kraju przy Cesarskiej Sankt-Petersburskiej Akademii Nauk którą kierował Wiernadski.
W 1919 roku Niemionow i Ioffe powołali do życia specjalistyczne czasopismo naukowe Biuletyn rentgenologii i radiologii (ros. Вестник рентгенологии и радиологии), które składało się z oddziału fizyko-technicznego pod redakcją Ioffego i oddziału medyko-biologicznego pod redakcją Niemionowa. Bardzo szybko zaistniały różnice między ojcami-założycielami placówki, wskutek czego w 1918 roku Rożdiestwienski uniezależnił swój oddział i stworzył Państwowy Instytut Optyczny w Piotrogrodzie, w 1922 roku Ioffe przekształcił swój oddział w Państwowy Fizyko-Techniczny Instytut Rentgenologiczny, zaś, wskutek przedwczesnej śmierci Kolowrata w 1921 roku, Wiernadski w 1922 roku na podstawie oddziału radiologicznego utworzył Państwowy Instytut Radowy w Piotrogrodzie gdzie kierował oddziałem geochemicznym, oddział radiochemiczny którym kierował Witalij Chłopin i oddział fizyczny którym kierował Lew Mysowski, który wcześniej proponował budowę cyklotronu zaakceptowaną przez Ioffego, natomiast w 1923 roku Niemionow stanął na czele Państwowego Instytutu Rentgenowskiego, Radiologicznego i Rakowego utworzonego na bazie jego oddziału.
W 1920 roku z pomysłu Rożdiestwienskiego na podstawie Państwowego Instytutu Optycznego powstała Komisja Atomowa celem badania zagadnień atomistyki oraz zjednoczenia uczonych starszego pokolenia z młodymi naukowcami, na czele z Rożdiestwienskim w jej skład weszli m.in. Chwolson, Ioffe, Kryłow, Friedman, jak również Wiktor Bursian, Wsiewołod Frederiks i Władimir Smirnow. Inicjatywa Ioffego podobała się władzy państwowej, w marcu 1921 roku Lenin poprosił pisemnie Łunaczarskiego o opinię na temat kilku przedstawicieli inteligencji piotrogrodzkiej, którzy podjęli współpracę z rządem Rosji Radzieckiej, w odpowiedzi Łunaczarski szczególnie chwalił Ioffego za radykalne przekonania polityczne i twierdził, że Instytut Ioffego w całości jest dziełem rewolucji październikowej sławnym na całą Europę.

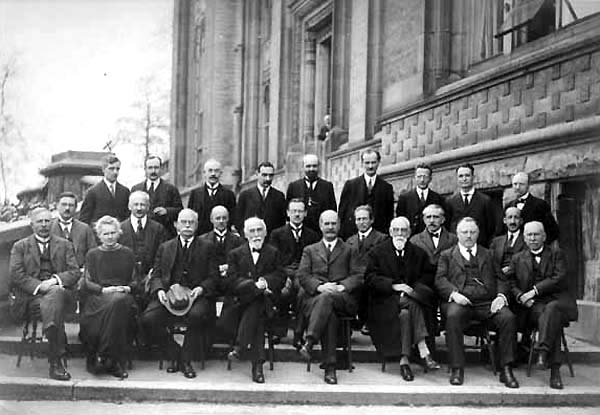
Kongres Solvaya, 1924. II rząd: Ioffe tuż nad Marią Skłodowską-Curie

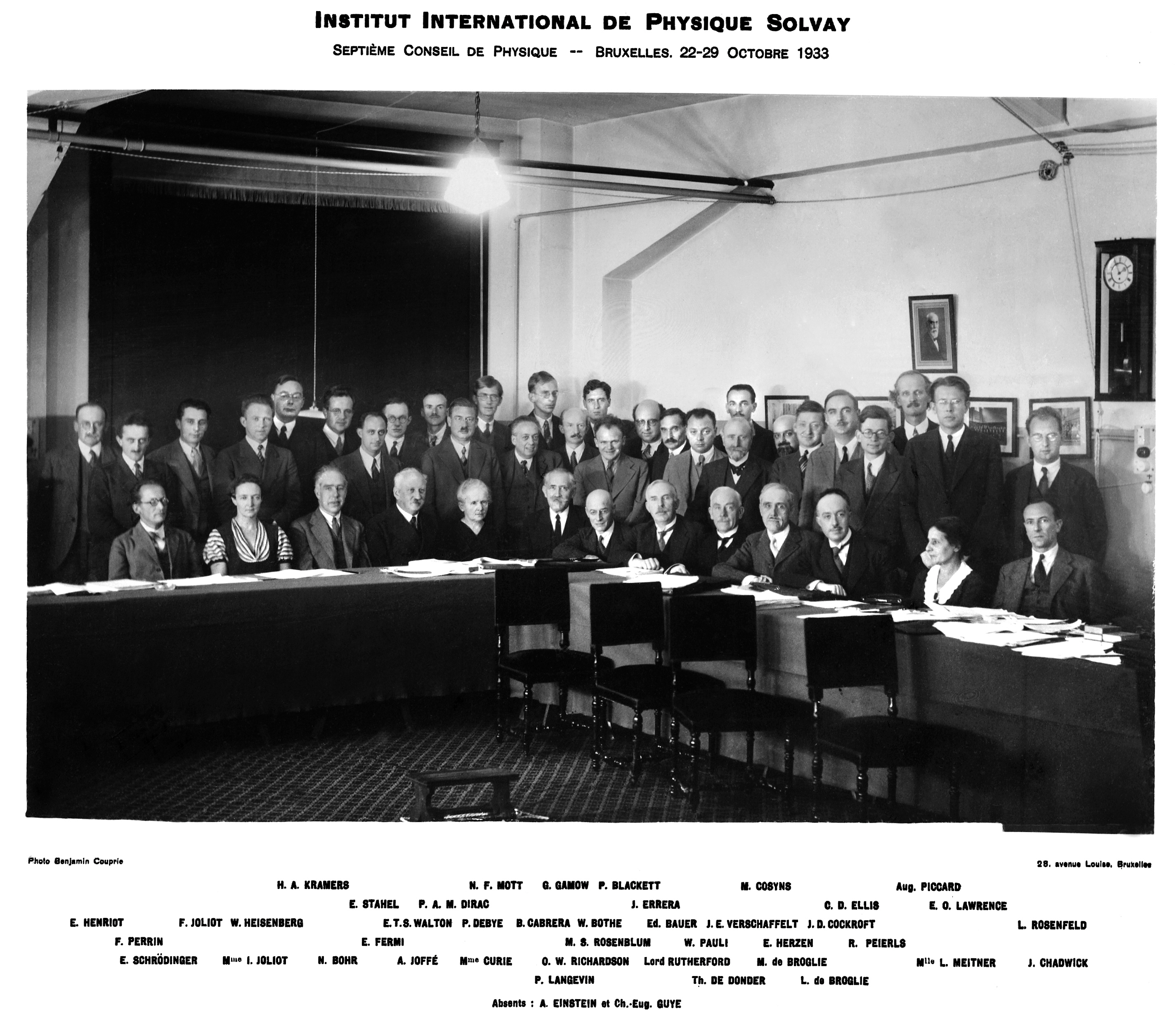
Kongres Solvaya, 1933. I rząd: Ioffe obok Marii Skłodowskiej-Curie

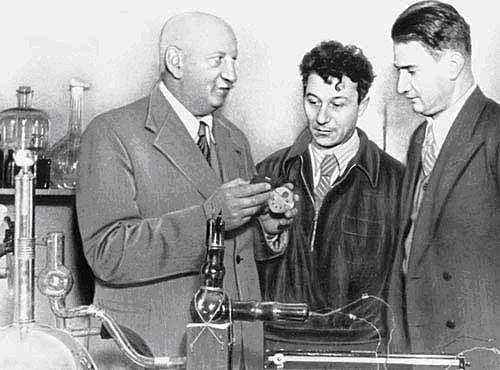
Ioffe, Alichanow, Kurczatow. Leningrad, wczesne lata 1930.

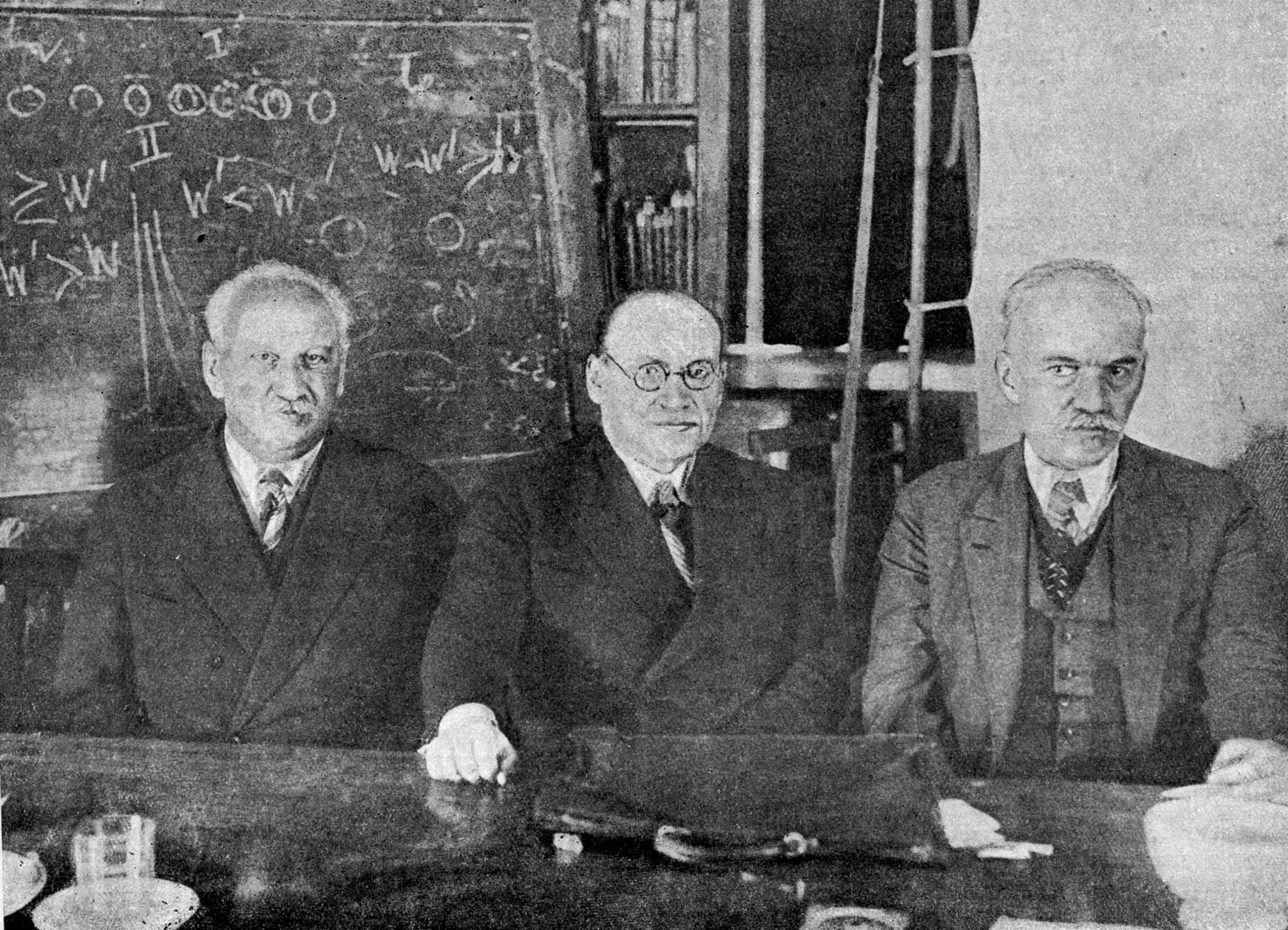
Ioffe, Frenkel, Goldman. Kijów, 1935

Nowa Polityka Ekonomiczna przyniosła wyzwania rynkowe, w 1924 roku Ioffe przekształcił placówkę w Centralne Laboratorium Fizyko-Techniczne przy Najwyższej Radzie Gospodarki Narodowej ZSRR, które rozpoczęło badania promieniowania kosmicznego i wdrażanie wyników naukowo-technicznych, w latach 1925–1930, gdy Feliks Dzierżyński i Walerian Kujbyszew kierowali tym najwyższym organem zarządzania gospodarczego przemysłem państwowym w ZSRR i czynnie uczestniczyli w kształtowaniu Instytutu Ioffego, na mocy rozporządzenia Kujbyszewa w 1926 roku Ioffe został członkiem prezydium Naukowo-Technicznego Zarządu Najwyższej Rady Gospodarki Narodowej ZSRR, którym kierował Wieniamin Swierdłow i który w 1930 roku został przekształcony w Sektor Naukowo-Badawczy Planowo-Techniczno-Ekonomicznego Zarządu Najwyższej Rady Gospodarki Narodowej ZSRR, zaś placówka zmieniała nazwy na Leningradzkie Laboratorium Fizyko-Techniczne, Państwowe Laboratorium Fizyko-Techniczne, Państwowy Instytut Fizyko-Techniczny przy Najwyższej Radzie Gospodarki Narodowej ZSRR.
Pod ostatnią nazwą w lutym 1931 roku obie placówki zostały zjednoczone pod kierownictwem Ioffego, zaś we wrześniu 1931 roku postanowieniem Centralnej Komisji Kontrolnej WKP(b) i Ludowego Komisariatu Inspekcji Robotniczo-Chłopskiej ZSRR 3. oddziały nowego instytutu otrzymały status niezależnych instytutów zrzeszonych jako Kombinat Instytutów Fizyko-Technicznych przynależny organizacyjnie do Najwyższej Rady Gospodarki Narodowej, a następnie od 1932 roku do Ludowego Komisariatu Przemysłu Ciężkiego ZSRR pod nadzorem Sergo Ordżonikidze, w którym dyrektorem kombinatu i kierownikiem nowego Instytutu Fizyko-Technicznego został Ioffe, Leningradzkiego Instytutu Elektro-Fizycznego został Czernyszew, Instytutu Fizyki Chemicznej został Siemionow.
W 1932 roku w skład kombinatu Ioffego powołano laboratorium badań jądra atomowego którym kierował Kurczatow, laboratorium fizyki półprzewodników którym kierował Ioffe, oraz oddział teoretyczny którym kierował Frenkel, podczas gdy w listopadzie 1933 roku wskutek ukazu Centralnej Rady Naukowo-Badawczej Ludowego Komisariatu Przemysłu Ciężkiego ZSRR 3. części zespołu zostały wzajemnie niezależnymi placówkami pod tym samym kierownictwem, w tym Ioffe został kierownikiem Leningradzkiego Instytutu Fizyko-Technicznego, Siemionow otrzymał Instytut Fizyki Chemicznej Akademii Nauk ZSRR w Moskwie, zaś Czernyszew został kierownikiem Leningradzkiego Instytutu Elektro-Fizycznego do 1935 roku, gdy połączono go z Instytutem Radio-Doświadczalnym w placówkę o nazwie Instytut Naukowo-Badawczy nr 9. W 1933 roku światło dzienne ujrzał redagowany przez Ioffego przekład rosyjski 3. fundamentalnych artykułów naukowych Röntgena o promieniach X z lat 1895–1897 opatrzony biografią autora i notatkami Ioffego oraz artykułem o medycznym i biologicznym znaczeniu promieniowania rentgenowskiego autorstwa Niemionowa.
Również w 1933 roku ukazała się książka Ioffego Półprzewodniki elektroniczne (ros. Электронные полупроводники), pierwsza w historii monografia w całości poświęcona półprzewodnikom, która w 1935 roku doczekała się wydania w języku francuskim w ramach serii wydawniczej pod redakcją Ioffego. Wskutek listu Ioffego do ówczesnego Przewodniczącego RKL ZSRR Mołotowa w 1938 roku, od maja 1939 roku jego placówka zmieniła nazwę na Leningradzki Instytut Fizyko-Techniczny Akademii Nauk ZSRR. Następny kluczowy moment rozwoju Instytutu Ioffego nastąpił w 1941 roku, gdy Ioffe wywalczył utworzenie w jego ramach laboratorium cyklotronowego. W czasie blokady Leningradu podczas ataku Niemiec na ZSRR, Ioffe kierował częścią laboratoriów Instytutu ewakuowaną wraz z Prezydium Akademii Nauk ZSRR i kilkoma innymi placówkami do Kazania, przy czym laboratoria Instytutu Ioffego zostały rozmieszczone na II. piętrze wydziału fizycznego Kazańskiego Uniwersytetu Państwowego, Instytut Fizyczny imienia Piotra Lebiediewa Akademii Nauk ZSRR na czele z Wawiłowem zajął III. piętro budynku, Instytut Problemów Fizycznych Akademii Nauk ZSRR na czele z Kapicą i laboratorium geochemiczne Wiernadskiego zajęli I. piętro, zaś sami uczeni zostali najpierw zakwaterowani w domach studenckich, a następnie w prywatnych domach profesorów uczelni. W 1943 roku, wciąż w okresie ewakuacji, przy wsparciu Państwowego Komitetu Obrony ZSRR, Ioffe w ramach swego Instytutu utworzył Laboratorium nr 2 Akademii Nauk ZSRR i tym samym otworzył radziecki program nuklearny. W 1946 roku w Instytucie uruchomiono największy radziecki cyklotron.
Ioffe na początku istnienia swej placówki zatrudniał na pozycjach czysto inżynierskich wybranych aspirantów, który ukończyli wydziały Leningradzkiego Uniwersytetu Państwowego szczególnie ważne dla ZSRR. Znany był z tego, że jego bezpośrednie wsparcie znacznie upraszczało formalności, niejednokrotnie dzięki jego poparciu władze państwowe przyznawały wyższe stopnie naukowe na podstawie wyłącznie listy publikacji naukowych z pominięciem obrony odpowiedniej rozprawy dyplomowej, zwłaszcza w okresie mobilizacji wojskowej. Ten stan rzeczy spowodował, że Instytut Ioffego zyskał sławę alma mater fizyki radzieckiej, wzorcowo wcielał i umacniał w obszarze akademickim propagandę leninizmu i stalinizmu w najtrudniejszym okresie społecznopolitycznym historii komunizmu radzieckiego. Dzięki pieczołowitej zgodności z ideologią państwową, Ioffe wyjątkowo szybko postanowieniami dotyczącymi zatrudnienia w jego Instytucie praktycznie jednoosobowo wytworzył znakomitą część kadry akademickiej radzieckich placówek naukowo-badawczych w dziedzinie fizyki, wśród których przeważającą częścią była kadra zarządzająca radzieckimi państwowymi zarówno uczelniami wyższymi, jak i instytutami naukowo-badawczymi.
W latach 1927–1932 zmysł organizatorski Ioffego przynosił szczególnie doniosłe osiągnięcia na obszarze całego ZSRR, władze państwowe wykonując kluczowe postanowienia społecznopolityczne ideologii leninizmu i stalinizmu hojnie tworzyły placówki-córki Instytutu Ioffego zgodnie z pomysłem jego dyrektora. Wśród takich tworów można odnaleźć Syberyjski Instytut Fizyko-Techniczny w Tomsku w 1928 roku, Leningradzki Obwodowy Instytut Fizyki Cieplnej w 1929 roku, Ukraiński Instytut Fizyko-Techniczny w Charkowie w 1930 roku, jego filię w ówczesnym Dniepropietrowsku w 1931 roku przekształconą w 1933 roku w Dniepropietrowski Instytut Fizyko-Techniczny, Środkowoazjatycki Instytut Heliocentryczny w Samarkandzie w 1931 roku, Uralski Instytut Fizyko-Techniczny w ówczesnym Swierdłowsku w 1932 roku. Filiami Instytutu Ioffego stały się również dwie leningradzkie placówki z 1932 roku, Naukowo-Badawczy Instytut Przemysłu Muzycznego który objął akademik Nikołaj Andriejew na podstawie swego Centralnego Laboratorium Muzyczno-Akustycznego powołanego do życia w 1930 roku, oraz Naukowo-Badawczy Instytut Telemechaniki.
Warto zaznaczyć, że jako formalne filie Instytutu Ioffego, te państwowe placówki naukowo-badawcze przez dłuższy czas cieszyły się ochroną osobistą ze strony Ioffego, gdyż dowolny ich pracownik nie mógł być zatrudniony bez osobistego namaszczenia Ioffego, co w przypadku pracowników naukowych odbywało się pod formalną osłoną wykładów zaprezentowanych przez kandydatów do pracy naukowo-badawczej na seminariach akademickich Instytutu Ioffego. Z placówkami naukowo-badawczymi których pomysłodawcą był Ioffe, swoje kariery naukowe powiązali m.in.
- Anatolij Aleksandrow – w 1941 roku współtwórca systemu Instytutu Ioffego rozmagnesowania okrętów Floty Czarnomorskiej w obronie przed niemieckimi magnetycznymi minami morskimi, dyrektor Instytutu Problemów Fizycznych Akademii Nauk ZSRR w latach 1946–1955, prezydent Akademii Nauk ZSRR w latach 1975–1986
- Abram Alichanow – w latach 1927–1945 pracownik laboratorium badań jądra atomowego Kurczatowa w Instytucie Ioffego, współtwórca pierwszego w Europie cyklotronu uruchomionego w 1937 roku w Instytucie Radowym w Leningradzie, dyrektor Laboratorium nr 3 (Laboratorium Fizyki Cieplnej) Akademii Nauk ZSRR w latach 1945–1958, dyrektor Instytutu Fizyki Teoretycznej i Eksperymentalnej Akademii Nauk ZSRR w latach 1958–1968, w latach 1945–1953 członek Rady Technicznej Komitetu Specjalnego którym kierował osobiście Beria
- Żores Ałfiorow – w latach 1953–2006 pracownik Instytutu Ioffego w tym dyrektor w latach 1987–2003 oraz przewodniczący rady naukowej w latach 1987–2006, członek KPZR w latach 1965–1992 i członek Zjazdu Deputowanych Ludowych ZSRR w latach 1989–1991 po czym niezależny deputowany do Dumy Państwowej Federacji Rosyjskiej w latach 1995–1999 z ramienia partii Nasz Dom – Rosja oraz w latach 1999–2019 z ramienia KPFR, wiceprzewodniczący Akademii Nauk ZSRR w latach 1990–1991 i Rosyjskiej Akademii Nauk w latach 1991–2017, laureat Nagrody Nobla w dziedzinie fizyki w 2000 roku, stworzył Centrum Naukowo-Edukacyjne Instytutu Ioffego w 1997 roku i Petersburskie Fizyko-Techniczne Centrum Naukowo-Edukacyjne Rosyjskiej Akademii Nauk w 2003 roku i zjednoczył je w Petersburski Narodowy Badawczy Akademicki Uniwersytet Rosyjskiej Akademii Nauk w 2009 roku, po jego śmierci nazwany „imienia Żoresa Ałfiorowa”
- Nikołaj Andriejew – na zaproszenie Ioffego w latach 1926–1938 kierownik laboratorium akustycznego i zastępca dyrektora Instytutu Ioffego, w tym od 1930 Leningradzkiego Instytutu Elektro-Fizycznego pod kierownictwem Czernyszewa, oraz docent i profesor wydziału fizyko-matematycznego Leningradzkiego Instytutu Politechnicznego, w 1929 roku wybrany przewodniczącym Rosyjskiego Towarzystwa Fizyczno-Chemicznego, w latach 1926–1930 członek redakcji Czasopisma fizyki stosowanej, w latach 1931–1935 twórca i wykładowca Naukowo-Badawczego Instytutu Przemysłu Muzycznego w Leningradzie przekształconego z Centralnego Laboratorium Muzyczno-Akustycznego powołanego do życia w 1930 roku, w 1935 roku był inicjatorem Komisji Akustycznej Akademii Nauk ZSRR, w 1939 na zaproszenie Wawiłowa stworzył laboratorium akustyczne Instytutu Fizycznego imienia Piotra Lebiediewa Akademii Nauk ZSRR w Moskwie, którym kierował w latach 1940–1953, w 1953 roku wybrany członkiem rzeczywistym Akademii Nauk ZSRR, w 1954 roku przekształcił Laboratorium Akustyczne Instytutu Fizyki w oddzielną placówkę Instytut Akustyczny Akademii Nauk ZSRR gdzie był dyrektorem i kierownikiem laboratorium badań fizyko-akustycznych do 1963 i który jest obecnie „imienia Nikołaja Andriejewa”, w 1955 roku stworzył Czasopismo akustyczne Akademii Nauk ZSRR (ros. Акустический журнал АН СССР) i był jego redaktorem naczelnym do 1962 roku, w latach 1960–1970 członek zagraniczny Polskiej Akademii Nauk
- Lew Arcymowicz – w latach 1933–1946 pracownik Instytutu Ioffego, w latach 1949–1953 jako podwładny Ministra Przemysłu Środków Łączności ZSRR Giennadija Aleksiejenko kierował pracą naukowo-techniczną Kombinatu nr 814 w Siewiersku pracującego dla Komitetu Specjalnego którym kierował osobiście Beria
- Matwiej Bronsztejn – w Instytucie Ioffego uzyskał stopień doktora nauk i był profesorem, pionier grawitacji kwantowej, od 2013 roku przyznawana jest nagroda naukowa jego imienia
- Julij Chariton – główny konstruktor radzieckich bomb atomowych, współkierownik radzieckiego programu nuklearnego, w latach 1945–1953 członek Rady Technicznej Komitetu Specjalnego którym kierował osobiście Beria
- Aleksandr Czernyszew – w latach 1908–1940 pracował w Sankt-Petersburskim/Piotrogrodzkim Instytucie Politechnicznym Cesarza Piotra Wielkiego/Leningradzkim Instytucie Przemysłowym/Leningradzkim Instytucie Politechnicznym, od 1919 roku był profesorem i do 1929 roku kierownikiem katedry radiotechniki, w latach 1918–1931 pracownik Instytutu Ioffego, w 1922 roku współorganizator Państwowego Instytutu Rentgenologii i Radiologii w Piotrogrodzie, od 1921 roku zastępca dyrektora i kierownik oddziału technicznego Państwowego Fizyko-Technicznego Instytutu Rentgenologicznego, w latach 1931–1935 dyrektor Leningradzkiego Instytutu Elektro-Fizycznego, od 1932 roku członek rzeczywisty Akademii Nauk ZSRR
- Nikołaj Dawidienkow – pracował w Instytucie Ioffego w latach 1925–1962, w 1925 roku zorganizował tam oddział mechanicznych własności metali, a jednocześnie utworzył katedrę metalurgii fizycznej na wydziale fizyko-mechanicznym Leningradzkiego Instytutu Politechnicznego. W 1935 roku Akademia Nauk ZSRR przyznała mu Nagrodę imienia Dmitrija Mendelejewa za opracowanie i wdrożenie metody strunowej do zdalnego badania naprężeń i odkształceń. W 1938 roku uzyskał stopień doktora nauk bez obrony rozprawy naukowej, w 1939 roku został wybrany członkiem rzeczywistym Akademii Nauk Ukraińskiej SRR. W 1942 roku ewakuowany z Leningradu do Moskwy, w 1943 roku otrzymał Nagrodę Stalinowską
- Jakow Dorfman(inne języki) – w 1916 roku rozpoczął pracę badawczą w laboratorium Ioffego, w latach 1925–1931 pracownik w Instytucie Ioffego w tym kierownik laboratorium magnetycznego, 1932–1938 zastępca dyrektora Uralskiego Instytutu Fizyko-Technicznego w Swierdłowsku, 1938–1944 kierownik sektora fizyki azerbejdżańskiego oddziału Akademii Nauk ZSRR, 1945–1958 pracownik w Leningradzkim Instytucie Hydrometeorologicznym, 1958–1964 pracownik we Wszechzwiązkowym Instytucie Informacji Naukowej i Technicznej, 1965–1974 kierownik sektora historii fizyki Instytutu Historii Nauk Przyrodniczych i Techniki Akademii Nauk ZSRR, wniósł wkład do teorii magnetyzmu ciała stałego
- Władimir Dukielski – w latach 1929–1983 pracował w Instytucie Ioffego, gdzie w okresie 1945–1970 był kierownikiem laboratorium promieni rentgenowskich zaś od 1953 roku tworzył szkołę fizyki zderzeń atomowych
- Boris Finkelsztejn – w latach 1920–1926 student wydziału fizyko-mechanicznego Leningradzkiego Instytutu Politechnicznego, w latach 1924–1928 asystent i aspirant w Państwowym Fizyko-Technicznym Instytucie Rentgenowskim, w latach 1930–1937 dyrektor Dniepropietrowskiego Instytutu Fizyko-Technicznego i od 1932 roku kierownik tamtejszego oddziału fizyki teoretycznej
- Gieorgij Florow – pracownik laboratorium badań jądra atomowego Kurczatowa w Instytucie Ioffego, a potem Laboratorium nr 2 Akademii Nauk ZSRR, w 1956 roku utworzył Zjednoczony Instytut Badań Jądrowych w Dubnej, w latach 1957–1989 założyciel i dyrektor tamtejszego Laboratorium Reakcji Jądrowych nazwanego później jego imieniem oraz przewodniczący Rady Naukowej Akademii Nauk ZSRR, współodkrywca nowego typu rozpadu promieniotwórczego znanego jako samorzutne rozszczepienie jądra atomowego, kierował zespołem odkrywców czterech pierwiastków chemicznych, na jego cześć nazwano pierwiastek chemiczny flerow
- Władimir Fock – w latach 1918–1922 student oddziału fizyki wydziału fizyko-matematycznego Piotrogrodzkiego Uniwersytetu Państwowego, w latach 1919–1923 laborant i w latach 1928–1941 kierownik oddziału teoretycznego Państwowego Instytutu Optycznego, w latach 1924–1936 pracownik naukowy oddziału fizyki teoretycznej Instytutu Ioffego, w latach 1930–1933 profesor katedry fizyki teoretycznej wydziału fizyko-matematycznego Leningradzkiego Instytutu Przemysłowego, w latach 1931–1934 pracownik naukowy Instytutu Fizyko-Matematycznego imienia Władimira Stiekłowa Akademii Nauk ZSRR w Leningradzie, w latach 1934–1941 i 1944–1963 starszy pracownik naukowy Instytutu Fizycznego imienia Piotra Lebiediewa Akademii Nauk ZSRR, w 1944 roku kierownik katedry fizyki teoretycznej wydziału fizycznego Moskiewskiego Uniwersytetu Państwowego, w latach 1932–1961 profesor oraz kierownik katedry mechaniki kwantowej i katedry fizyki teoretycznej Leningradzkiego Uniwersytetu Państwowego, w latach 1954–1961 starszy pracownik naukowy Instytutu Problemów Fizycznych Akademii Nauk ZSRR. W latach pracy w Instytucie Ioffego podał najbardziej znane wyniki: równanie Schrödingera w obecności pola magnetycznego i relatywistyczne równanie falowe cząstki skalarnej w 1926 roku, wkład do teorii przewodności cieplnej i pola elektrycznego kabli wysokiego napięcia oraz teorię cieplnego przebicia elektrycznego dielektryków w latach 1926–1928, równanie Diraca w czasoprzestrzeni zakrzywionej i wraz z Iwanenką czterowymiarową postać równania Diraca w latach 1928–1930, wkład do relatywistycznej mechaniki kwantowej fotonów i wraz z Bornem dowód twierdzenia adiabatycznego Ehrenfesta w mechanice kwantowej w 1928 roku, wkład do kwantowej teorii układów wieloelektronowych w tym energię wymiany w metodzie pola samouzgodnionego w latach 1930–1934, wraz z Jordanem zasadę nieoznaczoności dla pola elektromagnetycznego w 1930 roku, metodę operatorów kreacji i anihilacji i wraz z Borisem Podolskim i Dirac’kiem niezmiennicze sformułowanie wieloczasowe elektrodynamiki kwantowej w 1932 roku które w latach 1946–1947 użyli laureaci Nagrody Nobla w dziedzinie fizyki z 1965 roku Shin’ichirō Tomonaga i Julian Schwinger, pierwszą radziecką monografię z mechaniki kwantowej Podstawy mechaniki kwantowej (ros. Начала квантовой механики) w 1932 roku, teorię wyznaczania oporu skał metodą karotażu w 1933 roku, sformułowanie elektrodynamiki kwantowej i kwantowej teorii pola w przestrzeni Focka w 1934 roku, ukrytą symetrię czterowymiarową w atomie wodoru w statycznym polu elektrycznym w 1935 roku, niespójność neutrinowej teorii światła w 1936 roku. Akademia Nauk ZSRR wybrała go członkiem korespondentem w 1932 roku, członkiem rzeczywistym w 1939 roku, wyróżniła Nagrodą imienia Dmitrija Mendelejewa za prace z kwantowej teorii budowy atomów złożonych w 1936 roku. Uzyskał ważne wyniki z pracownikami Instytutu Ioffego, z Kryłowem wykładnicze prawo rozpadu stanu niestacjonarnego w mechanice kwantowej w 1946 roku zaś z Grinbergiem(inne języki) wkład do teorii granicznego załamania fal elektromagnetycznych w 1948 roku
- Gleb Frank(inne języki) – w latach 1921–1925 student wydziału agronomicznego Uniwersytetu Tawrijskiego w Symferopolu, w latach 1926–1929 przechodził część aspirantury medycznej w Instytucie Ioffego, w latach 1929–1930 pracownik naukowy w Instytucie Ioffego, w latach 1930–1932 roku kierownik tamtejszego laboratorium biofizyki, w 1931 roku przekształconego w dział biofizyki Instytutu Fizyko-Agronomicznego w Leningradzie, gdzie został zastępcą Ioffego i organizatorem biofizyki radzieckiej. W 1934 roku przedsięwziął wspartą przez Wawiłowa i Ioffego Elbruską Zespoloną Ekspedycję Naukową Akademii Nauk ZSRR, która połączywszy kilka placówek o bardzo zróżnicowanych kierunkach badawczych zapoczątkowała obserwacje promieniowania kosmicznego za pomocą komory Wilsona na różnych wysokościach n.p.m. na najwyższym szczycie Kaukazu, w latach 1935–1938 zastępował kierownika, a od 1937 roku kierował tą wysokogórską wyprawą badawczą, gdzie jego młodszy brat Ilja Frank był sekretarzem naukowym zaś, Czerenkow uczestnikiem. Członek WKP(b) od 1947 roku, członek rzeczywisty Akademii Nauk ZSRR od 1966 roku. Ojciec braci Frank, matematyk Michaił Frank(inne języki), podobnie do Ioffego uzyskał dyplom inżyniera mechanika na Uniwersytecie Technicznym w Monachium nieuznawany w Cesarstwie Rosyjskim i w 1919 roku został asystentem matematyka Nikołaja Kryłowa, a następnie profesorem na wydziale fizyko-matematycznym Uniwersytetu Tawrijskiego w Symferopolu gdzie poznał Ioffego, dzięki jego poparciu został profesorem matematyki i kierownikiem katedry w Leningradzkim Instytucie Politechnicznym w latach 1931–1941, zmarł w 1942 roku podczas ewakuacji do Kazania jako profesor Instytutu Matematycznego imienia Władimira Stiekłowa Akademii Nauk ZSRR
- Jakow Frenkel – w latach 1921–1952 kierownik oddziału teoretycznego w Instytucie Ioffego oraz współpracownik i współautor Ioffego, w latach 1922–1950 napisał około 30 monografii naukowych w dziedzinie fizyki w tym pierwszy radziecki kurs fizyki teoretycznej, jedną z pierwszych monografii poświęconych w całości teorii względności, oraz biografię Ioffego wydaną pośmiertnie w 1968 roku
- George Gamow – pracownik oddziału fizycznego Instytutu Radowego w Leningradzie w latach 1931–1935, współtwórca pierwszego w Europie cyklotronu uruchomionego w 1937 roku
- Boris Gohberg – w latach 1924–1946 pracował w Instytucie Ioffego, od 1936 roku był kierownikiem laboratorium, w 1946 roku sekretarzem naukowym, w 1945 roku odznaczony Orderem „Znak Honoru”, był współautorem prac Ioffego i jego córki, w 1927 roku ukończył wydział inżyniersko-fizyczny Leningradzkiego Instytutu Politechnicznego, w latach 1929–1937 był tam wykładowcą zaś od 1935 roku profesorem
- Georgij Grinberg(inne języki) – w 1917 roku wstąpił na wydział elektromechaniczny zaś w 1923 roku jako pierwszy absolwent ukończył wydział fizyko-mechaniczny Piotrogrodzkiego Instytutu Politechnicznego, od 1923 roku wykładał na tamtejszych katedrach fizyki teoretycznej i mechaniki, w 1924 roku stworzył katedrę fizyki matematycznej którą kierował do 1955 roku, od 1933 roku profesor, w 1935 roku uzyskał stopień doktora nauk bez obrony rozprawy naukowej. Z Instytutem Ioffego powiązany w latach 1919–1930 oraz 1941–1991 gdzie od 1946 roku kierował oddziałem fizyki matematycznej i rozwijał badania Łukirskiego, w czasie wielkiej wojny ojczyźnianej 1941–1945 brał czynny udział w pracach obronnych, w 1946 roku wybrany członkiem korespondentem Akademii Nauk ZSRR, w 1949 roku otrzymał Nagrodę Stalinowską za wyniki badań przedstawione w książce napisanej pod redakcją Ioffego
- Dmytro Iwanenko – w latach 1927–1929 aspirant i pracownik naukowy w Instytucie Fizyko-Matematycznym imienia Władimira Stiekłowa Akademii Nauk ZSRR w Leningradzie, 1929–1932 starszy pracownik naukowy i kierownik oddziału fizyki teoretycznej Ukraińskiego Instytutu Fizyko-Technicznego w Charkowie, 1931–1938 członek redakcji pierwszego radzieckiego nierosyjskojęzycznego czasopisma naukowego w dziedzinie fizyki Physikalische Zeitschrift der Sowjetunion, 1931–1935 starszy pracownik naukowy Instytutu Ioffego i kierownik tamtejszego seminarium fizyki jądrowej, 1932–1935 redaktor działu teoretycznego leningradzkiego oddziału Państwowego Wydawnictwa Techniko-Teoretycznego, 1936–1939 starszy pracownik naukowy i kierownik dwóch seminariów w Syberyjskim Instytucie Fizyko-Technicznym w Tomsku, współorganizator w 1929 roku pierwszej radzieckiej konferencji z fizyki teoretycznej w Charkowie, w 1931 roku wszechzwiązkowej konferencji z magnetyzmu, w 1934 roku drugiej radzieckiej konferencji z fizyki teoretycznej, w 1933 roku pierwszej wszechzwiązkowej konferencji z fizyki jądrowej w Leningradzie razem z Ioffe, w 1939 roku uczestnik czwartej radzieckiej konferencji jądrowej
- Piotr Kapica – laureat Nagrody Nobla w dziedzinie fizyki w 1978 roku, w 1919 roku otrzymał dyplom elektrotechnika pod kierunkiem Ioffego na oddziale elektromechanicznym Pierwszego Instytutu Politechnicznego w Piotrogrodzie, w latach 1921–1934 z rekomendacji Ioffego pracował jako asystent Ernesta Rutherforda w Laboratorium Cavendisha Uniwersytetu Cambridge, twórca i dyrektor Instytutu Problemów Fizycznych Akademii Nauk ZSRR w latach 1934–1946 i 1955–1984, w latach 1945–1953 członek Rady Technicznej Komitetu Specjalnego którym kierował osobiście Beria
- Isaak Kikoin – odkrył zjawisko fotopiezoelektryczne i zaobserwował oscylacje kwantowe zjawiska fotomagnetycznego w niskich temperaturach, w latach 1945–1953 jako podwładny Ludowego Komisarza Inżynierii Transportu ZSRR Wiaczesława Małyszewa kierował pracą naukowo-techniczną Kombinatu nr 813 w Swierdłowsku jako członek Rady Technicznej Komitetu Specjalnego którym kierował osobiście Beria
- Pawieł Kobieko(inne języki) – w latach 1924–1952 pracował w Instytucie Ioffego, podczas blokady Leningradu w latach 1941–1944 dyrektor leningradzkiej grupy Instytutu i kierownik jego prac obronnych w Leningradzie, w tym badań pokrywy lodowej Jeziora Ładoga przez którą statki Floty Bałtyckiej zaopatrywały miasto, od 1930 wykładowca w Leningradzkim Instytucie Politechnicznym, w tym profesor od 1935 roku zaś kierownik katedry fizyki dielektryków od 1944 roku, członek korespondent Akademii Nauk ZSRR od 1943 roku, w latach 1947–1951 zastępca dyrektora Instytutu Ioffego
- Anton Komar – w latach 1930–1936 i 1950–1972 pracownik naukowy Instytutu Ioffego, w 1933 roku kierownik oddziału przejść fazowych Uralskiego Instytutu Fizyko-Technicznego w Swierdłowsku, w 1935 roku otrzymał stopień kandydata nauk bez obrony rozprawy naukowej, w 1946 roku uruchomił pierwszy radziecki betatron w Swierdłowsku i otrzymał stopień doktora nauk, w 1948 wicedyrektor Instytutu Fizycznego imienia P. N. Lebiediewa Akademii Nauk ZSRR w Moskwie, w latach 1950–1957 dyrektor, a w latach 1957–1963 kierownik laboratorium promieni rentgenowskich i promieni gamma Instytutu Ioffego, w latach 1951–1969 kierownik katedry fizyki jądrowej Leningradzkiego Instytutu Politechnicznego, w 1956 roku współorganizował filie Instytutu Ioffego w Gatyczynie, w latach 1963–1971 był jej dyrektorem gdy nosiła nazwę Leningradzki Instytut Fizyki Jądrowej, która w 1971 roku jako Oddział Fizyki Wysokich Energii przekształciła się w Instytut Fizyki Jądrowej imienia Borisa Konstantinowa Akademii Nauk ZSRR
- Boris Konstantinow – w latach 1926–1930 i 1940–1969 pracownik Instytutu Ioffego, dyrektor w latach 1957–1967, od 1953 roku członek korespondent zaś od 1960 roku członek rzeczywisty Akademii Nauk ZSRR, w latach 1967–1969 wiceprezydent Akademii Nauk ZSRR, otrzymał Nagrodę Stalinowską w 1953 roku i Nagrodę Leninowską w 1958 roku.
- Nikołaj Kryłow – uczeń i współpracownik Focka, w 1941 roku uzyskał stopień kandydata nauk na katedrze fizyki teoretycznej Leningradzkiego Uniwersytetu Państwowego, w 1942 roku uzyskał stopień doktora nauk w Instytucie Ioffego podczas ewakuacji do Kazania, krytyk podejść do mechaniki statystycznej Landaua i Frenkela.
- Igor Kurczatow – kierownik naukowy radzieckiej energetyki jądrowej, współtwórca pierwszego w Europie cyklotronu uruchomionego w 1937 roku w Instytucie Radowym w Leningradzie, kierownik katedry fizyki doświadczalnej Instytutu Ioffego od 1937 roku, w 1941 roku współtwórca systemu Instytutu Ioffego rozmagnesowania okrętów Floty Czarnomorskiej przed minami niemieckimi, w latach 1942–1943 kierownik laboratorium badań jądra atomowego w Instytucie Ioffego, w latach 1943–1949 dyrektor Laboratorium nr 2 Akademii Nauk ZSRR gdzie w latach 1943–1945 prace uwieńczone rozruchem 1-ego cyklotronu w Moskwie w 1944 roku i 1-ego reaktora jądrowego w Europie w 1946 roku osobiście nadzorował Stalin i Ludowy Komisarz Przemysłu Chemicznego ZSRR Michaił Pierwuchin, w latach 1949–1956 dyrektor Laboratorium Przyrządów Pomiarowych Akademii Nauk ZSRR gdzie zbudowano pierwszą radziecką bombę atomową RDS-1 w 1949 roku i pierwszą radziecką bombę termojądrową RDS-6c w 1953 roku oraz stworzono projekt 1-szej na świecie przemysłowej elektrowni jądrowej Obninsk otwartej w 1954 roku, w latach 1945–1953 jako podwładny Pierwuchina i Berii w Radzie Technicznej Komitetu Specjalnego kierował pracą naukowo-techniczną kombinatu Oziersk 817, w latach 1956–1960 dyrektor Instytutu Energii Atomowej Akademii Nauk ZSRR, od 2010 roku nazwanego Narodowe Centrum Badawcze „Instytut Kurczatowa”.
- Gieorgij Kurdiumow – dyrektor Dniepropietrowskiego Instytutu Fizyko-Technicznego w latach 1937–1944, Instytutu Fizyki Ciała Stałego Akademii Nauk ZSRR w latach 1962–1996.
- Lew Landau – laureat Nagrody Nobla w dziedzinie fizyki w 1962 roku, w latach 1926–1927 jako aspirant Ioffego w Instytucie Ioffego opublikował pierwsze prace naukowe z mechaniki kwantowej, w latach 1927–1932 pracownik Instytutu Ioffego, w latach 1929–1931 uzyskał sześciomiesięczne wsparcie Ludowego Komisariatu Oświaty RFSRR na pobyt w Instytucie Fizyki Teoretycznej Uniwersytetu Kopenhaskiego pod opieką Bohra, który pomógł mu zdobyć stypendium Fundacji Rockefellera celem dalszego stażu na Uniwersytecie w Getyndze, gdzie uczęszczał na seminaria Borna, na Uniwersytecie Fryderyka Wilhelma w Berlinie, gdzie spotkał Einsteina, na Uniwersytecie w Lipsku, gdzie spotkał Heisenberga, na Uniwersytecie Cambridge, gdzie poznał Kapicę. Kierownik oddziału teoretycznego Ukraińskiego Instytutu Fizyko-Technicznego w Charkowie w latach 1932–1937, oddziału teoretycznego Instytutu Problemów Fizycznych Akademii Nauk ZSRR w latach 1937–1938 i 1939–1960, prac teoretycznych radzieckiego programu nuklearnego w latach 1944–1954, członek rzeczywisty Akademii Nauk ZSRR od 1946 roku. Pomysłodawca i współautor słynnego kursu fizyki teoretycznej o szerokim uznaniu międzynarodowym, twórca radzieckiej szkoły naukowej fizyki teoretycznej, jego uczniami i współpracownikami byli m.in. laureaci Nagrody Nobla w dziedzinie fizyki z 2003 roku Witalij Ginzburg i Aleksiej Abrikosow
- Gieorgij Łatyszew(inne języki) – kierownik laboratorium Ukraińskiego Instytutu Fizyko-Technicznego w Charkowie w latach 1930–1941, w 1932 roku wraz z Łejpuńskim, Sinelnikowem i A.K. Walterem dokonał pierwszego radzieckiego rozszczepienia jądra atomowego litu sztucznie przyspieszonymi protonami, kierownik laboratorium Instytutu Ioffego w latach 1943–1958
- Aleksandr Lejpunski – dyrektor Ukraińskiego Instytutu Fizyko-Technicznego w Charkowie w latach 1935–1938, w latach 1931–1938 redaktor naczelny pierwszego radzieckiego nierosyjskojęzycznego czasopisma naukowego w dziedzinie fizyki Physikalische Zeitschrift der Sowjetunion wydawanego przez Ludowy Komisariat Przemysłu Ciężkiego ZSRR, w 1932 roku wraz z A.K. Walterem, Sinelnikowem i Łatyszewem dokonał pierwszego radzieckiego rozszczepienia jądra atomowego litu sztucznie przyspieszonymi protonami, jako pracownik Ernesta Rutherforda w Laboratorium Cavendisha Uniwersytetu Cambridge doświadczalnie dowiódł istnienia neutrino
- Piotr Łukirski – w latach 1912–1916 student Ioffego na wydziale fizyko-matematycznym Cesarskiego Uniwersytetu Piotrogrodzkiego zaś w latach 1919–1928 docent i 1928–1934 profesor na wydziale fizyko-matematycznym Piotrogrodzkiego/Leningradzkiego Uniwersytetu Państwowego, w latach 1934–1938 kierownik katedry elektryczności wydziału fizycznego Leningradzkiego Uniwersytetu Państwowego, od 1933 roku członek-korespondent zaś od 1946 roku członek rzeczywisty Akademii Nauk ZSRR, pracownik naukowy i kierownik prac naukowo-badawczych Instytutu Ioffego w latach 1918–1954, kierownik oddziału fizycznego Instytutu Radowego Akademii Nauk ZSRR w latach 1943–1954, profesor i kierownik katedry Leningradzkiego Instytutu Politechnicznego w latach 1945–1954, nauczyciel m.in. Alichanowa i Arcymowicza
- Iwan Obreimow – w latach 1918–1924 pracownik naukowy Państwowego Instytutu Optycznego w Piotrogrodzie, w latach 1924–1930 roku twórca i kierownik laboratorium fizyki molekularnej Instytutu Ioffego ze specjalizacją w spektroskopii kryształów, a następnie zastępca Ioffego, w latach 1929–1933 główny twórca i pierwszy dyrektor Ukraińskiego Instytutu Fizyko-Technicznego w Charkowie
- Lew Rozenkiewicz – pracownik Ukraińskiego Instytutu Fizyko-Technicznego w Charkowie w latach 1930–1937, w 1937 roku został dyrektorem naukowym tamtejszego laboratorium pomiarów radioaktywnych, w latach 1931–1938 był członkiem redakcji pierwszego radzieckiego nierosyjskojęzycznego czasopisma naukowego w dziedzinie fizyki Physikalische Zeitschrift der Sowjetunion
- Nikołaj Siemionow – współtwórca i dyrektor Instytutu Fizyki Chemicznej Akademii Nauk ZSRR w latach 1931–1986, laureat Nagrody Nobla w dziedzinie chemii w 1956 roku
- Kiriłł Sinielnikow(inne języki) – jeden z twórców radzieckiej bomby atomowej, w 1932 roku w Ukraińskim Instytucie Fizyko-Technicznym w Charkowie wraz z Łejpuńskim, A.K. Walterem i Łatyszewem dokonał pierwszego radzieckiego rozszczepienia jądra atomowego litu sztucznie przyspieszonymi protonami, w latach 1938–1941 wraz z A.K. Walterem opracował i zbudował pierwsze radzieckie olejowe pompy dyfuzyjne
- Dmitrij Skobielcyn – dyrektor Instytutu Fizycznego imienia P. N. Lebiediewa Akademii Nauk ZSRR w latach 1951–1972
- Monus Sominski – w 1936 roku ukończył wydział fizyko-mechaniczny Leningradzkiego Instytutu Przemysłowego, pracował w Instytucie Ioffego w latach 1936–1952 gdzie był zastępcą dyrektora w latach 1939–1948 i przyczynił się do rozwoju badań zagadnień obronności, w 1941 roku nadzorował ewakuację części laboratoriów Instytutu Ioffego do Kazania, w 1945 roku otrzymał Order Czerwonej Gwiazdy i został starszym pracownikiem naukowym, pracował w laboratorium Kurczatowa, w latach 1952–1970 pracował w laboratorium półprzewodników i Instytucie Półprzewodników Akademii Nauk ZSRR gdzie w latach 1954–1963 był zastępcą dyrektora zaś w 1960 roku został kierownikiem laboratorium napromieniowania, w 1969 roku wyrzucony z pracy za udział w organizacji syjonistycznej, w 1970 roku przeszedł na emeryturę, od 1980 roku zamieszkał w Izraelu
- Kiriłł Szczołkin – pracownik laboratorium badań jądra atomowego Kurczatowa w Instytucie Ioffego, kierownik naukowy i główny konstruktor radzieckiego ośrodka jądrowego Czelabińsk-70
- Lew Szubnikow – współodkrywca zjawiska Szubnikowa-de Haasa i autor metody skroplenia helu, w latach 1931–1937 kierownik laboratorium niskich temperatur Ukraińskiego Instytutu Fizyko-Technicznego w Charkowie
- Igor Tamm – laureat Nagrody Nobla w dziedzinie fizyki w 1958 roku, członek rzeczywisty Polskiej Akademii Nauk od 1959 roku, jeden z głównych uczestników radzieckiego programu nuklearnego
- Lew Termen – w 1913 roku uczestnik obrony rozprawy Ioffego na stopień doktora nauk, w latach 1919–1926 pracownik katedry fizyki wydziału fizyko-mechanicznego Piotrogrodzkiego/Leningradzkiego Instytutu Politechnicznego, na zaproszenie Czernyszewa w latach 1920–1931 pracownik w Instytucie Ioffego, od 1925 roku kierownik laboratorium drgań elektrycznych, w latach 1920–1921 stworzył i opatentował instrument muzyczny theremin, którego koncertu w 1922 roku na Kremlu moskiewskim słuchał Lenin i zagrał na nim pieśń Skowronek Michaiła Glinki, w 1926 roku stworzył i osobiście zademonstrował telewizor elektromechaniczny Stalinowi i innym członkom Biura Politycznego KC WKP(b), w latach 1928–1938 wykonywał zadania wywiadowcze oddziału zagranicznego OGPU /NKWD w USA m.in. jako pracodawca emigranta Alberta Einsteina, który pracował nad wizualizacją dźwięku w jego nowojorskim studiu, 1947-1967 pracownik najemny MGB /KGB w tym do 1951 roku kierownik laboratorium Centralnego Biura Konstrukcyjnego 29, w 1973 roku autor wspomnień o Ioffe, członek KPZR od marca 1991 roku do rozpadu ZSRR
- Władimir Tuczkiewicz – od 1936 roku pracował w Instytucie Ioffego, w tym w latach 1949–1967 kierował sektorem, a w latach 1967–1986 był dyrektorem placówki, od 1952 roku członek KPZR, a w latach 1968–1980 wielokrotny członek leningradzkich obwodowych i miejskich komitetów partyjnych KPZR
- Aleksandr Waltier(inne języki) – w 1924 roku ukończył wydział fizyko-matematyczny Leningradzkiego Instytutu Politechnicznego, w latach 1921–1935 pracował w Instytucie Ioffego, w tym do 1924 roku był asystentem w laboratorium Siemionowa zaś od 1925 kierował laboratorium izolatorów elektrycznych, w tym Państwowym Laboratorium Fizyko-Technicznym i w latach 1931–1935 w Instytucie Elektrofizycznym, od 1933 roku członek korespondent Akademii Nauk ZSRR, od 1936 roku dyrektor Naukowo-Badawczego Laboratorium Materiałów wydzielonego z Instytutu Ioffego, w latach 1934–1941 kierował katedrą elektrofizyki i fizyki dielektryków wydziału inżyniersko-fizycznego Leningradzkiego Instytutu Politechnicznego, szeregiem doświadczeń potwierdził teorię cieplnego przebicia elektrycznego dielektryków Focka i wyjaśnił jej stosowalność
- Anton Waltier(inne języki) – w 1923 roku rozpoczął pracę naukową w laboratorium Siemionowa pod kierunkiem A.F. Waltera, w latach 1924–1928 pracował w Instytucie Ioffego, w tym w latach 1924–1925 w laboratorium Ioffego razem z Sinielnikowem i Kurczatowem, w 1926 roku ukończył wydział inżyniersko-fizyczny Leningradzkiego Instytutu Politechnicznego, gdzie był asystentem katedry fizyki w latach 1928–1930, pracownik naukowy i jeden ze współtwórców Ukraińskiego Instytutu Fizyko-Technicznego w Charkowie w latach 1930–1965, w tym dyrektor naukowy w latach 1932–1936, sekretarz naukowy w latach 1936–1944, kierownik oddziału od 1941 roku, zastępca dyrektora ds. naukowych od 1944 roku, członek rzeczywisty Akademii Nauk Ukraińskiej SRR od 1951 roku, w 1932 roku wraz z Łejpuńskim, Sinelnikowem i Łatyszewem dokonał pierwszego radzieckiego rozszczepienia jądra atomowego litu sztucznie przyspieszonymi protonami, w latach 1938–1941 wraz z Sinelnikowem opracował i zbudował pierwsze radzieckie olejowe pompy dyfuzyjne
- Jakow Zeldowicz – jako laborant Instytutu Mechanicznej Przeróbki Minerałów w Leningradzie znanego też pod skrótem „Mechanobr” w 1931 roku wskutek wizyty w oddziale fizyki chemicznej Instytutu Ioffego dzięki wsparciu Ioffego został laborantem Instytutu Fizyki Chemicznej Akademii Nauk ZSRR w Leningradzie, tam w latach 1931–1947 uczył się i pracował jako starszy pracownik naukowy, w tym w latach 1938–1946 roku kierownik laboratorium, a w latach 1946–1948 kierownik oddziału teoretycznego, w latach 1948–1965 kierownik wydziału przedsiębiorczego Ministerstwa Średniego Przemysłu Maszynowego ZSRR, w latach 1958–1962 starszy pracownik naukowy w Instytucie Fizyki Teoretycznej i Eksperymentalnej Akademii Nauk ZSRR, w latach 1983–1987 kierownik oddziału teoretycznego Instytutu Problemów Fizycznych Akademii Nauk ZSRR, znany za wkład do fizyki jądrowej i astrofizyki, kosmologii, ogólnej teorii względności, był jednym z ojców radzieckiej bomby atomowej w 1949 roku i radzieckiej bomby wodorowej w 1953 roku

Wśród 59. fizyków wybranych na członków rzeczywistych Akademii Nauk ZSRR w latach 1918–1946, 23. należało do szkoły naukowej Ioffego. Uczniowie i współpracownicy nazywali go żartobliwie Papież Ioffe lub Tata Ioffe (ros. Папа Иоффе), podczas gdy Instytut Ioffego był znany pod żartobliwą nazwą przedszkole Papieża/Taty Ioffego (ros. детский сад папы Иоффе), ponieważ jego historyczną rolą było wychowanie kilku pokoleń fizyków radzieckich. Ioffe był typowym fizykiem doświadczalnym i traktował teorię jako drugorzędną wobec eksperymentu, znane jest że Landau podczas jednego z seminariów Instytutu Ioffego odpowiedział na uwagi ze strony promotora swego doktoratu typowym dla siebie sarkazmem „Fizyka teoretyczna to rzecz trudna, nie wszyscy ją rozumieją”.
We wrześniu 1933 roku Ioffe podniósł status nauki radzieckiej organizując w Leningradzkim Instytucie Fizyko-Technicznym pierwszy w historii ZSRR zjazd międzynarodowy specjalistów w dziedzinie fizyki jądrowej znany jako I Wszechzwiązkowa konferencja jądrowa, którego głównymi tematami były wówczas niedawno odkryte neutron, pozyton i wymuszone rozszczepienie jądra atomowego. Razem z nim prezydium zjazdu tworzyli przewodniczący zjazdu akademik Kurczatow, przewodniczący Akademii Nauk ZSRR w latach 1917–1936 Aleksandr Karpinski, Wawiłow, wówczas nowo wybrany akademik oraz dyrektor Państwowego Instytutu Optycznego w Leningradzie i kierownik oddziału fizycznego Leningradzkiego Instytutu Fizyko-Matematycznego imienia Władimira Stiekłowa Akademii Nauk ZSRR, oraz Siergiej Wasiljew, zastępca dyrektora ds. spraw naukowych i kierownik oddziału metodologii nauki w Instytucie Ioffego oraz członek WKP(b) od 1918 roku i kierownik zarówno leningradzkiego oddziału Instytutu Historii Nauki i Techniki Akademii Nauk ZSRR, jak i katedry materializmu dialektycznego i materializmu historycznego wydziału inżyniersko-ekonomicznego Leningradzkiego Instytutu Przemysłowego. Sekretarzem naukowym zjazdu był Iwanenko, uczestnikami radzieckimi byli Arcymowicz, Bronsztejn, Finkelsztejn, Fock, Frenkel, Gamow, Łejpuński, Sinielnikow, Skobielcyn, Tamm, a także Siergiej Frisz, który od 1932 roku był twórcą i kierownikiem katedry optyki wydziału fizycznego Leningradzkiego Uniwersytetu Państwowego, pracownicy oddziału fizycznego Instytutu Radowego w Leningradzie Aleksandr Wierigo i Siergiej Wiernow, oraz kierownik katedry fizyki teoretycznej Kijowskiego Instytutu Politechnicznego i kierownik oddziału fizyki teoretycznej Instytutu Fizyki Wszechukraińskiej Akademii Nauk Lew Sztrum. Gośćmi z zagranicy byli Pauli, Dirac, francuscy laureaci Nagrody Nobla w dziedzinie chemii z 1935 roku Irène Joliot-Curie i Frédéric Joliot-Curie, Guido Beck, Louis Harold Gray, Francis Perrin, Franco Rasetti i Victor Weisskopf. Bronsztejn, Dukielski, Iwanenko i Chariton redagowali materiały zjazdu opublikowane w serii której redagowali akademicy Ioffe, Wawiłow i Rożdiestwienski.
W 1934 roku Wawiłow zmienił leningradzki oddział fizyczny w Instytut Fizyczny imienia P.N. Lebiediewa Akademii Nauk ZSRR w Moskwie, rozpoczęło się masowe przemieszczanie czołowych fizyków i decyzją Prezydium Akademii Nauk ZSRR w 1934 roku w placówce zostali zatrudnieni Fock, Bronsztejn i Tamm zaś w 1935 roku Ioffe i Mandelstam, jednakże dokumenty archiwalne wskazują na braku udziału Ioffego w jakichkolwiek sprawach placówki pokazujący czysto propagandową politykę kadrową. Upolitycznienie akademików odzwierciedliło się już w 1937 roku, gdy na łamach Czasopisma fizyki doświadczalnej i teoretycznej, redagowanego przez Ioffego i Mandelstama, ambicje teoretyczne które przedstawiał dziekan wydziału fizycznego Moskiewskiego Uniwersytetu Państwowego imienia Michaiła Łomonosowa w latach 1937–1946 Aleksandr Priedwoditielew zrugał jego podwładny Tamm, który w 1930 objął po Mandelstamie stanowisko kierownika katedry fizyki teoretycznej wydziału fizycznego i w 1937 roku został zmuszony do pisemnej rezygnacji gdy prześladowania dotknęły jego brata a bliski kolega Gessen był rozstrzelany.
Zatarg zaostrzył się w 1944 roku, sprzeciw dziekana wobec powrotu Tamma na stanowisko kierownika katedry fizyki teoretycznej poparła konserwatywna większość rady naukowej na czele z Iwanenką, który atakował Tamma za rzekome błędy w jego pracach, na stanowisko kierownika był wysunięty znany z wkładu do teorii plazmy Anatolij Własow, kierownik katedry podczas ewakuacji wydziału do Aszchabadu i Swierdłowska wskutek wielkiej wojny ojczyźnianej i świeży członek WKP(b). Starcie doprowadziło do przygniatającej wygranej Własowa i kolejnych okoliczności przełomowych, gdy w 1944 roku Kaftanow otrzymał list podpisany przez 14. akademików na czele z Kapicą i Mandelstamem wskutek którego Własow nie otrzymał nominacji państwowej zaś kierownikiem katedry w 1944 roku został Fock.
Jednakże, ponieważ Fock rozpoczął działania nacelowane na wykluczenie Własowa z kadry dydaktycznej katedry i w szybko ujawnionym liście do Kapicy nie tylko pogardliwie odnosił się do starszej kadry wydziału, ale też niebezpośrednio rugał Kaftanowa wtedy odpowiedzialnego za naukę radziecką, już po dwóch miesiącach wystąpił kolejny zatarg który zmusił go do postawienia sprawy o rezygnacji ze stanowiska kierownika, wskutek czego Mołotow otrzymał list który podpisali Ioffe, Kryłow, Kapica i Alichanow oraz dodatkowo Mandelstam i Nikołaj Papaleksi a odrębnymi listami poparli Wawiłow i Kurczatow. W treści Obreimow, Fock i Michaił Leontowicz byli wskazani na stanowisko dziekana wydziału fizycznego oraz wypunktowane były różnice między radziecką nauką uczelnianą i akademicką, co sprawiło, że Priedwoditielew stracił stanowisko. Dziekanem na lata 1946–1947 został Siergiej Konobiejewski, który osobiście informował Stalina, wtedy już następcy Mołotowa w bezpośrednim kierowaniu RKL ZSRR, na piśmie o szczegółach życia społecznego wydziału, zaś już w 1945 roku Własow został ponownie kierownikiem katedry fizyki teoretycznej. Leontowicz opuścił wydział zaś, po tym jak w 1946 roku został wybrany akademikiem, wspólnie z nim Fock i Landau oraz uczeń Tamma i współautor Landaua laureat Nagrody Nobla w dziedzinie fizyki w 2003 roku Witalij Ginzburg na łamach Czasopisma fizyki doświadczalnej i teoretycznej redagowanego przez Wawiłowa opublikowali artykuł „O niespójności prac A.A. Własowa nad uogólnioną teorią plazmy i teorią ciała stałego” o rzekomych błędach w pracach Własowa celem zniszczenia jego reputacji i odzyskania katedry fizyki teoretycznej dla akademików, na co jednoznacznie wskazywało ukazanie się artykułu w periodyku o szerokim zasięgu krajowym i zagranicznym przy jednoczesnym nie dopuszczeniu do druku na jego łamach obszernej odpowiedzi Własowa, która ukazała się w miejscowym czasopiśmie Biuletyn Uniwersytetu Moskiewskiego (ros. Вестник Московского университета).
Chociaż w 1947 roku Rada Naukowa uczelni chciała usunąć Własowa ze stanowiska kierownika i ogłosić nowe konkury, działanie to zostało zahamowane w wyniku pozytywnej opinii Maxa Borna o pracach Własowa i poparcia ówczesnego członka korespondenta Akademii Nauk ZSRR i profesora katedry fizyki teoretycznej Nikołaja Bogolubowa, wskutek czego Własow sprawował stanowisko do pisemnej rezygnacji w 1953 roku, kiedy katedrę przejął akademik Bogolubow, zaś po rocznym bezkrólewiu dziekanem wydziału fizycznego na lata 1948–1954 został Arsenij Sokołow, współpracownik Iwanenko z czasów zesłania do Tomska i Swierdłowska sprowadzony przez niego do Moskwy w 1945 roku przy silnym współudziale Kurczatowa.
We wrześniu 1937 roku następny zjazd Ioffe zorganizował z pomocą sekretarza naukowego Nikołaja Dobrotina, aspiranta Instytutu Fizyko-Matematycznego Akademii Nauk ZSRR w latach 1931–1935 i pracownika Instytutu Fizycznego Akademii Nauk ZSRR od 1935 roku, gdzie uczestników było ponad 100. wśród nich gośćmi zagranicznymi byli Pierre Victor Auger, Peierls i Pauli, zaś na czele grupy radzieckiej stali Alichanow, Kurczatow, Sinielnikow, Tamm i Frank, który opowiadał o wówczas niedawnym odkryciu i teorii promieniowania Czerenkowa, podczas gdy Ioffe w podsumowaniu podkreślił znaczny wzrost badań jądrowych w ZSRR i potrzebę nasilenia tych prac w celu rozszerzenia podstaw doświadczalnych i technicznych dla budowy nowych cyklotronów. Kolejny zjazd w październiku 1938 roku odbył się w Leningradzie bez udziału gości zagranicznych, zaś przedstawione zostały wyniki badań uczonych laboratorium Kurczatowa dotyczące izomerów jądrowych, teorii cyklotronu i pochłaniania powolnych neutronów oraz Instytutu Fizycznego im. P.N. Lebiediewa Akademii Nauk ZSRR na czele z Tammem dotyczące promieniowania kosmicznego i teorii mezonów. IV. i V. zjazd zorganizował Oddział nauk fizyko-matematycznych Akademii Nauk ZSRR w dobie paktu Ribbentropa-Mołotowa i wynikłych z niego zażyłości niemiecko-radzieckich, na Ukraińskim Instytucie Fizyko-Technicznym w Charkowie omawiano rozszczepienie jądra atomowego uranu w 1939 roku, które w latach 1938–1939 odkryli niemiecki laureat Nagrody Nobla w dziedzinie chemii z 1944 roku Otto Hahn i Fritz Straßmann oraz opisali teoretycznie Lise Meitner i Otto Frisch, wtedy Łejpuński przedstawił przegląd znanych wyników, Chariton i Zeldowicz opowiadali o reakcji łańcuchowej, zaś Florow opowiadał o obliczeniu średniej liczby neutronów, tymczasem w 1940 roku w Moskwie Kurczatow przedstawił obszerny wykład o rozszczepieniu ciężkich jąder atomowych zaś Florow i jego współpracownik pochodzenia polskiego Konstantin Pietrzak rodem z Łukowa opowiedzieli o swoim wspólnym wówczas nowym odkryciu samorzutnego rozszczepienia jądra atomowego.
Chociaż działalność zarówno naukowo-badawcza, jak i edukacyjna Ioffego była wyjątkowo rozwinięta i wybitna jak na radzieckie standardy akademickie, co nadawało mu powszechny status ojcostwa wobec fizyki w ZSRR, w ojczyźnie miał on krytyków, wśród których znaleźć można takie postacie jak Landau oraz Aleksandr Goldman, członek rzeczywisty Akademii Nauk Ukraińskiej SRR rodem z Warszawy, który w latach 1914–1918 pracował w Głównej Izbie Miar i Wag w Piotrogrodzie i był wykładowcą Piotrogrodzkiego Instytutu Politechnicznego Cesarza Piotra Wielkiego zaś w latach 1923–1938 stworzył i zarządzał Kijowską Naukowo-Badawczą Katedrą Fizyki przy Kijowskim Instytucie Politechnicznym przekształconą w Naukowo-Badawczy Instytut Fizyki Ludowego Komisariatu Oświaty Ukraińskiej SRR w 1929 roku, który współcześnie posiada nazwę Instytut Fizyki Narodowej Akademii Nauk Ukrainy. Na posiedzeniu Akademii Nauk ZSRR w marcu 1936 roku, krytyczne uwagi pod adresem Ioffego i jego Instytutu padły ze strony zarówno przedstawicieli innych radzieckich szkół naukowych, jak i jego byłych pracowników i studentów wskutek braku właściwych powiązań między naukami fizycznymi a gospodarką narodową. Wówczas Instytut Ioffego został oskarżony o ograniczanie się wyłącznie do początkowego poziomu badań, oddawanie jego przedsięwzięć naukowych i wynalazków technicznych uczonym Europy zachodniej wskutek braku dalszego rozwoju rozpoczętych już prac, niewystarczające połączenia między jego pracami teoretycznymi i doświadczalnymi które skutecznie obniżyły poziom naukowo-badawczy placówki, jak również poważne błędy w jego pracach powiązanych z akumulatorami wysokonapięciowymi i izolacją cienkowarstwową.
Łejpuński i Goldman szeroko mówili o niedokończonych badań Instytutu, takich jak prace nad odkształceniami plastycznymi i rentgenowską analizą strukturalną kryształów. Zdaniem Landaua i Goldmana, wadami tych badań była nieścisłość wynikła z użycia przeważnie skrajnie prymitywnych i wyraźnie uproszczonych koncepcji teoretycznych. Finkelsztejn dostrzegł niepowodzenie lub zbytnie uproszczenie teorii izolacji cienkowarstwowej. Goldman mówił o błędnych lub bardzo kontrowersyjnych pracach Instytutu Ioffego dotyczących naruszenia prawa Ohma w dielektrykach, dyfuzji elektronów w zjawisku fotoelektrycznym w polikrystalicznym tlenku miedzi, tunelowego zjawiska fotoelektrycznego. Landau i Łejpuński oskarżali szkołę Ioffego o rozpowszechnianie przechwalstwa; Landau, Tamm i Finkelsztejn wystosowali roszczenia wobec Ioffego dotyczące potrzeby radykalnego ulepszenia szkolenia fizyków, zwłaszcza fizyków teoretycznych, i niepowodzeń w planowaniu badań naukowych. Większość krytyków Ioffego nie zaakceptowała wyrażonego w jego przemowie nieco przesadnego optymizmu w ocenie sukcesów fizyki radzieckiej, zaś sytuację w fizyce ojczyźnianej ogólnie uznano za niepokojącą. Wawiłow stwierdził, że posiedzenie ujawniło niski poziom jakości, sprawności, dokładności, rzetelności prac badawczych placówek naukowo-badawczych Akademii Nauk ZSRR, zaś fizyka radziecka okazała się być daleka od spełnienia oczekiwań.
Stanowisko Ioffego sprowadzało się do stwierdzeń o podrzędności fizyki wobec techniki i byciem techniką przyszłości, głosiło, że głównym zadaniem fizyki jest zasugerowanie inżynierii jakie zjawiska fizyczne można wykorzystać do tworzenia nowych urządzeń i że wystarczający poziom sprawności technicznej fizyki może zapewnić wyłącznie ukierunkowanie na zasadniczą odrębność fizyki i wysoki poziom badań podstawowych, co w sposób oczywisty podkreślało przynależność Instytutu Ioffego do Ludowego Komisariatu Przemysłu Ciężkiego ZSRR. Rożdziestwienski, którego Państwowy Instytut Optyczny również podlegał pod ten urząd, głosił, że fizyka zarządza techniką i wyraźnie sprzeciwił się stanowisku Ioffego mówiąc, że nauka daje pomysły technice. Szeroka dyskusja akademicka pokazała, że większość jej uczestników wśród których wielu było przedstawicielami szkoły naukowej Ioffego, była głęboko zawiedziona wkładem technicznym jego placówek, ogólne niezadowolenie wzmocniła nadmiernie ubarwiona ocena Ioffego stanu fizyki technicznej. Tamm mówił o nieadekwatności doradztwa fizyki wobec techniki oraz o tym, że schemat Ioffego utracił bezwzględnie niezbędne dla pracy naukowo-badawczej połączenie fizyki i techniki. Zaproponowane przez Ioffego powiązanie fizyki z techniką, tuż po utworzeniu przez niego grupy instytutów, został uzupełniony o podsystem fizyki technicznej. Odciążenie Instytutu Ioffego od znacznej części tematów technicznych umożliwiło zmniejszenie liczby pracowników naukowo-badawczych placówki i skupienie badań statutowych wokół najważniejszych podstawowych zagadnień fizyki współczesnej, tzn. fizyki jądra atomowego, fizyki molekularnej, fizyki zjawisk elektronowych i fizyki kwantowej. W ten sposób, badania Instytutu nabrały czysto fizykalnego charakteru o statusie podstawowym, zaś ciężar zagadnień czysto technicznych został przeniesiony na placówki specjalizujące się w fizyce technicznej.
Ioffe upolityczniał swoją placówkę poprzez zmiany zakresu działalności naukowo-badawczej zgodne z zastosowaniami użytkowymi przemysłu radzieckiego, wskutek tego Instytut Ioffego zmieniał nazwy, przynależność urzędową, zwiększał ilość laboratoriów i pracowników, co pozwoliło pozyskiwać nową kadrę a wcześniej zatrudnionym zdobywać nowe umiejętności i polepszyć byt. Różnorodne przekształcenia sprowadziły prześladowania ze strony radzieckich służb bezpieczeństwa, które wskutek zezwolenia państwowego na działalność naukowo-badawczą rościły sobie prawo do czynnego kształtowania placówek Ioffego. W latach 1934–1939 wielkiego terroru w ZSRR, u szczytu okrucieństwa i bezwzględności prześladowań stalinowskich lat 1933–1953, Ludowy Komisariat Spraw Wewnętrznych ZSRR znany jako NKWD, którym w tym okresie kierowali kolejno Gienrich Jagoda, Nikołaj Jeżow i Beria aresztował i przesłuchiwał w więzieniach śledczych około połowę bezpośredniego otoczenia zawodowego Ioffego, pod sfałszowanymi dowodami o różnorodną działalność antyradziecką wyrokami procesów pokazowych Kolegium Wojskowego Sądu Najwyższego ZSRR oraz doraźnych posiedzeń trójek NKWD i Kolegium Specjalnego NKWD wielu jego uczniów, współpracowników, podwładnych i kolegów ukarano wieloletnim pozbawieniem wolności i pracą przymusową w łagrach systemu Gułag, przymusowym wywłaszczeniem, zesłaniem, rozstrzelaniem.
W marcu 1935 roku Iwanenko został skazany na 3 lata pobytu w Karłagu i całkowitą konfiskatę, karę po roku zastąpiono zesłaniem do Tomska do lutego 1939 roku dzięki prośbom Ioffego, Frenkela i Wawiłowa z grudnia 1935 roku, wskutek czego mógł pod znacznymi ograniczeniami pracować naukowo-badawczo, wziąć udział w 4. konferencji jądrowej w Charkowie, a w 1940 roku obronić rozprawę na stopień doktora nauk w Instytucie Fizycznym imienia P.N. Lebiediewa w Moskwie. Zastępca Ioffego Wasiljew w 1936 roku był skazany na 10 lat łagru, a w 1937 roku rozstrzelany, niemieckiego pochodzenia współautor Ioffego w badaniu ciał krystalicznych członek korespondent Akademii Nauk ZSRR Aleksandr Walter w 1941 roku był aresztowany i zmarł w czasie przewozu więźniów z Leningradu do Tomska. Bronsztejn w 1938 roku został skazany na śmierć przez Iwana Matulewicza na podstawie listy funkcjonariusza GUGB NKWD Władimira Cesarskiego, o jego życiu zadecydowała większość ówczesnego składu Biura Politycznego KC WKP(b) Stalin, Mołotow, Łazar Kaganowicz i Klimient Woroszyłow. Ponadto, wskutek szeroko zakrojonych działań NKWD pod nazwą sprawa UFTI, Szubnikow i Rozenkiewicz zostali rozstrzelani w 1937 roku.
Fock był dwukrotnie aresztowany na kilka dni, ostatni areszt zakończył się szybkim zwolnieniem po tym jak w lutym 1937 roku dzięki pisemnemu wsparciu Kapicy we współpracy z akademikiem Kryłowem osobiście przesłuchał go Jeżow. Łukirski w 1938 roku był skazany na 5 lat pracy przymusowej w łagrze solikamskim kolonii karnej „Biały łabędź”, wyszedł na wolność w 1942 roku dzięki listowi poparcia m.in. Wawiłowa, Ioffego, Kapicy, Kryłowa i Focka wystosowanego w lutym 1939 do Berii oraz liście Kapicy z 1940 roku do Szmidta. Landau był aresztowany w 1938 roku i osadzony w więzieniu Butyrki oraz siedzibie głównej NKWD na Łubiance, zwolniony w 1939 roku dzięki wsparciu jego przełożonego w Instytucie Problemów Fizycznych Akademii Nauk ZSRR Kapicy i listom członka honorowego Akademii Nauk ZSRR Bohra. Obreimow był w 1938 roku aresztowany i w 1940 roku skazany na 8 lat pobytu w łagrze w Kotłasie, po roku osadzenia uniknął dalszej kary gdy poparli go Ioffe, Wawiłow, przewodniczący Akademii Nauk ZSRR Władimir Komarow i listem Kapica do Mołotowa. Jego następca na stanowisku dyrektora Ukraińskiego Instytutu Fizyko-Technicznego w Charkowie członek WKP(b) Łejpuński zwany „czerwonym dyrektorem” w 1938 roku po niespełna miesiącu został zwolniony z aresztu.
Termen w 9 miesięcy po nielegalnym powrocie z USA w kwietniu 1939 roku był aresztowany i skazany na 8 lat pobytu w łagrze Kołymy, gdzie wydobywał złoto w kamieniołomie pod Magadanem, najpierw w Omsku, a potem w siedzibie NKWD na Łubiance w latach 1940–1947 w specjalnym laboratorium Centralnego Biura Konstrukcyjnego 29 kierowanym przez współwięźnia Andrieja Tupolewa rozwijał sterowane sygnałami radiowymi samoloty bezzałogowe i urządzenia nasłuchowe w asyście współwięźnia Siergieja Korolowa, po odbyciu kary do 1964 roku był pracownikiem najemnym kompleksu wojskowo-przemysłowego oraz zamkniętych instytutów naukowo-badawczych MGB/MWD/KGB.
Podczas masowej radzieckiej państwowej kampanii antysemickiej lat 1948–1953 znanej jako „walka z kosmopolityzmem”, Ioffe stał się ofiarą upolitycznienia nauki radzieckiej o które tak uporczywie zabiegał w swojej placówce i jej filiach i które formalnie wspierał przez wszystkie lata swej działalności w Akademii Nauk ZSRR. Wskutek porady jej ówczesnego przewodniczącego Wawiłowa, w grudniu 1950 roku za pisemną prośbą zrezygnował ze stanowiska dyrektora swojego Instytutu. Po tym jak jego następca Anton Komar usunął go z rady naukowej Instytutu wskutek rzekomych błędów filozoficznych popełnionych w jednej z jego książek, lecz bez przedstawienia oficjalnych powodów, Ioffe został przeniesiony na stanowisko kierownika laboratorium półprzewodników swojej placówki. Następnie, w marcu 1952 roku Ioffe stworzył oddzielne Laboratorium Półprzewodników oddziału nauk fizyko-matematycznych Akademii Nauk ZSRR, którego dyrektorem wybrała go Akademia Nauk ZSRR w 1953 roku.
Ioffe zaczął wracać do łask po śmierci Stalina w okresie destalinizacji, Prezydium Akademii Nauk ZSRR już w 1954 roku wybrało go przewodniczącym Komisji ds. Półprzewodników a jego laboratorium przekształcono w niezależny Instytut Półprzewodników Akademii Nauk ZSRR w Leningradzie, zaś w 1955 roku wybrało go dyrektorem tej placówki. W 1956 roku Wszechzwiązkowa Akademia Nauk Rolniczych imienia Włodzimierza Lenina, znana z rozpowszechniania ideologicznej pseudo-nauki znanej jako łysenkizm stworzonej przez jej prezydenta Trofima Łysenko pod osobistym nadzorem Stalina jako główne akademickie oręże stalinizmu celem wdrażania Wielkiego terroru w ZSRR wskutek czego został aresztowany i stracił życie przeciwnik łysenkizmu Nikołaj Wawiłow zaś Łysenko został jego następcą w kierowaniu zarówno tą akademią, jak również Instytutem Genetyki Akademii Nauk ZSRR utworzonym przez Wawiłowa w 1933 roku, wybrała Ioffego członkiem honorowym. W 1957 roku Międzynarodowa Unia Fizyki Czystej i Stosowanej wybrała Ioffego wiceprezydentem i powrócił on do rady naukowej Leningradzkiego Instytutu Fizyko-Technicznego, w 1958 roku Prezydium Akademii Nauk ZSRR wybrało go przewodniczącym Narodowego Komitetu ZSRR ds. Fizyki Czystej i Stosowanej. Lata 50. XX wieku były bardzo owocne, po tym jak w 1950 roku Ioffe stworzył teorię przemiany termoelektrycznej w półprzewodnikach i nakreślił program dalszych badań w tej dziedzinie, wysunął pomysł użycia półprzewodników do przemiany niektórych rodzajów energii w inne, zaś pracownicy Instytutu Półprzewodników Akademii Nauk ZSRR znacznie zwiększyli sprawność przetworników termoelektrycznych. Dopiero od 1972 roku Instytut Półprzewodników Akademii Nauk ZSRR stał się częścią Instytutu Ioffego.

## Najbliższa rodzina i śmierć
Ioffe powiązał ze swoim Instytutem członków rodziny, gdy jego córka Walentyna Abramowna Ioffe w młodości występowała jako jeździec w cyrku, dumny akademik osobiście prowadził swych kolegów i uczniów na jej występy artystyczne, co nie przeszkodziło jej potem zostać kierownikiem laboratorium w Instytucie Chemii Krzemianów Akademii Nauk ZSRR. Podczas blokady Leningradu pozostała w oblężonym mieście i pracowała w Instytucie swego ojca, gdzie m.in. kierowała warsztatem produkcji gleb hydrofobowych, zajmowała się oczyszczaniem olei schnących, dostarczaniem wody do systemu grzewczego Instytutu.
Córka, wraz z innymi pracownikami Instytutu Ioffego w ramach systemu Aleksandrowa-Kurczatowa, w warunkach bojowych od 1942 roku, razem z Aleksandrowem i Tammem wniosła wkład w prace obliczeniowe namagnesowania bezzwojowego trałowca, uczestniczyła w produkcji nowych przeciwminowych trałów elektromagnetycznych celem niszczenia magnetycznych min morskich na żeglownych szlakach wodnych za pomocą pól magnetycznych o dużym natężeniu, i współkierowała szeroko zakrojonymi pracami rozmagnesowania bezzwojowego okrętów Floty Bałtyckiej i Ładoskiej Flotylli Wojennej za pomocą zewnętrznego pola magnetycznego pływających lub stałych stacji demagnetyzacyjnych.
Jej matka Wiera Andriejewna Krawcowa, w latach 1908–1931 towarzyszka życia i podróży zagranicznych Ioffego z którą ożenił się w Wielkim Księstwie Finlandii po przejściu w 1911 roku z judaizmu na luteranizm, organizowała i kierowała biblioteką naukową Instytutu Ioffego w latach 1919–1927. Druga żona Anna Wasiliewna Jaczeistowa, studentka Ioffego i pracownik naukowy Instytutu Ioffego, współpracowała z mężem w badaniach półprzewodników.
Dwa tygodnie przed 80. urodzinami Ioffe zmarł wskutek zatrzymania serca w swoim gabinecie roboczym, który dziś wraz z jego mieszkaniem jest częścią Instytutu Ioffego. Jego szczątki doczesne spoczęły na słynnych Mostkach literackich Cmentarza Wołkowskiego w Sankt Petersburgu, na jego grobie umieszczony jest pomnik, którego autorem był Ludowy Artysta ZSRR rzeźbiarz Michaił Anikuszyn.

## Wyróżnienia

### Ordery i odznaczenia
- Zasłużony Działacz Nauki RFSRR (1933),
- Order Lenina (1940, 1945, 1955),
- Nagroda Stalinowska pierwszego stopnia (1942),
- Medal „Za obronę Leningradu” (1944),
- Medal „Za ofiarną pracę w Wielkiej Wojnie Ojczyźnianej 1941–1945” (1945),
- Złoty Medal „Sierp i Młot” Bohatera Pracy Socjalistycznej (1955),
- Nagroda Leninowska (1961, pośmiertnie),

### Doktoraty honoris causa
- doktor honoris causa prawa, Uniwersytet Kalifornijski (1927),
- doktor honoris causa, Uniwersytet Paryski (1946),
- doktor honoris causa, Uniwersytet Bukareszteński (1947),
- doktor honoris causa metalurgii, Techniczny Uniwersytet w Graz (1949),
- doktor honoris causa, Uniwersytet Monachijski (1955).

### Członkostwo w stowarzyszeniach akademickich
- członek korespondent, Akademia Nauk w Getyndze (1924–1938, od 1946), zrezygnował po Nocy kryształowej w III Rzeszy,
- członek rzeczywisty (fellow), Amerykańskie Towarzystwo Fizyczne (1927),
- członek, Amerykańskie Towarzystwo Postępu Naukowego (1927),
- członek, Amerykańskie Towarzystwo Optyczne (1927),
- członek, Amerykańskie Towarzystwo Geograficzne (1927),
- członek, Amerykańskie Towarzystwo Badań Naukowych Sigma Xi (1927),
- członek korespondent, Pruska Akademia Nauk w Berlinie (1928–1938), zrezygnował po Nocy kryształowej w III Rzeszy,
- członek honorowy, Amerykańska Akademia Sztuk i Nauk w Bostonie (1929),
- członek, Międzynarodowy Komitet Solvaya (1930–1948),
- członek honorowy, Brytyjskie Towarzystwo Fizyczne (1944),
- członek honorowy, Chińskie Towarzystwo Fizyczne (1949),
- członek korespondent, Niemiecka Akademia Nauk w Berlinie (DAW) (1956), w latach 1972–1992 Akademia Nauk NRD,
- członek honorowy, Francuskie Towarzystwo Fizyczne (1957),
- członek honorowy, Niemiecka Akademia Przyrodników Leopoldina w Halle, NRD (1958),
- członek honorowy, Narodowa Akademia Nauk Indii w Bangalore (1959),
- członek zagraniczny, Narodowa Akademia Rysiów-Ostrowidzów w Rzymie (1959),
- członek, Towarzystwo Fryderyka i Ireny Joliot-Curie (1960),

## Upamiętnienia

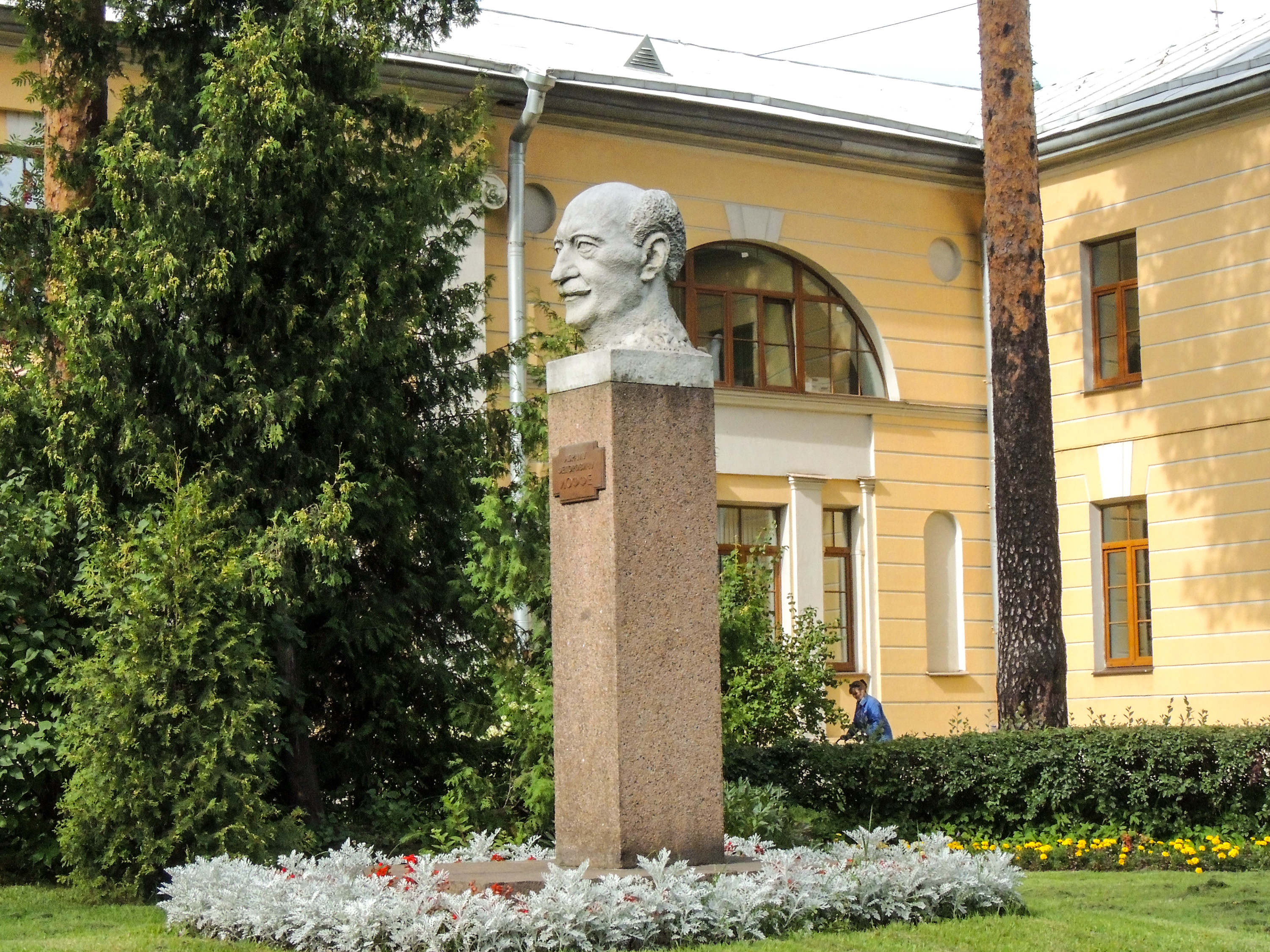
Popiersie Ioffego, Instytut Ioffego

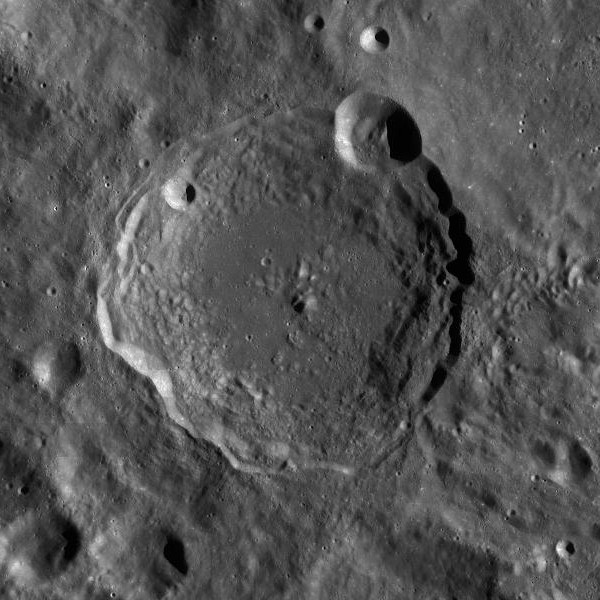
Krater Ioffe na Księżycu

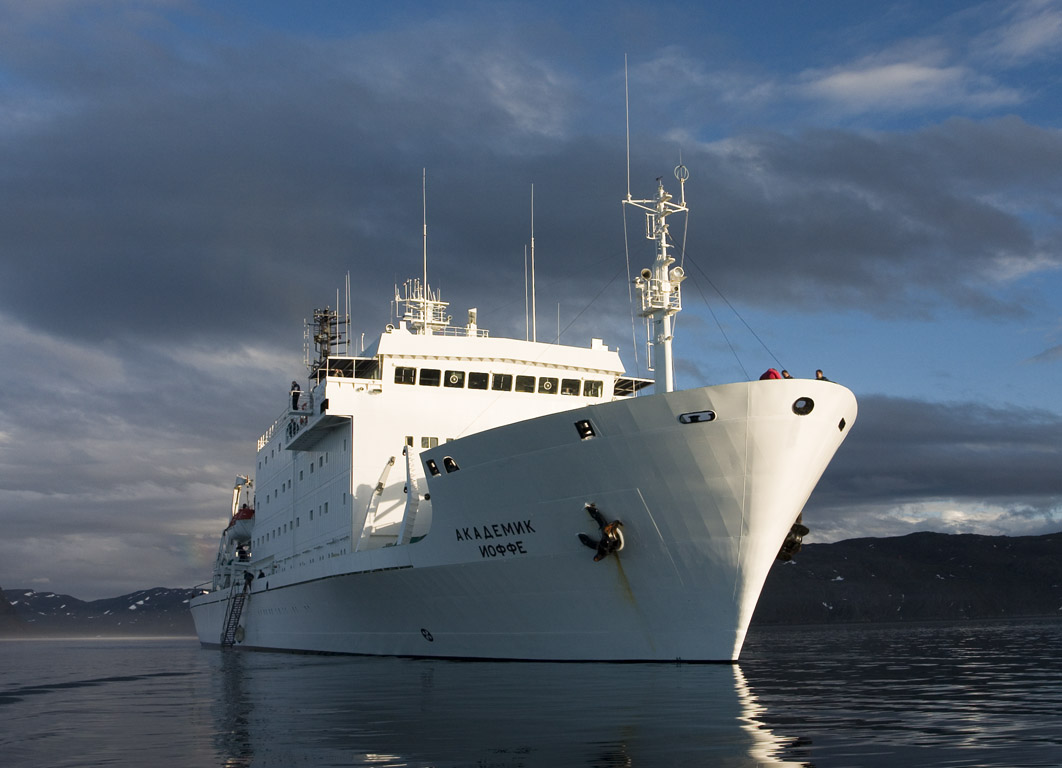
Statek „Akademik Ioffe”

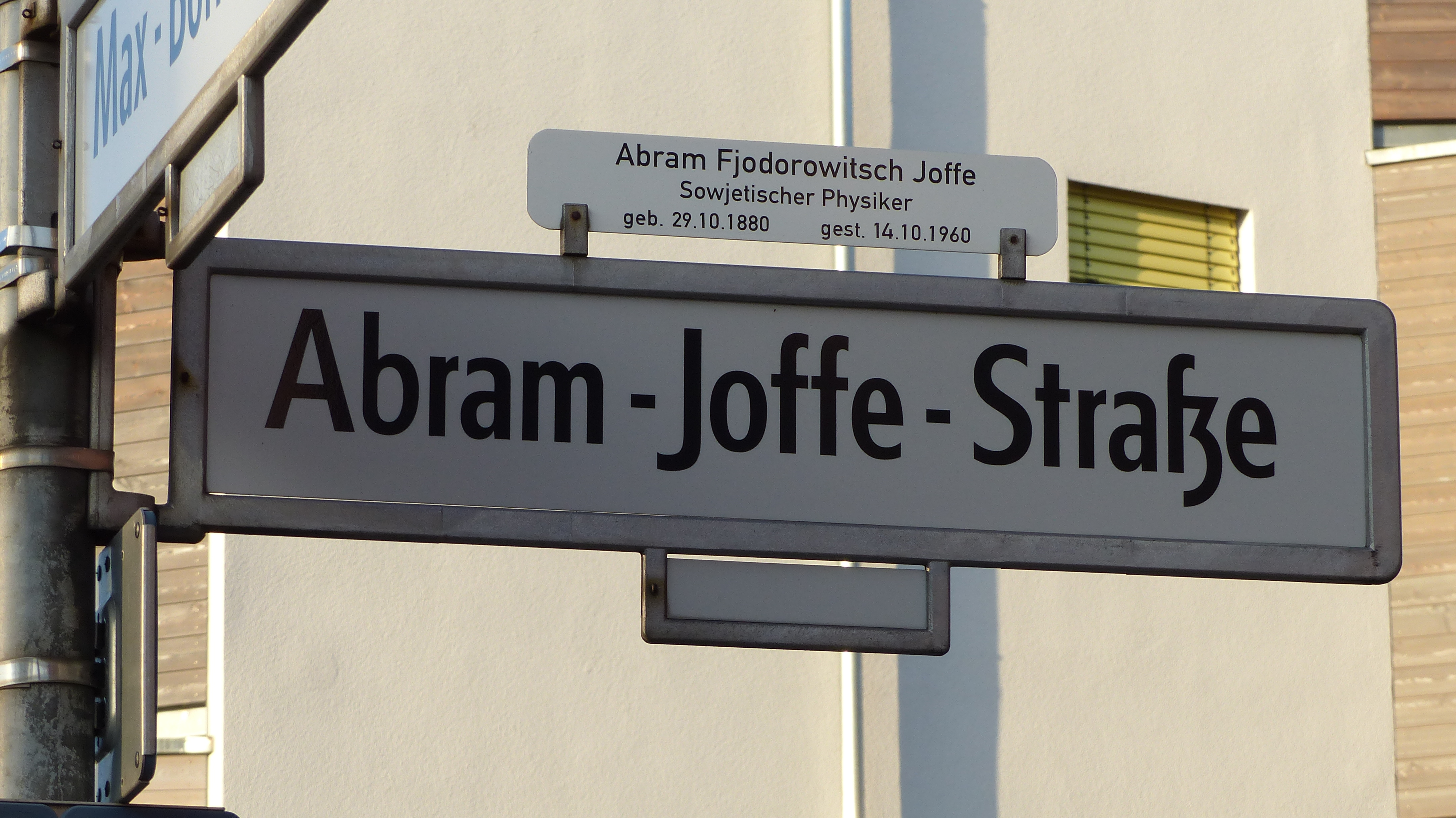
Abram-Joffe-Straße, Adlershof

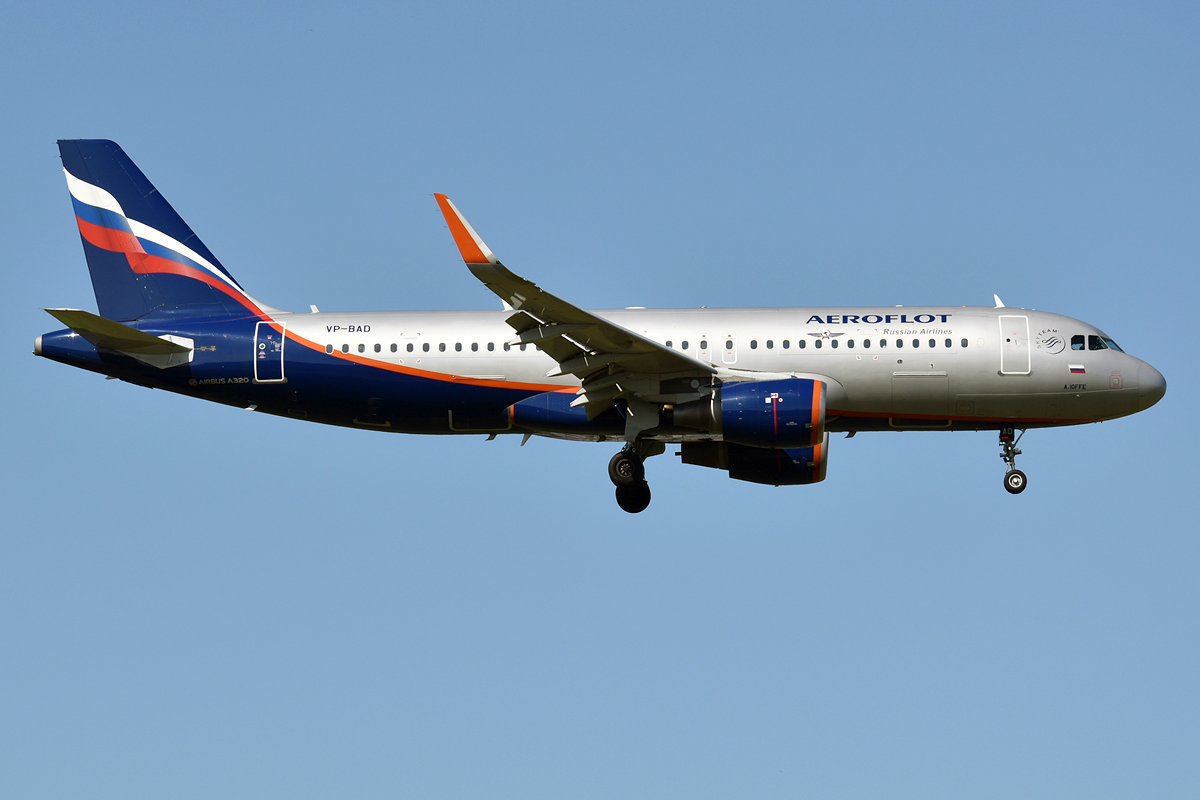
Samolot „A. Ioffe”, Aerofłot

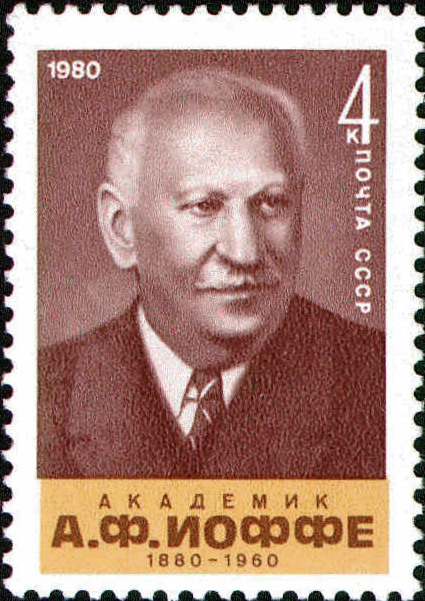
Znaczek pocztowy, 100-lecie Ioffego

Znaczek pocztowy, 100-lecie Instytutu Ioffego

Abram Ioffe był wielokrotnie upamiętniany, m.in.:
- Od 1960 roku Instytut Ioffego nazywał się Leningradzki Instytut Fizyko-Techniczny imienia A.F. Ioffego Akademii Nauk ZSRR, od 1991 roku nosi nazwę Instytut Fizyko-Techniczny imienia A.F. Ioffego Rosyjskiej Akademii Nauk.
- W 1964 roku przed budynkiem oraz w wielkiej sali zgromadzeń Instytutu Ioffego wzniesiono popiersia Ioffego.
- W 1968 roku radziecki bard Władimir Wysocki w pieśni Poranna gimnastyka (ros. Утренняя гимнастика) nazwał Ioffego „głównym akademikiem”, poeta polski Aleksander Śnieżko napisał „Joffe – łeb nie byle jaki” w przekładzie pieśni z 1996 roku.
- Od 1969 roku była szkoła realna Ioffego nosi nazwę Romeńska Specjalistyczna Szkoła Ogólnokształcąca I-III stopnia nr 2 imienia akademika A.F. Ioffego rady miejskiej Romny obwodu sumskiego (ukr. Роменська спеціалізована загальноосвітня школа I-III ступенів №2 імені академіка А. Ф. Йоффе Роменської міської ради Сумської області), krótka nazwa SSzO nr 2 im. akad. A.F. Ioffego (ukr. СЗОШ № 2 ім. акад. А. Ф. Йоффе). Na przedniej części budynku tej dzisiejszej ukraińskiej miejskiej szkoły publicznej, tuż obok jej wejścia głównego, znajduje się rosyjskojęzyczna tablica upamiętniająca Ioffego jako jej ucznia. Dzisiaj placówka posiada trzy profile kształcenia – ogólny, fizyko-matematyczny i filologia obca (rosyjska, niemiecka, angielska) – z językiem ukraińskim jako wykładowym.
- W 1970 roku Międzynarodowa Unia Astronomiczna nadała imię Ioffe(inne języki) kraterowi uderzeniowemu położonemu na półkuli południowej niewidocznej strony Księżyca.
- W 1972 roku Akademia Nauk ZSRR ustanowiła Nagrodę imienia A.F. Ioffego przyznawaną raz na 3 lata za wybitne prace w dziedzinie fizyki, od 1993 roku wyróżnienie przyznaje Rosyjska Akademia Nauk.
- W 1980 roku Międzynarodowa Unia Astronomiczna nadała imię (5222) Ioffe małej planecie z pasa głównego asteroid.
- W 1980 roku, na 100-lecie Ioffego, Instytut Ioffego rozpoczął wydawanie periodyku naukowego na temat Ioffego oraz jego Instytutu Odczyty ku pamięci A.F. Ioffego: zbiór prac naukowych (ros. Чтения памяти А. Ф. Иоффе: сборник научных трудов), którego redaktorem naczelnym był jeden z członków szkoły Ioffego Władimir Tuczkiewicz i którego ostatni numer ukazał się w 1995 roku dzięki wsparciu Rosyjskiej Fundacji Badań Podstawowych założonej w 1992 roku przez ówczesnego prezydenta Rosji Borysa Jelcyna.
- W 1988 roku otrzymał nazwę „Akademik Ioffe” oceanograficzny i arktyczny statek naukowo-badawczy Instytutu Oceanologii imienia Piotra Szyrszowa Rosyjskiej Akademii Nauk o wyporności 6600 ton i długości 117 metrów, został zbudowany w stoczni Hollming w fińskim mieście Rauma nad Zatoką Botnicką we wspólnym projekcie z podobnym statkiem „Akademik Siergiej Wawiłow”. Statki mogą pracować zarówno oddzielnie, jak i wspólnie, były używane do doświadczeń nad dalekodystansowym rozchodzeniem się dźwięku w oceanie. „Akademik Ioffe” jest pływającym nadajnikiem sygnałów hydroakustycznych w paśmie częstotliwości 25–500 Hz o mocy do 150 W, zaś „Akademik Siergiej Wawiłow” jest pływającym odbiornikiem ultrasłabych sygnałów hydroakustycznych. Statki badają obszary Arktyki i Antarktydy, pracują w ekstremalnych strefach sztormowych Oceanu Światowego, w tym Morzu Karskim, Północnym Atlantyku, Oceanie Południowym, Cieśninie Drake’a, na styku Grzbietu Środatlantyckiego z uskokiem transformacyjnym Sierra Leone. Posiadają 12 laboratoriów wyposażonych w nowoczesny sprzęt do badań oceanologicznych i mogą być dodatkowo wyposażone w 3 laboratoria kontenerowe.
- W 2001 roku w Adlershof, dzielnicy Berlina w okręgu administracyjnym Treptow-Köpenick, droga pomiędzy Max-Born-Straße i Groß-Berliner Damm, przy której znajdują się budynki Lise Meitner-Haus (Instytut Fizyki), Emil Fischer-Haus (Instytut Chemii) oraz Walther Nernst-Haus (Gmach Administracyjny Fizyki i Chemii) Wydziału Matematyczno-Przyrodniczego Uniwersytetu Humboldtów w Berlinie otrzymała nazwę „Abram-Joffe-Straße”, w otwarciu uczestniczyli ówcześni dyrektorzy Instytutu Ioffego Żores Ałfiorow oraz Instytutu Maksa Borna w Berlinie-Adlershof Ingolf Volker Hertel.
- W 2001 roku plac między głównymi budynkami Instytutu Ioffego i Petersburskiego Uniwersytetu Politechnicznego imienia Piotra Wielkiego otrzymał nazwę Plac Akademika Ioffego.
- W maju 2011 roku Minister Edukacji i Nauki Federacji Rosyjskiej Andrej Fursenko i Minister Edukacji i Badań Naukowych Niemiec Anette Schavan podpisali dokumenty powołania Instytutu Ioffego-Röntgena (IRI), z siedzibami w Hamburgu i Moskwie, który jest platformą współpracy strategicznej tworzoną dla wspierania dwustronnego współdziałania między Niemcami i Rosją w zakresie wielkoskalowych infrastruktur badawczych. W kwietniu 2012 roku zgodę na powołanie Instytutu podpisali dyrektor Narodowego Centrum Badawczego „Instytut Kurczatowa” w Moskwie Michaił Kowalczuk i kierownik Niemieckiego Synchrotronu Elektronowego (DESY) w Hamburgu Helmut Dosch. Od 2013 roku IRI corocznie, z pominięciem 2021 roku z powodu pandemii COVID-19, wspólnie ze szwedzko-niemiecką platformą Röntgen-Ångström Cluster (RAC) organizuje niemiecko-szwedzko-rosyjskie szkolenie RACIRI Summer School.
- W marcu 2016 roku prezes Niemieckiej Centrali Wymiany Akademickiej (DAAD) Margret Wintermantel i przewodniczący Stowarzyszenia Wiodących Uniwersytetów Rosji (ros. Ассоциация ведущих университетов России) Nikołaj Kropaczew podpisali porozumienie ustanawiające Program „Abram Ioffe” celem wsparcia międzynarodowej wymiany uczonych i studentów między instytucjami obu krajów, których rządy reprezentowali Minister Spraw Zagranicznych Niemiec Frank-Walter Steinmeier i Minister Spraw Zagranicznych Rosji Siergiej Ławrow.
- W sierpniu 2016 roku odrzutowy samolot pasażerski Airbus A320-214 C/N 7240 rosyjskiej linii lotniczej Aerofłot otrzymał imię „A. Ioffe”.

## Wybrane publikacje i patenty

### Książki naukowe
- Termoelementy półprzewodnikowe (ros. Полупроводниковые термоэлементы), Wydanie II, Moskwa-Leningrad: Wydawnictwo Akademii Nauk ZSRR, 1960
  - Przekład polski wydania I: Termoelementy półprzewodnikowe, Warszawa: Państwowe Wydawnictwo Naukowe, 1957
  - Przekład angielski wydania I zawarty w: Termoelementy półprzewodnikowe i ochładzanie termoelektryczne (ang. Semiconductor Thermoelements and Thermoelectric Cooling), London: Infosearch Limited, 1957
- A.F. Ioffe, L.S. Stilbans, J.K. Iordanszwili, T.S. Stawicka, Ochładzanie termoelektryczne (ros. Термоэлектрическое охлаждение), Moskwa-Leningrad: Wydawnictwo Akademii Nauk ZSRR, 1956
  - Przekład angielski zawarty w: Termoelementy półprzewodnikowe i ochładzanie termoelektryczne (ang. Semiconductor Thermoelements and Thermoelectric Cooling), London: Infosearch Limited, 1957
- Energetyczne podstawy półprzewodnikowych baterii termoelektrycznych (ros. Энергетические основы термоэлектрических батарей из полупроводников), Wydawnictwo Akademii Nauk ZSRR, 1950
- Główne idee fizyki współczesnej (ros. Основные представления современной физики), Leningrad-Moskwa: Państwowe Wydawnictwo Literatury Techniko-Teoretycznej, 1949
  - Ideologiczna analiza treści książki Ioffego: I.W. Kuzniecow, N.F. Owczinnikow Za spójne materialistyczno-dialektyczne wyjaśnienie osiągnięć fizyki współczesnej (O książce A. F. Ioffego „Główne idee fizyki współczesnej”) (ros. За последовательное диалектико-материалистическое освещение достижений современной физики (О книге А. Ф. Иоффе «Основные представления современной физики»)), Uspiechi fiziczieskich nauk 45 (9), 1951, s. 113–140
  - Odpowiedź Ioffego na analizę Kuzniecowa i Owczinnikowa: O zagadnieniu błędów filozoficznych w mojej książce „Główne zagadnienia fizyki współczesnej” (ros. К вопросу о философских ошибках моей книги «Основные проблемы современной физики»), Uspiechi fiziczieskich nauk 53 (4), 1954, s. 589–598
  - Więcej szczegółów filozoficznych zmagań Ioffego: część 1, część 2 (ros.)
- Przewodnictwo elektryczne izolatorów twardych i półprzewodników (fr. Conductibilité électrique des isolants solides et des semi-conducteurs), Paris: Hermann et Cie Éditeurs, 1934 (Actualités scientifiques et industrielles 87, Réunion internationale de chimie-physique 1933, VII)
- Półprzewodniki elektroniczne (ros. Электронные полупроводники), Leningrad-Moskwa: Państwowe Wydawnictwo Techniko-Teoretyczne, 1933
  - Semi-conducteurs électroniques, Paris: Hermann et Cie Éditeurs, 1935 (Actualités scientifiques et industrielles 202, Exposés sur la Physique des Solides I publiés sous la direction de A.F. Joffé)
- Lekcje z fizyki molekularnej (ros. Лекции по молекулярной физике), wydanie II. zupełnie zmienione, Piotrogród: Wydawnictwo M. i S. Sabasznikowych, 1923 (Książki z fizyki wydawane pod redakcją ogólną Rosyjskiego Towarzystwa Fizyków przez M. i S. Sabasznikowych)
  - Wydanie I: Lekcje z fizyki molekularnej z 60. rysunkami (ros. Лекции по молекулярной физике с 60 рисунками), Piotrogród: Wydawnictwo M. i S. Sabasznikowych, 1919 (Przewodniki po fizyce wydawane pod redakcją ogólną Rosyjskiego Towarzystwa Fizyków przez M. i S. Sabasznikowych)

### Książki naukowe redagowane
- Max Planck 1858–1958: zbiór na stulecie urodzin Maxa Plancka (ros. Макс Планк 1858–1958: сборник к столетию со дня рождения Макса Планка), red. A.F. Ioffe i A.T. Grigorian, Moskwa: Wydawnictwo Akademii Nauk ZSRR, 1958
- Półprzewodniki w nauce i technice: tom I, II (ros. Полупроводники в науке и технике: Том I, II), red. A.F. Ioffe, Moskwa-Leningrad: Wydawnictwo Akademii Nauk ZSRR, 1957–1958
- G.A. Grinberg, Wybrane zagadnienia matematycznej teorii zjawisk elektrycznych i magnetycznych (ros. Избранные вопросы математической теории электрических и магнитных явлений), red. A.F. Ioffe, Moskwa-Leningrad: Wydawnictwo Akademii Nauk ZSRR, 1948
- Prace pierwszej i drugiej konferencji ze związków wielkocząsteczkowych: Sprawozdania i wykłady (ros. Труды первой и второй конференции по высокомолекулярным соединениям: Рефераты и доклады), red. A.F. Ioffe, Moskwa-Leningrad: Wydawnictwo Akademii Nauk ZSRR, 1945
- I.W. Kurczatow, Pole cząsteczkowe w dielektrykach: sól Seignette’a (fr. I.-V. Kourtschatov, Le champ moléculaire dans les diélectriques: Le sel de Seignette), Paris: Hermann et Cie Éditeurs, 1936 (Actualités scientifiques et industrielles 338, Exposés sur la Physique des Solides II publiés sous la direction de A.F. Joffé)
- I.W. Kurczatow, Rozszczepienie jądra atomowego (ros. Расщепление атомного ядра), Leningrad-Moskwa: Zjednoczone Wydawnictwa Naukowo-Techniczne – Redakcja główna dyscyplin ogólnotechnicznych, 1935 (Zagadnienia fizyki najnowszej, red. A.F. Ioffe, S.I. Wawiłow, D.S. Rożdiestwienski, K.K. Baumgart, S.F. Wasiliew, D.Z. Budnicki, A.I. Łejpunski, I.W. Obreimow, Numer 27)
- Prace Wszechzwiązkowej konferencji badania stratosfery 31 marca – 6 kwietnia 1934 roku (ros. Труды всесоюзной конференции по изучению стратосферы 31 марта – 6 апреля 1934 года), red. S.I. Wawiłow, G.A. Nadson, A.F. Ioffe, N.N. Andriejew, M.A. Boncz-Brujewicz, A.B. Wierigo, N.N. Kalitin, P.A. Mołczanow, S.G. Natanson, L.A. Orbeli, N.A. Rynin, P.N. Twierskoj, L.S. Frejman, M.S. Ejgenson, Leningrad-Moskwa: Wydawnictwo Akademii Nauk ZSRR, 1935
- Jądro atomowe: Zbiór wykładów I Wszechzwiązkowej konferencji jądrowej (ros. Атомное ядро: Сборник докладов I Всесоюзной ядерной конференции), red. M.P. Bronsztejn, W.M. Dukielski, D.D. Iwanienko, J.B. Chariton, Leningrad-Moskwa: Państwowe Wydawnictwo Techniko-Teoretyczne, 1934 (Zagadnienia fizyki najnowszej, red. A.F. Ioffe, S.I. Wawiłow, D.S. Rożdiestwienski, K.K. Baumgart, D.Z. Budnicki, S.F. Wasiliew, A.I. Łejpuński, I.W. Obreimow, Numer 24)
- N.N. Dawidienkow, Metoda strunowa pomiaru odkształceń (ros. Струнный метод измерения деформаций), Leningrad-Moskwa: Państwowe Wydawnictwo Techniko-Teoretyczne, 1933 (Prace Instytutu Fizyko-Technicznego, red. A.F. Ioffe, S.F. Wasiliew, D.Z. Budnicki)
- J.I. Frenkel, Teoria ciał stałych i płynnych (ros. Теория твердых и жидких тел), Leningrad-Moskwa: Państwowe Wydawnictwo Techniko-Teoretyczne, 1933 (Zagadnienia fizyki najnowszej, red. A.F. Ioffe, S.F. Wasiliew, D.Z. Budnicki, Numer 14)
- A.F. Walter, Przebicie dielektryków twardych (ros. Пробой твердых диэлектриков), Leningrad-Moskwa: Państwowe Wydawnictwo Techniko-Teoretyczne, 1933 (Zagadnienia fizyki najnowszej, red. A.F. Ioffe, S.F. Wasiliew, D.Z. Budnicki, Numer 7)
- I.W. Kurczatow, Ferroelektryki (ros. Сегнетоэлектрики), Leningrad-Moskwa: Państwowe Wydawnictwo Techniko-Teoretyczne, 1933 (Zagadnienia fizyki najnowszej, red. A.F. Ioffe, S.F. Wasiliew, D.Z. Budnicki, Numer 6)
- W.C. Röntgen, O nowym rodzaju promieni, z dodatkiem artykułów: akademik A.F. Ioffe „Streszczenie życia Röntgena” i prof. M.I. Niemionow „Znaczenie promieni rentgenowskich dla medycyny i biologii” (ros. О новом роде лучей, с приложением статей: ак. А.Ф. Иоффе „Очерк жизни Рентгена”; проф. М.И. Неменов „Значение рентгеновых лучей для медицины и биологии”), Moskwa-Leningrad: Państwowe Wydawnictwo Techniko-Teoretyczne, 1933
- W.F. Bugosławski, Energia wewnątrzatomowa przy procesach tworzenia i rozpadu materii: z przedmową akademika A.F. Ioffego (ros. Внутриатомная энергия при процессах созидания и распада вещества: С предисловием академика А.Ф. Иоффе), Leningrad: Wydawnictwo Akademii Nauk ZSRR, 1933 (Literatura popularnonaukowa)
- P.P. Kobeko, Stan amorficzny (ros. Аморфное состояние), Leningrad-Moskwa: Państwowe Wydawnictwo Techniko-Teoretyczne, 1933 (Zagadnienia fizyki najnowszej, red. A.F. Ioffe, S.F. Wasiliew, D.Z. Budnicki, Numer 5)
- A.F. Ioffe i A.K. Walter, Nad czym pracują fizycy radzieccy: praca naukowo-badawcza z fizyki w ZSRR (ros. Над чем работают советские физики: Научно-исследовательская работа по физике в СССР), Moskwa: Wydawnictwo Państwowe RFSRR „Robotnik Moskiewski”, 1930 (Nasze osiągnięcia naukowo-techniczne, red. A.F. Ioffe, A.E. Fersman, W.M. Swierdłow, J.N. Dmitriew-Krymski)
- W.S. Gorski, W.N. Kondratiew, K.D. Sinielnikow, P.S. Tartakowski, E.P. Halfin, A.I. Szalnikow, Technika doświadczenia fizycznego (ros. Техника физического эксперимента), red. i przedmowa A.F. Ioffe, Moskwa-Leningrad: Wydawnictwo Państwowe, 1929
- Nauka i technika ZSRR 1917–1927 (ros. Наука и техника СССР 1917–1927), red. A.F. Ioffe, G.M. Krżyżanowski, M.J. Łapirow-Skobło, A.E. Fersman, Moskwa: Robotnik Oświecenia, 1927–1928
  - Tom I (1927), m.in. Krżyżanowski (s. 18–34), Ioffe (s. 75–86), Rożdiestwienski (s. 89–135), Łazariew (s. 136–148), Jegorow (s. 222–232), Wiernadski (s. 234–248), Chłopin (s. 386–401)
  - Tom II (1928), m.in. Łazariew (s. 2–14), Siemaszko (s. 232–245), Fersman (s. 430–491)
  - Tom III (1928)
- Podstawy nowej mechaniki kwantowej: zbiór artykułów (ros. Основания новой квантовой механики: Сборник статей), red. A.F. Ioffe, Moskwa-Leningrad: Wydawnictwo Państwowe, 1927 – m.in. Andriejew, Frederiks, Finkelsztejn, Fock
- W.N. Kondratiew, N.N. Siemionow, J.B. Chariton, Chemia elektronowa (ros. Электронная химия), red. A.F. Ioffe, Moskwa-Leningrad: Wydawnictwo Państwowe, 1927
- Przewodnictwo elektryczne metali i zagadnienia pokrewne: sprawozdania i omówienia czwartego Kongresu Fizyki w Brukseli 24–29 kwietnia 1924 roku pod opieką Międzynarodowego Instytutu Fizyki Solvaya (fr. Conductibilité électrique des métaux et problèmes connexes: Rapports et discussions du quatrième Conseil de Physique tenu à Bruxelles du 24 au 29 avril 1924 sous les Auspices de l’Institut International de Physique Solvay), Paris: Gauthier-Villars, 1927 – w skład Rady Kongresu (s. VII-VIII) weszli m.in. William Henry Bragg, Percy Williams Bridgman, Debye, György von Hevesy, Kamerlingh-Onnes, Lorentz, Richardson, Rutherford, Schrödinger, Skłodowska-Curie, jak również Léon Brillouin, Marcel Brillouin, Witold Broniewski, Edwin Herbert Hall, Ioffe, Willem Hendrik Keesom, Martin Knudsen, Paul Langevin, Frederick Lindemann, Walter Rosenhain. Ioffe wniósł obszerne sprawozdanie (s. 215–245), które omówili (s. 246–250) Bragg, Debye, Hevesy, Richardson, Rutherford, Schrödinger, Skłodowska-Curie oraz Langevin, Lindemann, Rosenhain, i krótkie sprawozdanie wraz z Dobronrawowem (s. 363–366), omawiał sprawozdania Bridgmana (s. 120, 126), Halla (s. 361), Kammerlingh-Onnesa (s. 282, 300), Lorentza (s. 55, 58), Rosenhaina (s. 182–184)
- Prace Państwowego Rentgenowskiego Instytutu Fizyko-Technicznego za lata 1918–1925 (ros. Труды Государственного Физико-технического рентгеновского института за 1918 – 1925 гг.), Leningrad: Państwowy Instytut Fizyko-Techniczny, 1926 – m.in. Jadwiga Szmidt, Ioffe, Bursian, Kapica, Czernyszew, Łukirski, Siemionow, Krutkow, Mysowski, Wulf, Pawłow, Grinberg, Frenkel, Kirpiczewa, Lewicka, Finkelsztejn, A.F. Walter, Obreimow, Szubnikow, Kondratiew, Kurdiumow, Fock
- Prace Leningradzkiego Laboratorium Fizyko-Technicznego (ros. Труды Ленинградской физико-технической лаборатории), Moskwa: Wydawnictwo Oddziału Naukowo-Technicznego Najwyższej Rady Gospodarki Narodowej ZSRR, 1925–1928
  - Numer 1 (1925) – Zbiór prac z fizyki stosowanej, m.in. Ioffe, Kirpiczew, Lewicka, Obreimow, Szubnikow, A.F. Walter, Siemionow
  - Numer 2 (1925) – Zbiór prac z fizyki stosowanej, m.in. Ioffe, Lewicka, J. Szmidt, Czernyszew, Siemionow, A.K. Walter, A.F. Walter, Kirpicziew
  - Numer 3 (1926) – Zbiór prac z fizyki stosowanej, m.in. Łukirski, Dawidienkow, A.F. Walter, Sinielnikow, A.K. Walter, Kurczatow, Fock
  - Numer 4 (1926) – Zbiór prac z fizyki stosowanej, m.in. Kirpicziew, Guchman
  - Numer 5 (1928) – Zbiór prac z fizyki stosowanej, m.in. Kobeko, Kurczatow, Sinielnikow, A.F. Walter, Fock, Dawidienkow
- Prace Państwowego Laboratorium Fizyko-Technicznego (ros. Труды Государственной физико-технической лаборатории), Moskwa: Wydawnictwo Zarządu Naukowo-Technicznego Najwyższej Rady Gospodarki Narodowej ZSRR, 1928–1930
  - Numer 6 (1928) – m.in. Afanasjewa-Ehrenfest, Kirpicziew, A.F. Walter, Siemionow, Andriejew
  - Numer 7 (1929) – M.M. Sitnikow, Procesy jonowe i ich niektóre zastosowania techniczne (ros. Ионные процессы и некоторое их техническое использование)
  - Numer 8 (1929) – m.in. Dawidienkow, A.F. Walter
  - Numer 9 (1929) – Prace oddziału techniki cieplnej, m.in. Kirpicziew, Guchman
  - Numer 10 (1929) – W.N. Głazanow, A.A. Czernyszew, Urządzenie przeciwprzepięciowe (ros. Устройство для защиты от перенапряжений)
  - Numer 11 (1929) – m.in. Alichanow, Lewicka, Kurdiumow
  - Numer 12 (1930) – Telefonia prądami wysokiej częstotliwości na przewodach linii wysokiego napięcia w ZSRR (ros. Телефония токами высокой частоты по проводам линий электропередач в СССР), red. A.A. Czernyszew, Moskwa-Leningrad: Zarząd Główny Placówek Naukowych, Wydawnictwo Państwowe
  - Numer 13 (1930) – Zbiór prac laboratorium zastosowań radiotechnicznych
  - Numer 14 (1930) – Zbiór prac z chemii fizycznej, m.in. Siemionow, Kondratiew, Kurdiumow
  - Numer 15 (1930) – m.in. A.F. Walter
  - Numer 16 (1930) – Zbiór prac z chemii fizycznej, m.in. Rozenkiewicz, Kondratiew, Łejpuński, Łukirski, Jaczeistowa (A.W. Ioffe)

### Książki popularnonaukowe
- Półprzewodniki i ich zastosowanie (ros. Полупроводники и их применение), Seria popularnonaukowa Akademii Nauk ZSRR, Moskwa-Leningrad: Wydawnictwo Akademii Nauk ZSRR, 1956
  - Przekład angielski: Semi-conductors and their use, Moscow: Foreign languages publishing house, 1957
- Półprzewodniki (ros. Полупроводники), Seria popularnonaukowa Akademii Nauk ZSRR, Moskwa-Leningrad: Wydawnictwo Akademii Nauk ZSRR, 1955
- Fizyka i gospodarstwo wiejskie (ros. Физика и сельское хозяйство), Seria popularnonaukowa Akademii Nauk ZSRR, Moskwa-Leningrad: Wydawnictwo Akademii Nauk ZSRR, 1955

### Zbiory pośmiertne
- O fizyce i fizykach: artykuły, przemowy, listy (ros. О физике и физиках: Статьи, выступления, письма), red. S.N. Żurkow i W.J. Frenkel, wydanie II, Leningrad: Nauka, 1985, m.in. biografia (s. 10–26), fragment przemowy na spotkaniu rady naukowej z 1950 roku poświęconego książce Główne idee fizyki współczesnej (s. 351–354)
- Spotkania z fizykami: moje wspomnienia o fizykach zagranicznych (ros. Встречи с физиками: Мои воспоминания о зарубежных физиках), red. A.W. Ioffe, B.W. Liewszin, W.J. Frenkel, Leningrad: Nauka, 1983
- Prace wybrane, red. A.P. Aleksandrow, S.W. Wonsowski, B.M. Wul, P.L. Kapica, I.K. Kikoin, G.W. Kurdiumow, N.N. Siemionow, W.M. Tuczkiewicz, J.B. Chariton i inni, Leningrad: Nauka (ros.):
  - Tom 1 Mechaniczne i elektryczne własności kryształów (1974), m.in. biografia (s. 7–26), rozprawa rosyjska (s. 32–124), prace napisane z Röntgenem (s. 153–182), A.F. Walterem (s. 279–283)
  - Tom 2 Promieniowanie, elektrony, półprzewodniki (1975), m.in. monografia magisterska (s. 26–89), prace napisane z Röntgenem (s. 90–132), Frenkelem (s. 133–155), A.W. Ioffe (s. 156–270)

### Artykuły naukowe
- A.F. Ioffe, A.R. Regel, Niekrystaliczne, amorficzne i ciekłe półprzewodniki elektronowe (ang. Non-crystalline, amorphous and liquid electronic semiconductors), Progress in Semiconductors 4, 1960, s. 239–291
- Właściwości różnorodnych półprzewodników (ang. Properties of various semiconductors), Journal of Physics and Chemistry of Solids 8, 1959, s. 6–14
- Właściwości termoelektryczne i cieplne półprzewodników: wykład wygłoszony we Francuskim Towarzystwie Fizycznym 12 października 1956 roku (fr. Propriétés thermoélectriques et thermiques des semi-conducteurs: Conférence faite à la Société Française de Physique le 12 octobre 1956), Le Journal de Physique et Le Radium 18(4), 1957, s. 209–213
- Wymiana ciepła w półprzewodnikach (ang. Heat transfer in semiconductors), Canadian Journal of Physics 34(12), 1956, s. 1342–1355
- O przewodzeniu ciepła w półprzewodnikach (ang. On thermal conduction in semiconductors), Il Nuovo Cimento 3(4), 1956, s. 702–715
- Wiadomość od prof. Ioffego, wiceprezydenta Akademii Nauk ZSRR (ang. Message from prof. Joffe, vice-president of the Academy of Sciences of the U.S.S.R.), Nature 151(3831), 1943, s. 385–386
- A.F. Ioffe, B.M. Gohberg (Hochberg), Generator elektrostatyczny (ang. Electrostatic generator), Journal of Physics 2(3), 1940, s. 243–252
- O mechanizmie kruchego pękania (ang. On the mechanism of brittle rupture), w: International Conference on Physics, London, 1934: a joint conference organized by the International Union of Pure and Applied Physics and the Physics Society. Papers and Discussions in Two Volumes, Vol. II The Solid State of Matter, London: The Physical Society, 1935, s. 77–80
- A.W. Ioffe, A.F. Ioffe, O rozkładzie widmowym zjawiska fotoelektrycznego w tlenku miedzi(I) (fr. Sur la distribution spectrale de l’effet photoélectrique dans l’oxyde cuivreux), Comptes Rendus des séances de L’Academie des Sciences 199(11), 1934, s. 569–571
- A.W. Ioffe, A.F. Ioffe, O zjawisku fotoelektrycznym w kryształach kuprytu (niem. Über den Photoeffekt in Cupritkristallen), Zeitschrift für Physik 82(11–12), 1933, s. 754–758
- J.I. Frenkel, A.F. Ioffe, O właściwościach elektrycznych i fotoelektrycznych kontaktów między metalem a półprzewodnikiem (ang. On the Electric and Photoelectric Properties of Contacts between a Metal and a Semi-conductor), Physikalische Zeitschrift der Sowjetunion 1(1), 1932, s. 60–87
  - Streszczenie: J.I. Frenkel, A.F. Ioffe, O właściwościach elektrycznych i fotoelektrycznych kontaktów między metalem a półprzewodnikiem (ang. On the Electric and Photoelectric Properties of Contacts between a Metal and a Semiconductor), Physical Review 39, 1932, s. 530–531
- A.F. Ioffe, P.P. Kobeko, I.W. Kurczatow, A.K. Walter, O zagadnieniu mechanizmu przebicia elektrycznego (niem. Zur Frage nach dem Mechanismus des elektrischen Durchschlages), Zeitschrift für Physik 73(11–12), 1932, s. 775–777
- O zagadnieniu mechanizmu przebicia elektrycznego (niem. Zur Frage über den Mechanismus des elektrischen Durchschlages), Physikalische Zeitschrift der Sowjetunion 1(1), 1932, s. 155–188
  - Krytyka: L.D. Landau, L.W. Rozenkiewicz, O teorii przebicia elektrycznego A. Ioffego (niem. Über die Theorie des elektrischen Durchschlages von A. Joffé), Zeitschrift für Physik 78, 1932, s. 847–848
- Czy nieprawidłowości budowy kryształu wpływają na jego przewodnictwo elektryczne? (niem. Ist die elektrische Leitfähigkeit durch die Unregelmäßigkeiten des Kristallbaues beeinflußt?), Zeitschrift für Physik 62(11), 1930, s. 730–745
- A.F. Ioffe, A.N. Arseniewa, Doświadczenia nad polaryzacją fal elektronowych (fr. Expériences sur la polarization des ondes électroniques), Comptes Rendus des séances de l’Académie des Sciences 188(2), 1929, s. 152–153
- O istocie strat dielektrycznych (niem. Über die Natur der dielektrischen Verluste), Zeitschrift für Physik 48(3–4), 1928, s. 288–292
- O współczynniku załamania fal de Broglie’a elektronu: odezwa o pracy Otto Klemperera o tym samym tytule (niem. Über den Berechnungsquotienten der de Brogliewellen des Elektrons: Eine Bemerkung zu der gleichnamigen Abhandlung von Otto Klemperer), Zeitschrift für Physik 48(9–10), 1928, s. 737–738
- Wytrzymałość mechaniczna i elektryczna a siły cząsteczkowe (niem. Mechanische und elektrische Festigkeit und Molekularkräfte), Physikalische Zeitschrift 28(24), 1927, s. 911–916
  - Przekład angielski: Wytrzymałość mechaniczna i elektryczna a kohezja (ang. Mechanical and electrical strength and cohesion), Transactions of the Faraday Society 24, 1928, s. 65–72
  - Przekład rosyjski: Wytrzymałość mechaniczna i elektryczna a siły cząsteczkowe (ros. Электрическая и механическая прочность и молекулярные силы), Uspiechi fiziczieskich nauk 8(2), 1928, s. 141–154
  - Pochwała: P. Jordan, Ioffego badania wytrzymałości elektrycznej (niem. Joffés Untersuchungen über die elektrische Durchschlagsfestigkeit), Die Naturwissenschaften 16(23), 1928, s. 460–462
  - Spór A. Smekal(inne języki) – A.F. Ioffe: Ioffego badania wytrzymałości elektrycznej (niem. Joffés Untersuchungen über die elektrische Durchschlagsfestigkeit), Die Naturwissenschaften 16(39), 1928, s. 744–745
  - Końcowa krytyka: A. Smekal, Ioffego badania wytrzymałości elektrycznej (niem. Joffés Untersuchungen über die elektrische Durchschlagsfestigkeit), Die Naturwissenschaften 16(49), 1928, s. 1045
- A.F. Ioffe, I.W. Kurczatow, K.D. Sinielnikow, Mechanizm przebicia w dielektrykach (ang. The mechanism of breakdown of dielectrics), Journal of Mathematics and Physics 6(3), 1927, s. 133–144
- A.F. Ioffe, M.A. Lewicka, O siłach kohezji w soli kamiennej (niem. Über die Kohäsionsfestigkeit von Steinsalz), Zeitschrift für Physik 35(6), 1926, s. 442–445
- A.F. Ioffe, N.I. Dobronrawow, Obserwacje rozchodzenia się impulsów rentgenowskich (niem. Beobachtungen über die Ausbreitung von Röntgenimpulsen), Zeitschrift für Physik 34(11–12), 1925, s. 889–892
- A.F. Ioffe, M.W. Kirpiczewa, M.A. Lewicka, Granica sprężystości i wytrzymałość kryształów (ang. The elastic limit and strength of crystals), Nature 113, 1924, s. 424–425
- A.F. Ioffe, M.W. Kirpiczewa, Rentgenogramy odkształconych kryształów (ang. Röntgenograms of strained crystals), The London, Edinburgh, and Dublin Philosophical Magazine and Journal of Science 43(253), 1922, s. 204–206
- A.F. Ioffe, M.W. Kirpiczewa, Przewodnictwo elektryczne czystych kryształów (ros. Электропроводность чистых кристаллов), Czasopismo Rosyjskiego Towarzystwa Fizyko-Chemicznego, Oddział fizyczny 48(8), 1916, s. 261–296
- Pomysł Ioffego o zrzeszaniu kwantów światła
  - O teorii energii promienistej: wyłożono na posiedzeniu oddziału fizycznego Rosyjskiego Towarzystwa Fizyko-Chemicznego 14 września 1910 roku (ros. К теории лучистой энергии: Доложено в заседании Физическ. отделения Р. Ф.-Х. О. 14 сентября 1910 г.), Czasopismo Rosyjskiego Towarzystwa Fizyko-Chemicznego, Oddział fizyczny 42(9), 1910, s. 409–425
    - Przekład niemiecki: O teorii zjawisk promienistych: wyłożono w Rosyjskim Towarzystwie Fizycznym 27 września 1910 roku (niem. Zur Theorie der Strahlungserscheinungen: Vorgetragen in der Russischen Physikalischen Gesellschaft am 27. September 1910), Annalen der Physik 36(13), 1911, s. 91–118

  - Atomy światła (ros. Атомы света), Czasopismo Rosyjskiego Towarzystwa Fizyko-Chemicznego, Oddział fizyczny 44(2), 1912, s. 37–50
  - Prace które ukazały się równolegle z pracami Ioffego, lecz nie odnosiły się do jego pomysłu
    - P. Ehrenfest, Jakie cechy hipotezy kwantów światła grają rolę zasadniczą w teorii promieniowania cieplnego? (niem. Welche Züge der Lichtquantenhypothese spielen in der Theorie der Wärmestrahlung eine wesentliche Rolle?), Annalen der Physik 36(11), 1911, s. 534–552
    - W. Natanson, O teoryi statystycznej promieniowania – On the Statistical Theory of Radiation, Bulletin International de l’Académie des Sciences de Cracovie, Classe des Sciences mathématiques et naturelles. Série A: Sciences mathématiques, 1911, s. 134–148
      - Przekład niemiecki: Über die statistische Theorie der Strahlung, Physikalische Zeitschrift 12, 1911, s. 659–666

    - W. Natanson, O promieniowaniu, w: Księga Pamiątkowa XI Zjazdu Lekarzy i Przyrodników Polskich w Krakowie, 18–22 lipca 1911, Kraków: Komitet Gospodarczy, 1911, s. 144–160
      - Przedruk: O promieniowaniu, Kraków: Drukarnia Narodowa, 1911

    - W. Natanson, O zawartości energii w ciałach materyalnych – On the Energy-Content of Material Bodies, Bulletin International de l’Académie des Sciences de Cracovie, Classe des Sciences mathématiques et naturelles. Série A: Sciences mathématiques, 1912, s. 95–102

  - Rozwój pomysłu Ioffego w latach 1912–1930, z bezpośrednim lub pośrednim odniesieniem do wyników Ioffego
    - W. Natanson, Zasady teoryi promieniowania, Warszawa: Wydawnictwo Redakcyi Prac Matematyczno-Fizycznych, 1912
      - Zasady teoryi promieniowania, Prace Matematyczno-Fizyczne 24(1), 1913, s. 1–88

    - M. Wolfke, Teoria kwantów: wiadomość wstępna (niem. Zur Quantentheorie: Vorläufige Mitteilung), Verhandlungen der Deutschen Physikalischen Gesellschaft 15, 1913, s. 1123–1129
    - M. Wolfke, Teoria kwantów: druga wiadomość wstępna (niem. Zur Quantentheorie: Zweite vorläufige Mitteilung), Verhandlungen der Deutschen Physikalischen Gesellschaft 15, 1913 s. 1215–1218
    - M. Wolfke, Teoria kwantów: trzecia wiadomość wstępna (niem. Zur Quantentheorie: Dritte vorläufige Mitteilung), Verhandlungen der Deutschen Physikalischen Gesellschaft 16, 1914, s. 4–6
    - M. Wolfke, Które prawo promieniowania wynika z przyjęcia atomów światła? (niem. Welche Strahlungsformel folgt aus der Annahme der Lichtatome?), Physikalische Zeitschrift 15, 1914, s. 308–310
    - J. Krutkow, Hipoteza niezależnych atomów światła prowadzi do wzoru widmowego Wiena (ros. Гипотеза независимых световых атомов ведет к спектральной формуле Вина), Czasopismo Rosyjskiego Towarzystwa Fizyko-Chemicznego, Oddział fizyczny 46(1), 1914, s. 12–21
    - J. Krutkow, Prawo promieniowania Wiena wynika z przyjęcia niezależnych kwantów światła (niem. Aus der Annahme unabhängiger Lichtquanten folgt die Wiensche Strahlungsformel), Physikalische Zeitschrift 15, 1914, s. 133–136
    - J. Krutkow, Odezwa o notatce Pana Wolfkego: Które prawo promieniowania wynika z przyjęcia atomów światła? (niem. Bemerkung zu Herrn Wolfkes Note: Welche Strahlungsformel folgt aus der Annahme der Lichtatome?), Physikalische Zeitschrift15, 1914, s. 363–364
    - M. Wolfke, Odpowiedź na odezwę Pana Krutkowa o ojej notatce: Które prawo promieniowania wynika z przyjęcia atomów światła? (niem. Antwort auf die Bemerkung Herrn Krutkows zu meiner Note: Welche Strahlungsformel folgt aus der Annahme der Lichtatome?), Physikalische Zeitschrift 15, 1914, s. 463–464
    - M. Wolfke, Einsteinowskie kwanty światła a budowa przestrzenna promieniowania (niem. Einsteinsche Lichtquanta und räumliche Struktur der Strahlung), Physikalische Zeitschrift 22, 1921, s. 375–379
    - H. Bateman, O teorii kwantów światła (ang. On the theory of light-quanta), The London, Edinburgh, and Dublin Philosophical Magazine and Journal of Science, Series 6, 46(275), 1923, s. 977–991
    - W. Bothe, Rozkład przestrzenny energii promieniowania wnękowego (niem. Die räumliche Energieverteilung der Hohlraumstrahlung), Zeitschrift für Physik 20, 1923, s. 145–152
    - W. Bothe, O oddziaływaniu promieniowania i elektronów swobodnych (niem. Über die Wechselwirkung zwischen Strahlung und freien Elektronen), Zeitschrift für Physik 23, 1924, s. 214–224
    - P. Ehrenfest, Fluktuacje energii w polu promieniowania lub sieci krystalicznej przez superpozycję skwantowanych drgań własnych (niem. Energieschwankungen im Strahlungsfeld oder Kristallgitter bei Superposition quantisierter Eigenschwingungen), Zeitschrift für Physik 34, 1925, s. 362–373
    - W. Bothe, O statystyce promieniowania wnękowego (niem. Zur Statistik der Hohlraumstrahlung), Zeitschrift für Physik 41, 1927, s. 345–351
    - R.J. Majumdar, D.S. Kothari, Wykładnia statystyczna einsteinowskiego wyprowadzenia prawa Plancka (niem. Statistische Deutung zur Einsteinschen Ableitung des Planckschen Gesetzes), Zeitschrift für Physik 60(3–4), 1930, s. 250–254
    - M. Wolfke, Odezwa o „Wykładni statystycznej einsteinowskiego wyprowadzenia prawa Plancka” R.C. Majmudara i D.S. Kothariego z Allahabadu (niem. Bemerkung zu „Statistische Deutung zur Einsteinschen Ableitung des Planckschen Gesetzes” von R.C. Majumdar und D.S. Kothari in Allahabad), Zeitschrift für Physik 61(9–10), 1930, s. 725–726

  - Omówienie rozwoju historycznego pomysłu Ioffego
    - M. Kokowski, Rozbieżne dzieje statystyki Bosego-Einsteina i zapomniane dokonania Władysława Natansona (1864–1937) (ang. The divergent histories of Bose-Einstein statistics and the forgotten achievements of Władysław Natanson (1864–1937)), Studia Historiae Scientiarum 18, 2019, s. 327–464
    - H.D. Fick, H. Kant, Pojęcia atomów światła i cząsteczek świetlnych a ich wykładnia końcowa (ang. The Concepts of Light Atoms and Light Molecules and Their Final Interpretation), w: Zwyczaje i przekształcenia w historii fizyki kwantowej: HQ-3 Trzecia międzynarodowa konferencja o historii fizyki kwantowej, Berlin, 28 czerwca – 2 lipca 2010 (ang. Traditions and Transformations in the History of Quantum Physics: HQ-3 Third International Conference on the History of Quantum Physics, Berlin, June 28 – July 2, 2010), red. Shaul Katzir, Christoph Lehner, Jürgen Renn, Berlin: Edition Open Access, Max Planck Institute for the History of Science, 2017 (Max Planck Research Library for the History and Development of Knowledge, red. Jürgen Renn, Robert Schlögl, Bernard F. Schutz, Proceedings 5), s. 89–124
    - L. Navarro, E. Pérez, Paul Ehrenfest o konieczności kwantów (1911): nieciągłość, kwantowanie, korpuskularność i niezmienniczość adiabatyczna (ang. Paul Ehrenfest on the Necessity of Quanta (1911): Discontinuity, Quantization, Corpuscularity, and Adiabatic Invariance), Archive for History of Exact Sciences 58(2), 2004, s. 97–141
    - B. Średniawa, Kontakty naukowe i współpraca polskich fizyków z Einsteinem, Kwartalnik Historii Nauki i Techniki 41(1), 1996, s. 59–98
- Uwaga o zjawisku fotoelektrycznym: z powodu artykułu E. Ladenburga (ros. Заметка о фотоэлектрическом эффекте: По поводу статьи Э. Ладенбурга), Czasopismo Rosyjskiego Towarzystwa Fizyko-Chemicznego, Oddział fizyczny 39, 1907, s. 248–252
  - Streszczenie: Uwaga o pracy E. Ladenburga: „O prędkości początkowej i ilości elektronów fotoelektrycznych itp.” (niem. Eine Bemerkung zu der Arbeit von E. Ladenburg: „Über Anfangsgeschwindigkeit und Menge der photoelektrischen Elektronen usw.”), Annalen der Physik 24(15), 1907, s. 939–940
  - E. Ladenburg, O prędkości początkowej i ilości elektronów fotoelektrycznych w stosunku do długości fali światła wyzwalającego: wiadomość wstępna (niem. Über Anfangsgeschwindigkeit und Menge der photoelektrischen Elektronen in ihrem Zusammenhange mit der Wellenlänge des auslösenden Lichtes: Vorläufige Mitteilung), Physikalische Zeitschrift 8(18), 1907, s. 590–594
    - przedruk: O prędkości początkowej i ilości elektronów fotoelektrycznych w stosunku do długości fali światła wyzwalającego (przedstawionoe na posiedzeniu Oddziału fizycznego 79. Zgromadzenia Niemieckich Przyrodników i Lekarzy w Dreźnie 18 września 1907 roku) (niem. Über Anfangsgeschwindigkeit und Menge der photoelektrischen Elektronen in ihrem Zusammenhange mit der Wellenlänge des auslösenden Lichtes (Vorgetragen in der Sitzung der physikalischen Abteilung der 79. Versammlung Deutscher Naturforscher und Ärzte zu Dresden am 18. September 1907.)), Verhandlungen der Deutschen Physikalischen Gesellschaft 9(19–20), 1907, s. 504–514

### Rozprawy uczelniane
- Pełzanie sprężyste w kwarcu krystalicznym: Rozprawa inauguracyjna II Sekcji Wydziału Filozofii Wyższej Uniwersytetu Ludwiga i Maksymiliana w Monachium złożona 5 czerwca 1905 roku celem uzyskania doktoratu (niem. Elastische Nachwirkung im kristallinischen Quarz: Inaugural-Dissertation der Hohen Philosophischen Fakultät (II. Sektion) der Ludwig Maximilians-Universität zu München zur Erlangung der Doktorwürde vorgelegt am 5. Juni 1905), Leipzig: Johann Ambrosius Barth, 1906
  - Streszczenie: Pełzanie sprężyste w kwarcu krystalicznym (wyciąg z rozprawy monachijskiej) (niem. Elastische Nachwirkung im kristallinischen Quarz (Auszug aus der Münchener Dissertation)), Annalen der Physik 20(10) 1906, s. 919–998
- Elementarne zjawisko fotoelektryczne. Pole magnetyczne promieni katodowych: Badanie doświadczalne (ros. Элементарный фотоэлектрический эффект. Магнитное поле катодных лучей: Опытное исследование), Sankt Petersburg: Tip. M.M. Stasjuliewicza, 1913
  - Streszczenie: Pole magnetyczne promieni katodowych: przedstawiono na posiedzeniu oddziału fizycznego Rosyjskiego Towarzystwa Fizyko-Chemicznego 14 grudnia 1910 roku (ros. Магнитное поле катодных лучей: Доложено в заседании Физ. отд. Р. Ф.-Х. О. 14 дек. 1910 г.), Czasopismo Rosyjskiego Towarzystwa Fizyko-Chemicznego, Oddział fizyczny 43(1), 1911, s. 7–14
  - Przekład niemiecki części drugiej: O polu magnetycznym promieni katodowych (niem. Über das magnetische Feld der Kathodenstrahlen), Annalen der Physik 34(5) 1911, s. 1026–1032
- Sprężyste i elektryczne właściwości kwarcu (ros. Упругие и электрические свойства кварца), Wiadomości Instytutu Politechnicznego Cesarza Piotra Wielkiego 24, 1915, s. 1–126

### Autobiografie i szkice biograficzne
- Wirtualne Muzeum Historii Rosyjskiej Akademii Nauk. virtmus.arran.ru. [zarchiwizowane z tego adresu (2020-12-11)]. (ros.)
- Moje życie i praca: Szkic autobiograficzny (ros. Моя жизнь и работа: Автобиографический очерк), Moskwa-Leningrad: Państwowe Wydawnictwo Techniko-Teoretyczne, 1933
- Pamięci Alberta Einsteina (ros. Памяти Альберта Эйнштейна), Uspiechi fiziczieskich nauk 57(2), 1955, s. 187–192
  - E.H. Walker, Panna Einstein (ang. Ms. Einstein), 1990 AAAS Annual Meeting Abstracts, 1990, s. 141
  - S. Troemel-Ploetz, Mileva Einstein-Marić: kobieta która stworzyła matematykę Einsteina (ang. Mileva Einstein-Marić: The woman who did Einstein’s mathematics), Index on Censorship 9, 1990, s. 33–36
- Albert Einstein (w 5-tą rocznicę śmierci) (ros. Альберт Эйнштейн: К 5-летию со дня смерти), Uspiechi fiziczieskich nauk 71(1), 1960, s. 3–7
- Wilhelm Conrad Röntgen (ros. Вильгельм Конрад Рентген), Uspiechi fiziczieskich nauk 4(1), 1924, s. 1–10

### Patenty
- Pełna lista patentów ogłoszonych przez Ioffego (ang.)
  - Patenty ogłoszone w Stanach Zjednoczonych w latach 1926–1927
    - Elektrety – US1864828A
    - Materiały niejednorodne z cienkimi warstwami przewodzącymi – US1865693A
    - Przetwornik piezoelektryczny – US1807292A
    - Regulator napięcia ze zmiennym DC – US1850587A
    - Fotokomórka – US1827016A
    - Prostownik elektryczny – US1907547A